# Parc naturel régional de la Brenne
Pour les articles homonymes, voir Brenne.
Ne doit pas être confondu avec Brenne (région naturelle).

Le logotype du parc.

Le parc naturel régional de la Brenne (PNRB) est un parc naturel régional situé dans le département français de l'Indre, en région Centre-Val de Loire.
Il est connu pour ses étangs artificiels.

## Histoire

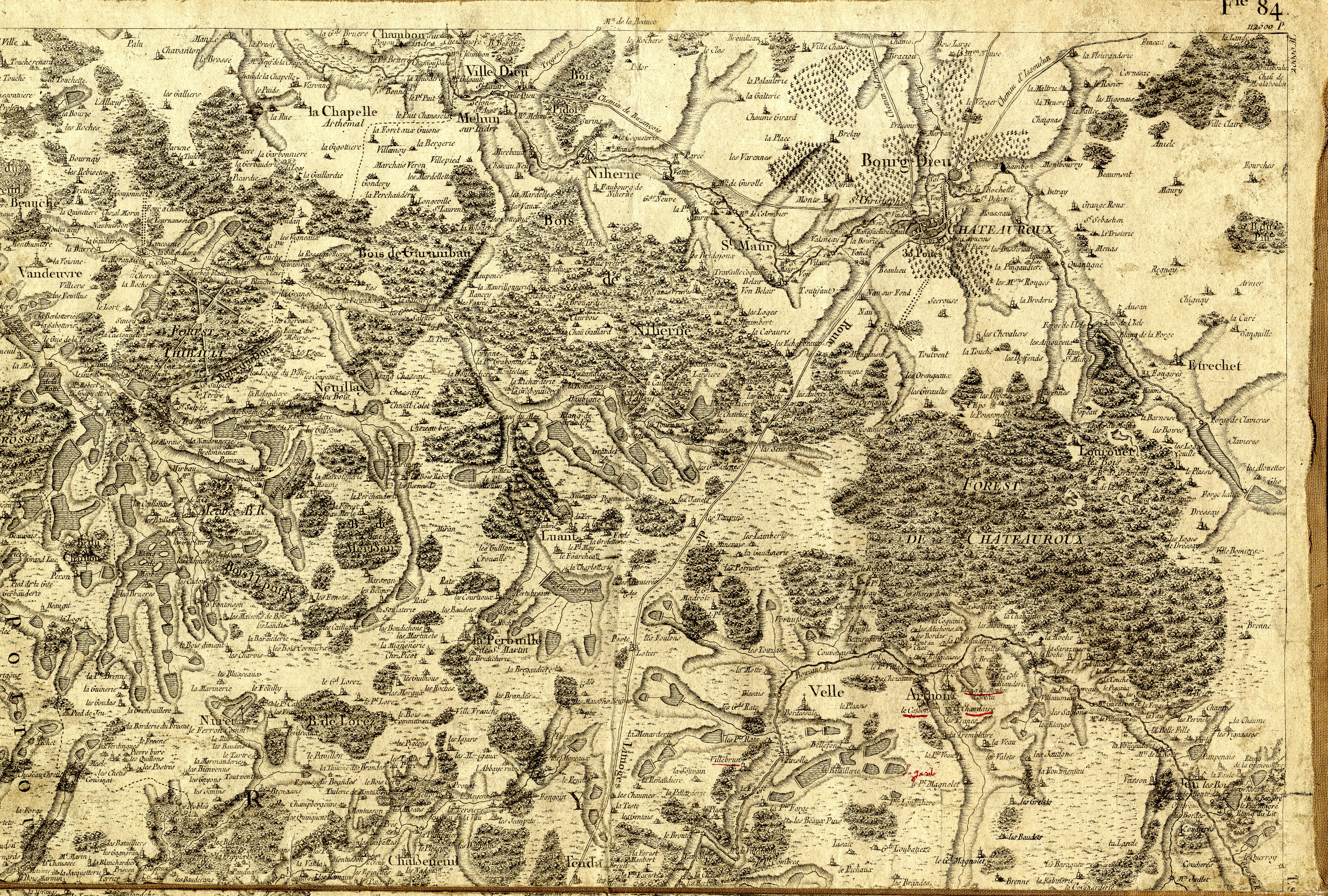
Cette carte de Cassini a été réalisée au XVIIIe siècle, elle représente l'ensemble du territoire de la Brenne, c'est un document rare où l'on peut voir l'aménagement du territoire (dont les étangs).

Aux confins du Berry, la Brenne était une zone marécageuse infertile. Ne sachant qu'y faire pousser, les moines, au XIIe siècle, eurent l'idée d'y emprisonner les eaux et de créer de longs chapelets d'étangs. C'est l'aspect le plus frappant du paysage tel qu'on le voit aujourd'hui.
Le parc naturel régional de la Brenne fut créé le 22 décembre 1989, à la suite d'une forte mobilisation des élus et acteurs locaux voulant réagir contre la dévitalisation de leur territoire. Il a été classé Ramsar en 1991. Le premier renouvellement a eu lieu le 10 septembre 1998, puis le deuxième le 1er septembre 2010.
Plusieurs incendies de végétations « remarquables » y ont eu lieu.

## Géographie

### Régions naturelles
Le parc s'étend sur quatre régions naturelles : la Brenne avec une superficie de 1 170,68 km2 ; le Boischaut Nord avec une superficie de 63,01 km2, le Blancois avec une superficie de 277,87 km2 et le Boischaut Sud avec une superficie de 254,64 km2.

### Paysages
Six grandes entités paysagères bien différentes peuvent être identifiées : la Grande Brenne , la Petite Brenne , la Queue de Brenne , le Pays d'Azay , le Pays Blancois et le Boischaut Sud.

#### Grande Brenne
La Grande Brenne ou Brenne des étangs est constituée d’une mosaïque de paysages où s’interpénètrent l’eau, les bois, les landes et les prairies parfois dominées par des buttons. Ceux-ci résultent de l’érosion des grès : les plus tendres se sont dégradés et ont produit les sables que l’on trouve en surface sur l’argile, les plus résistants ont formé les buttons. Les sols pauvres argilo-gréseux, difficiles à exploiter car trop humides en hiver et desséchés en été, expliquent la création des étangs (tous artificiels) et l’importance de l’élevage sur des terres peu propices à la culture.
Elle a été marquée par l’enfrichement dans les années 1980 et 1990, en raison de la déprise agricole, du recul de l’élevage extensif et du développement de loisirs comme la chasse. Ce phénomène s’est atténué depuis une dizaine d’années. Par ailleurs, la recherche de l’augmentation de la productivité des étangs a entraîné une régression de la végétation aquatique. Ces mutations lisibles dans les paysages créent de fortes pressions sur l’équilibre écologique des milieux perturbé également par le développement d’espèces exotiques envahissantes (la Jussie et l’écrevisse de Louisiane). En périphérie de la Grande Brenne, au contraire, l’élevage s’est plutôt intensifié. Certains secteurs sont même concernés par le développement des cultures, lorsque les sols le permettent.

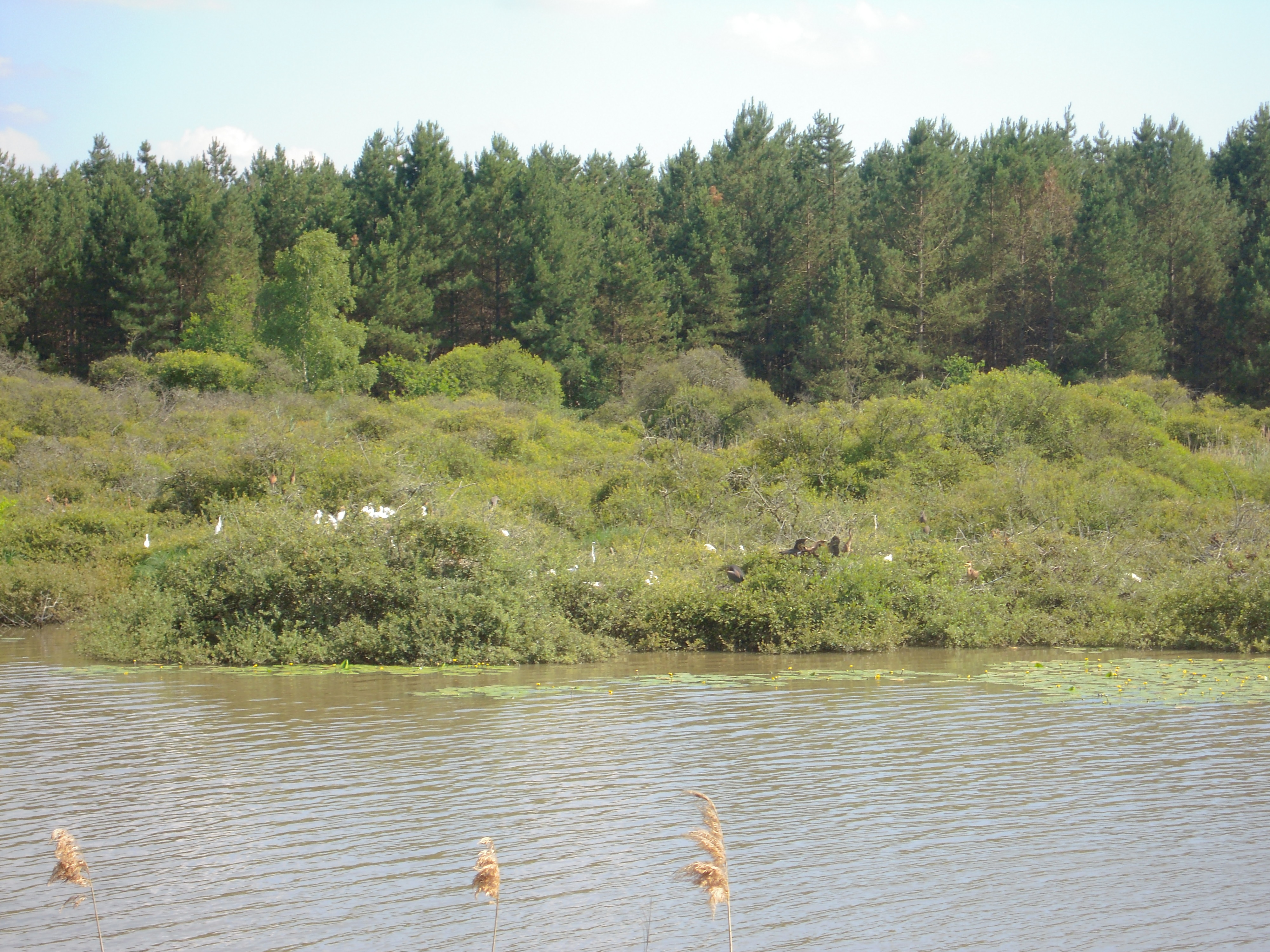
Héronnière de l'étang de Bellebouche.
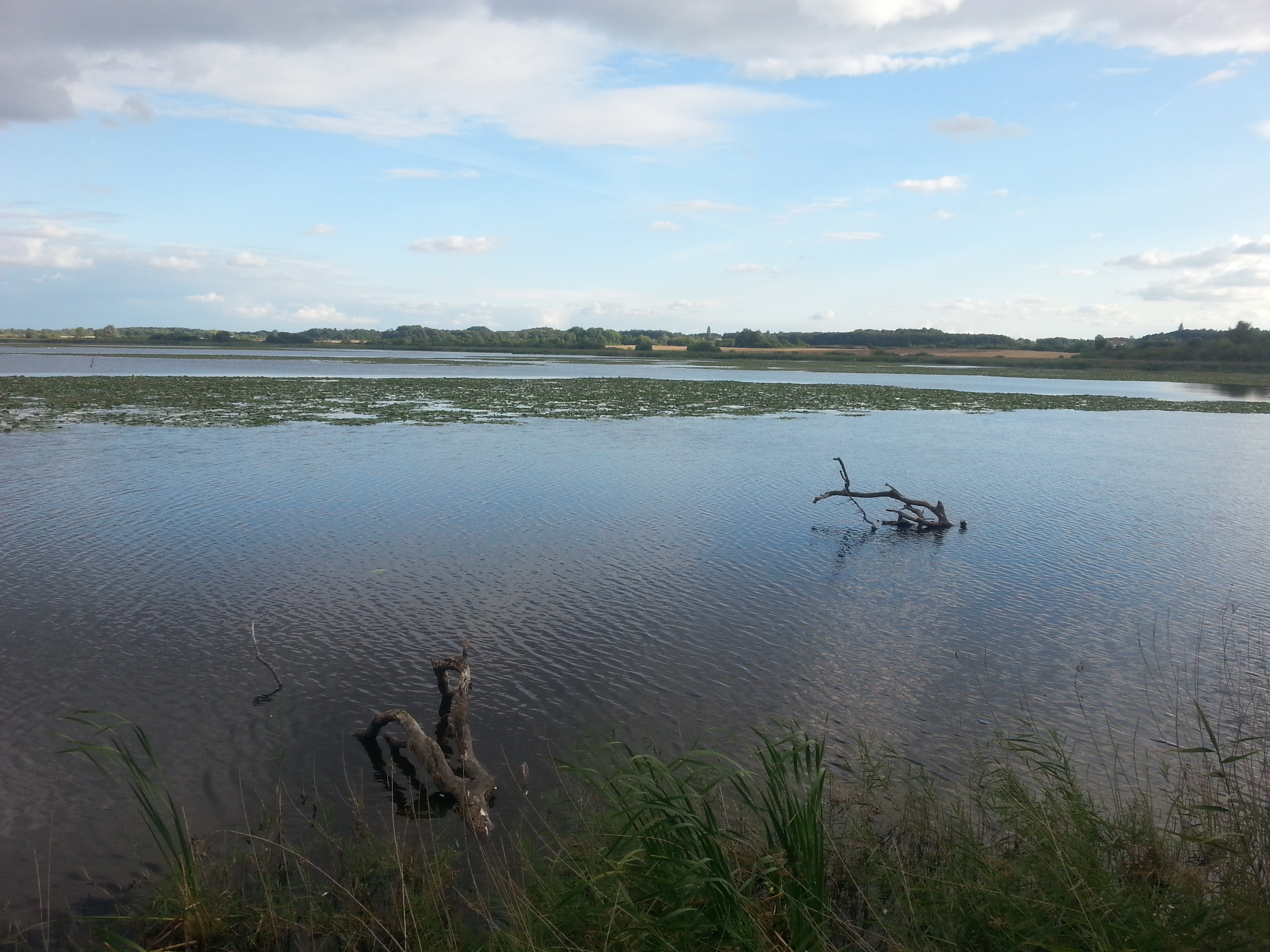
Étang Cistude.
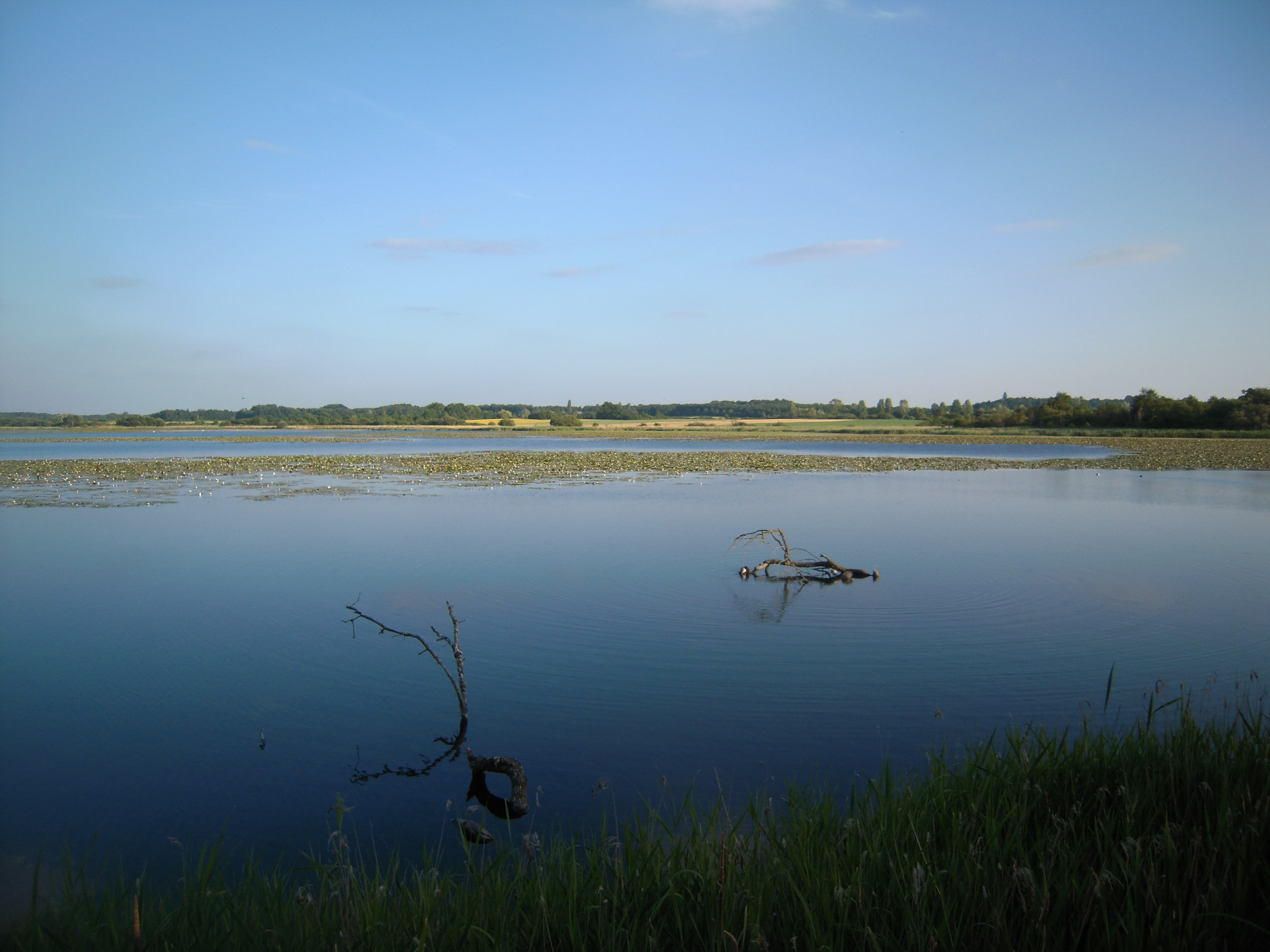
Étang de la Sous.
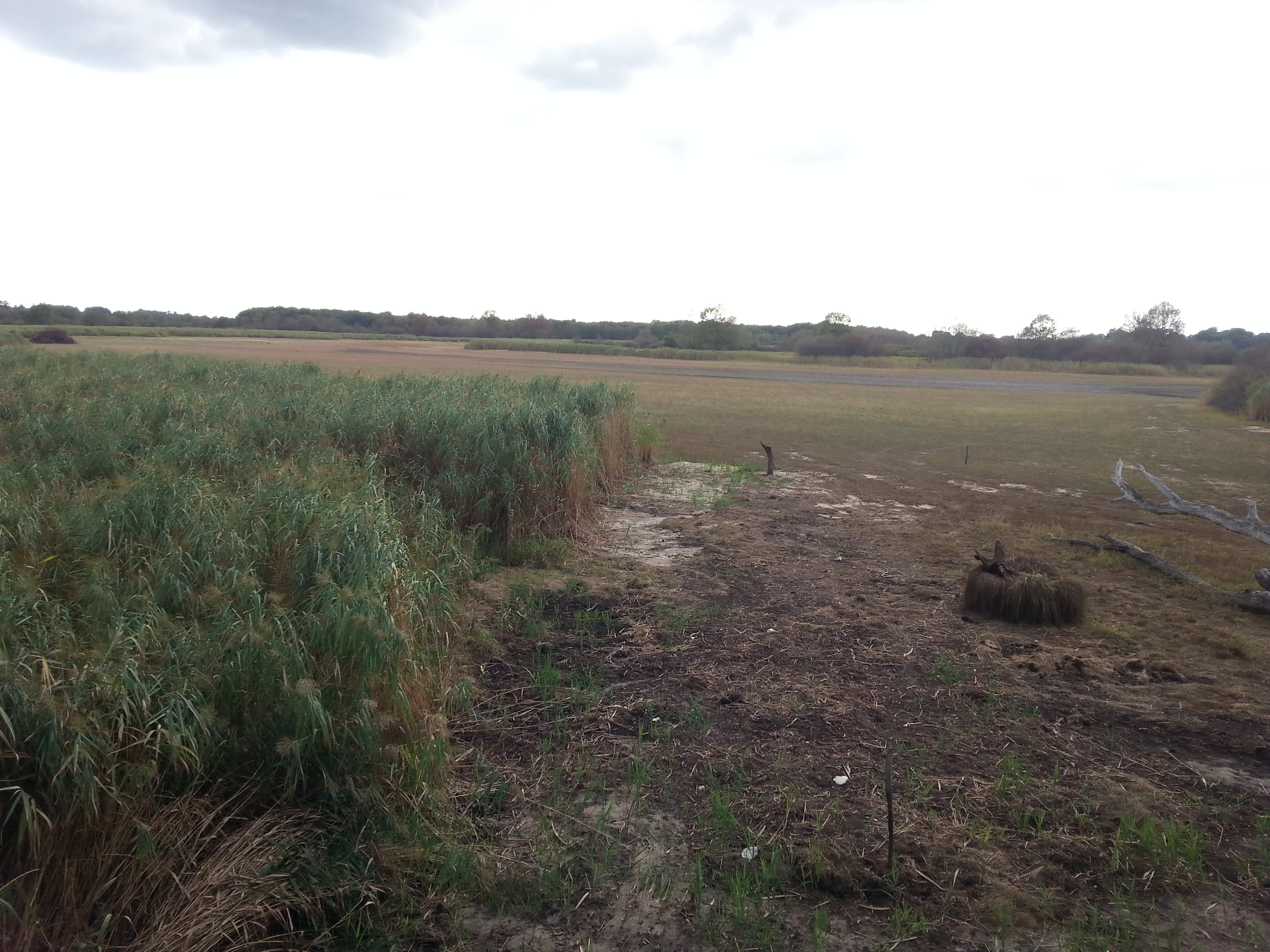
Étang Purais
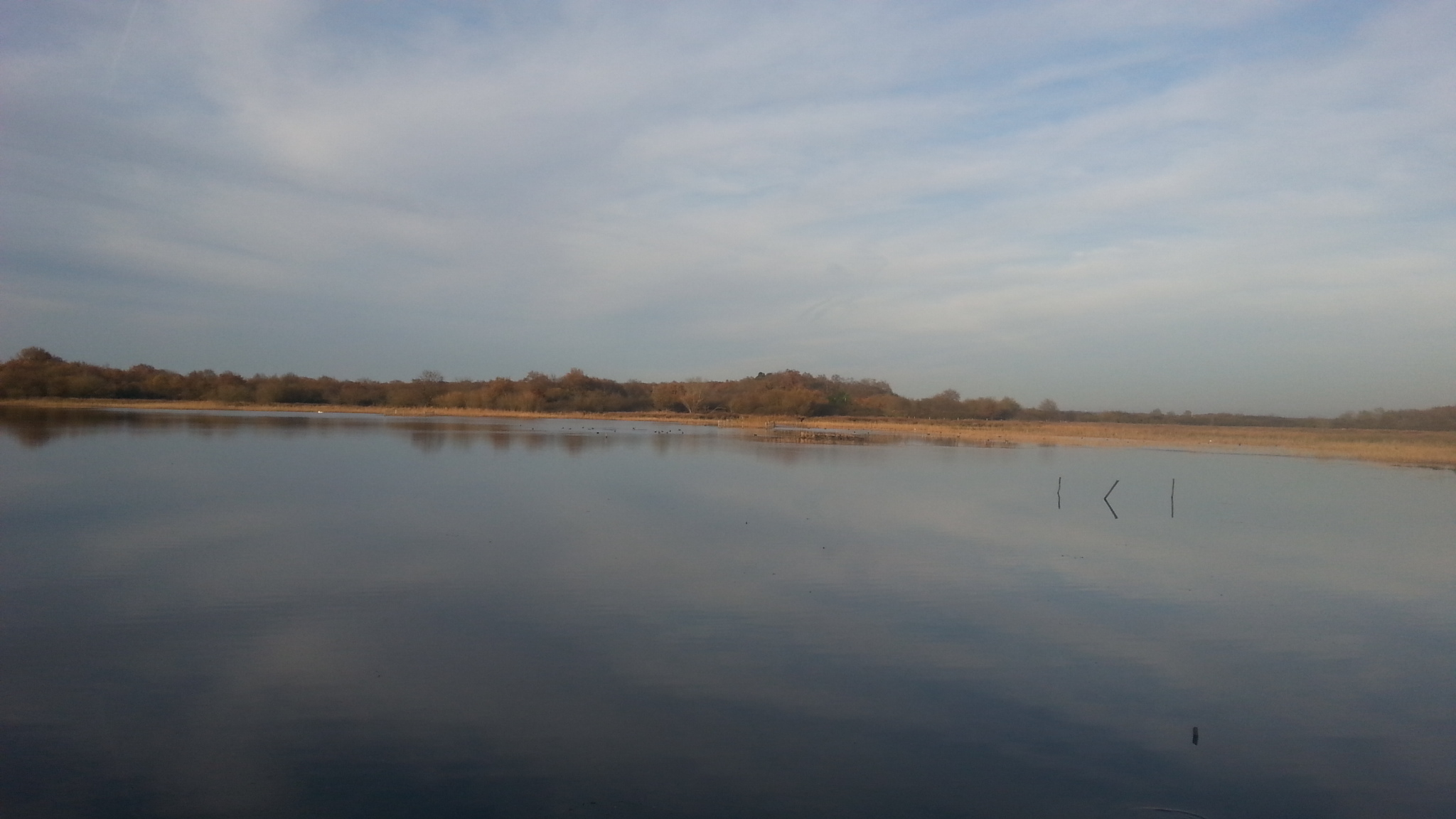
Terres de Renard.

#### Petite Brenne
La Petite Brenne est situé au sud de la Creuse. Elle abrite également des étangs, mais ils sont moins nombreux qu’en Grande Brenne et le plateau est recouvert d’un important manteau forestier. Le relief est intermédiaire entre les collines du Boischaut Sud au sud-est, contrefort du Massif central, et le plateau Blancois au nord-ouest. On observe une certaine progression des massifs forestiers et des boisements en périphérie d’étangs.

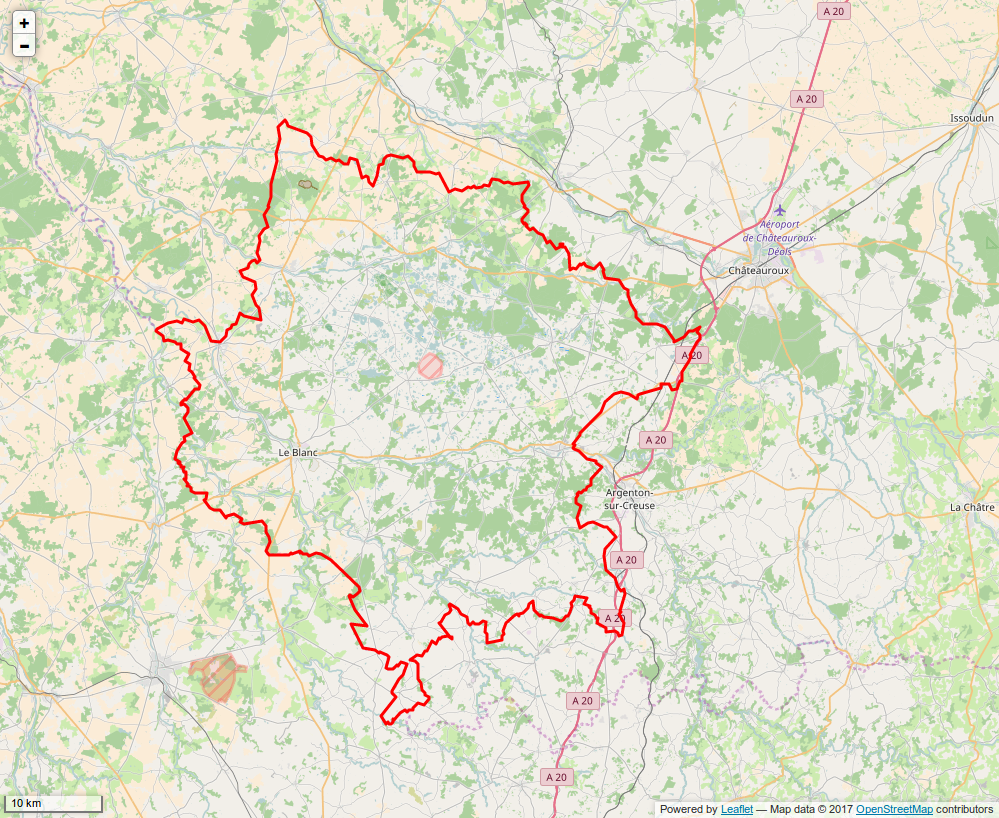
Le périmètre du parc.

#### Queue de Brenne
La Queue de Brenne comporte moins d'étangs que la Grande Brenne mais présente les mêmes caractéristiques pédologiques. Cette zone est boisée au nord et les cultures sont en augmentation au sud.

#### Pays d'Azay
Le Pays d'Azay, est une zone de cultures rattachée à la région agricole du Boischaut Nord. La forêt de Preuilly et la vallée de la Claise sont les deux éléments paysagers principaux de cette entité. La vallée du Narçay crée une limite paysagère forte entre la Brenne encore bocagère et boisée et les zones de grandes cultures où les systèmes de haies ont disparu.
Le pays a été touché très tôt par les remembrements et les mutations paysagères dues aux évolutions de l’agriculture (deuxième moitié des années 1960, début des années 1970). Peu à peu les paysages se simplifient. L’exploitation intensive des terres riches a pour corollaire l’élargissement du parcellaire, la quasi-disparition des haies et la mise en culture des fonds de vallées.

#### Pays Blancois
Le Pays Blancois, fortement marqué par la présence de vallées entaillées dans le calcaire, marque la frontière entre le Berry et le Poitou. Les paysages y sont très variés avec des plateaux agricoles et des vallées alternant paysages jardinés, fonds prairiaux, falaises rocheuses et versants boisés marqués.

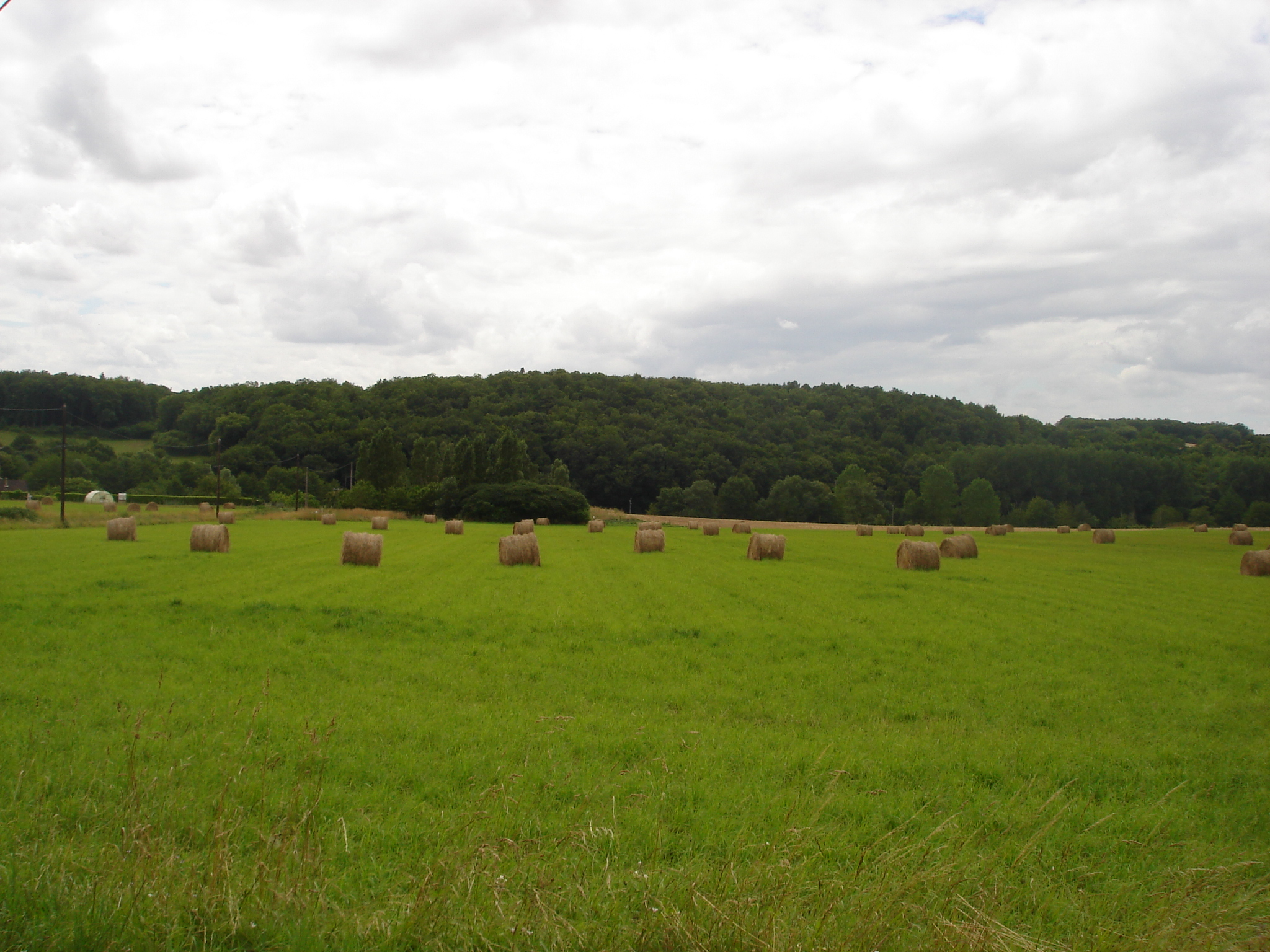
Champ d'herbe fraîche à proximité de Mérigny.

#### Boischaut Sud
Les paysages de bocages du Boischaut Sud sont fortement cloisonnés par une maille bocagère encore dense, notamment dans les secteurs escarpés ; le relief collinaire est assez marqué notamment au sud-est ; le réseau hydrographique est encaissé, constitué de cours d'eau (Anglin et affluents) et de quelques étangs ; on y trouve trois sous-entités, le bocage du Boischaut Sud (bocage dense) au sud-est, le bocage remembré des Terres Froides du Poitou (bocage ouvert) à l’ouest et le bocage de transition en cours d’ouverture au nord, ces trois grandes familles étant traversées par un système de vallées et de vallons.
L’activité principale reste l'élevage ovin, caprin et bovin extensif. Le bocage englobe une diversité d’habitats naturels remarquables, dont quelques pelouses sèches, landes (sèches, humides et intermédiaires) et fourrés, et de nombreuses mares. Les haies et bosquets jouent un rôle primordial pour la diversité et les effectifs de nombreuses espèces. Une haie complète, avec son talus et son fossé abrite une avifaune abondante et diversifiée.
Leur richesse floristique est bonne, avec près de huit espèces d’arbres et arbustes en moyenne par haie. Le chêne pédonculé, le chêne sessile et parfois le châtaignier, sont les arbres les plus communs. Pour les arbustes, ce sont le prunellier et les aubépines. Dans les bas-fonds, on trouve plutôt l'aulne glutineux, le frêne commun et le saule roux. L'orme champêtre, qui était l’arbre emblématique de la haie a beaucoup régressé en raison de la graphiose de l'orme.
Sur les secteurs les plus propices à l’agriculture (plateaux fertiles essentiellement), la régression des haies est critique. La maille bocagère s'est considérablement élargie au cours des cinquante dernières années et on note un problème de renouvellement des arbres dans les haies. Les réseaux de haies sont globalement de moins en moins connectés entre eux, ce qui affecte la valeur écologique du bocage, néanmoins le bocage reste globalement dense, ce qui laisse penser qu’un équilibre reste possible entre nécessités économiques et maintien des haies.

### Cours d'eau et Plans d’eau

#### Cours d'eau
Les cours d'eau suivant irriguent le parc : Abloux ; Aigronne ; Allemette ; Anglin ; Benaize ; Bouzanteuil ; Brion ; Claise ; Clecq ; Creuse ; Fosse Noire ; Gartempe ; Cinq Bondes ; Moury ; Ozance ; Rossignol ; Salleron ; Sonne ; Suin ; Vavret et Yoson.

#### Plans d’eau
Une étude de la cartographie des plans d’eau du parc, réalisée entre octobre 2015 et avril 2017, nous apprend qu’elle compte environ 5 321 plans d’eau (7 621 ha) :
- 3 254 étangs soit 7 482 ha ;
- 1 609 mares soit 66 ha ;
- 458 bassins et plans d’eau divers soit 73 ha.

En Boischaut Sud, on dénombre 159 étangs répartis sur 141 ha et 175 mares répartis sur 6 ha.
En Brenne, on dénombre 2 757 étangs répartis sur 6 977 ha et 1 203 mares répartie sur 49 ha.
En Pays d'Azay et Pays Blancois, on dénombre 338 étangs répartis sur 365 ha et 231 mares répartis sur 11 ha.

## Flore

### Étangs
La végétation des étangs se caractérise par des ceintures successives du centre de l'étang vers sa périphérie, des végétations aquatiques flottantes (nénuphar, potamots, renouée) ou herbiers immergés, aux zones d'hélophytes (phragmitaie, typhaie, scirpaie, cariçaie). De nombreuses espèces remarquables se développent en eau libre comme le limnanthème faux-nénuphar, la caldésie à feuilles de Parnassie, la marsilée à quatre feuilles et le flûteau nageant. Le marnage naturel annuel est important pour la flore des étangs. Plantes annuelles (petits souchets, flûteau rampant, scirpe épingle) et vivaces (littorelle à une fleur, isoète à feuilles ténues) se partagent le terrain soumis au balancement des eaux. En 2020, une nouvelle espèce de plante unique au monde a été découverte : l'utriculaire brennensis.
Les assecs annuels autorisent le développement des bidents, renouées, oseilles, chénopodes. Sur les plages de sable sèches, le trèfle des champs[Lequel ?], le lotier corniculé forment des ceintures colorées. Près d’un quart de la flore remarquable inventoriée est ainsi liée aux plans d’eau.

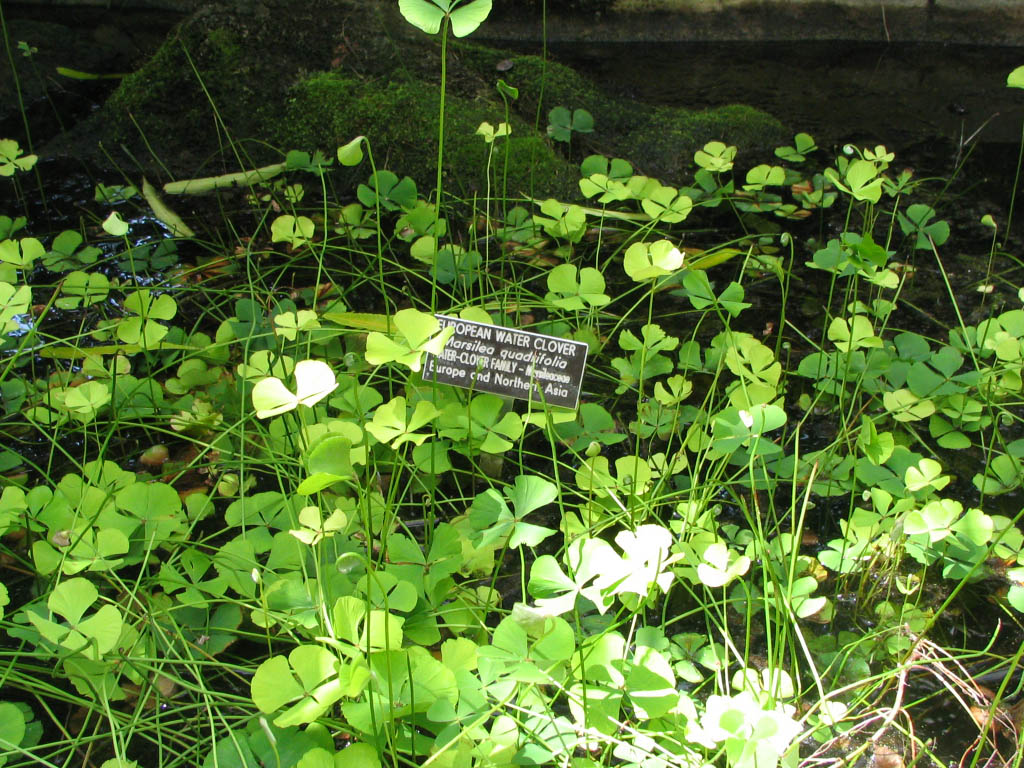
Marsilée à quatre feuilles (Marsilea quadrifolia).
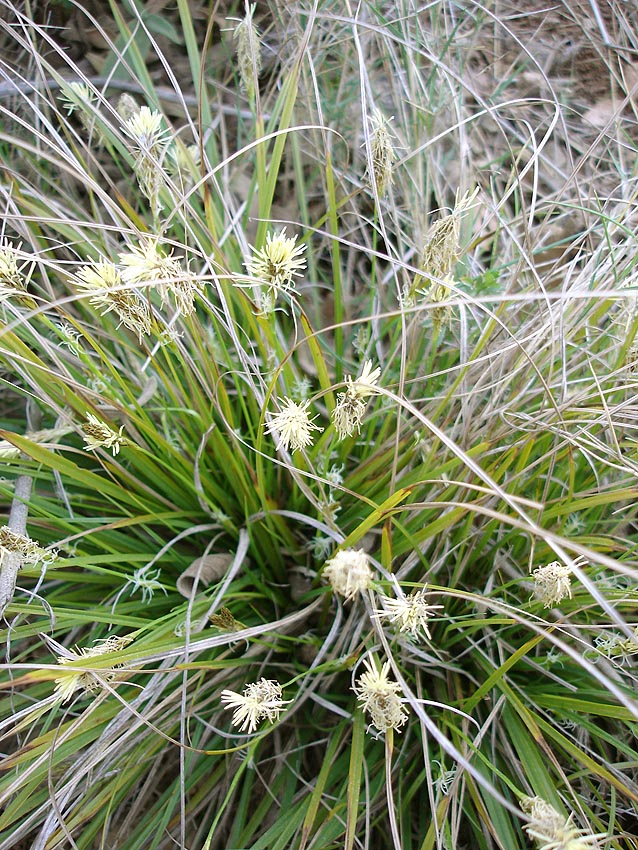
Cariçaie.
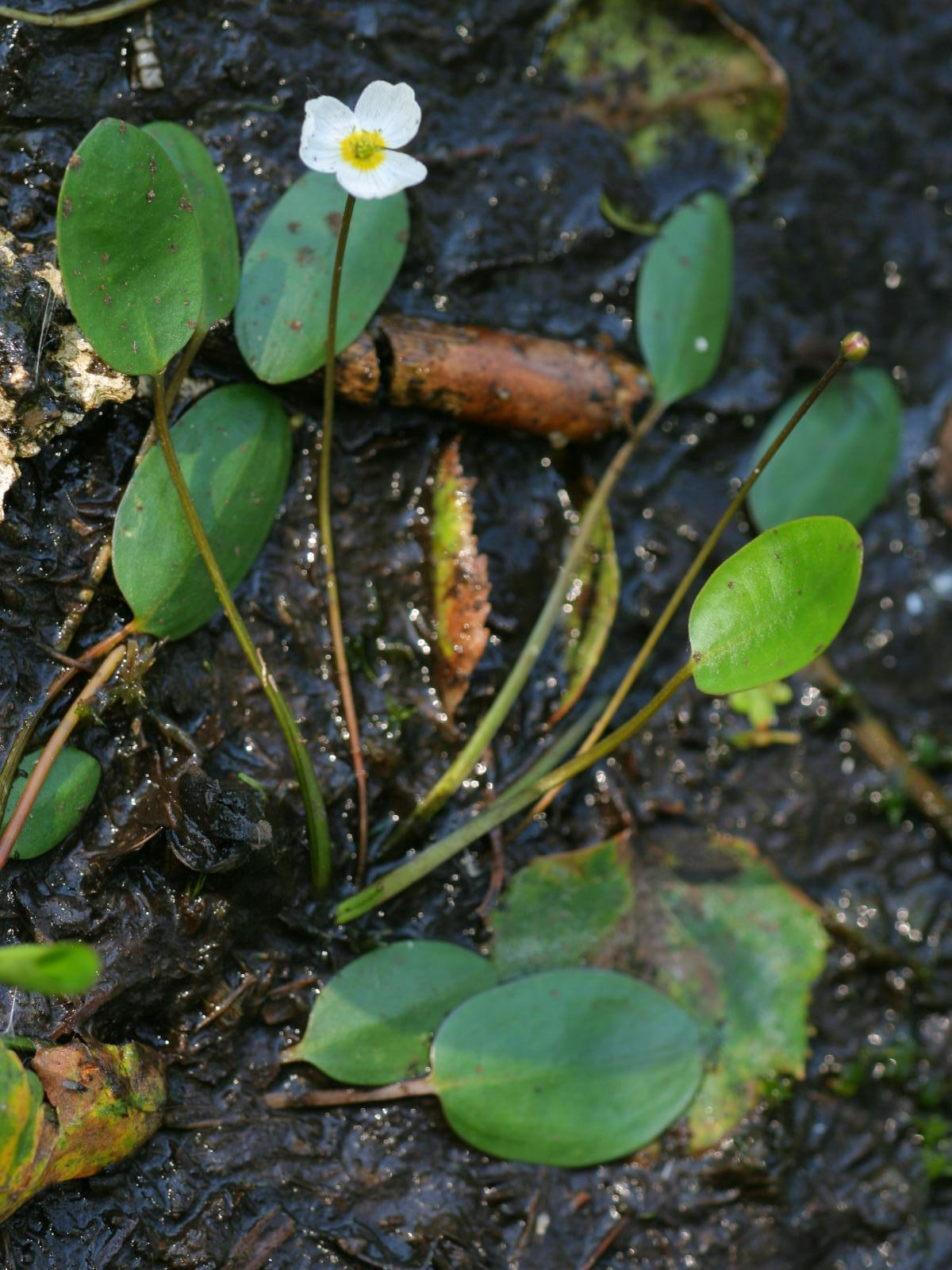
Flûteau nageant.
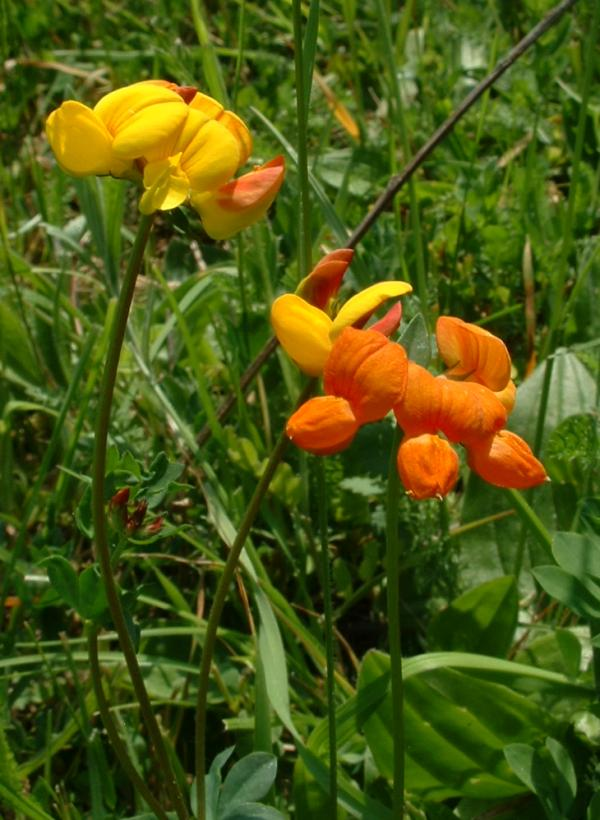
Lotier corniculé.

### Landes
Des landes à Callune, ajonc d'Europe et genêt à balais s'étendent sur les terres pauvres, accompagnées parfois du prunellier, de l'aubépine épineuse.
On distingue trois variétés de landes :
- la lande humide : rare et diffuse, localisée aux endroits détrempés, caractérisée par la bruyère à quatre angles, la gentiane des marais, et pouvant héberger des microtourbières à droséra à feuilles rondes ou encore la grassette du Portugal ;
- la brande : caractéristique du paysage, cette lande comprend la brande (bruyère à balais) et l’ajonc d’Europe ;
- la lande sèche à bruyère cendrée, avec parfois le glaïeul d'Illyrie, l’hélianthème en ombelles, la sabline des montagnes ou la linaire de Pélissier[6].

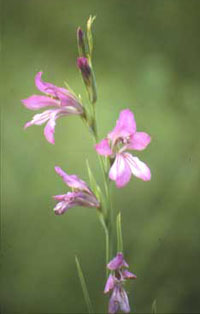
Glaïeul d'Illyrie (Gladiolus illyricus).
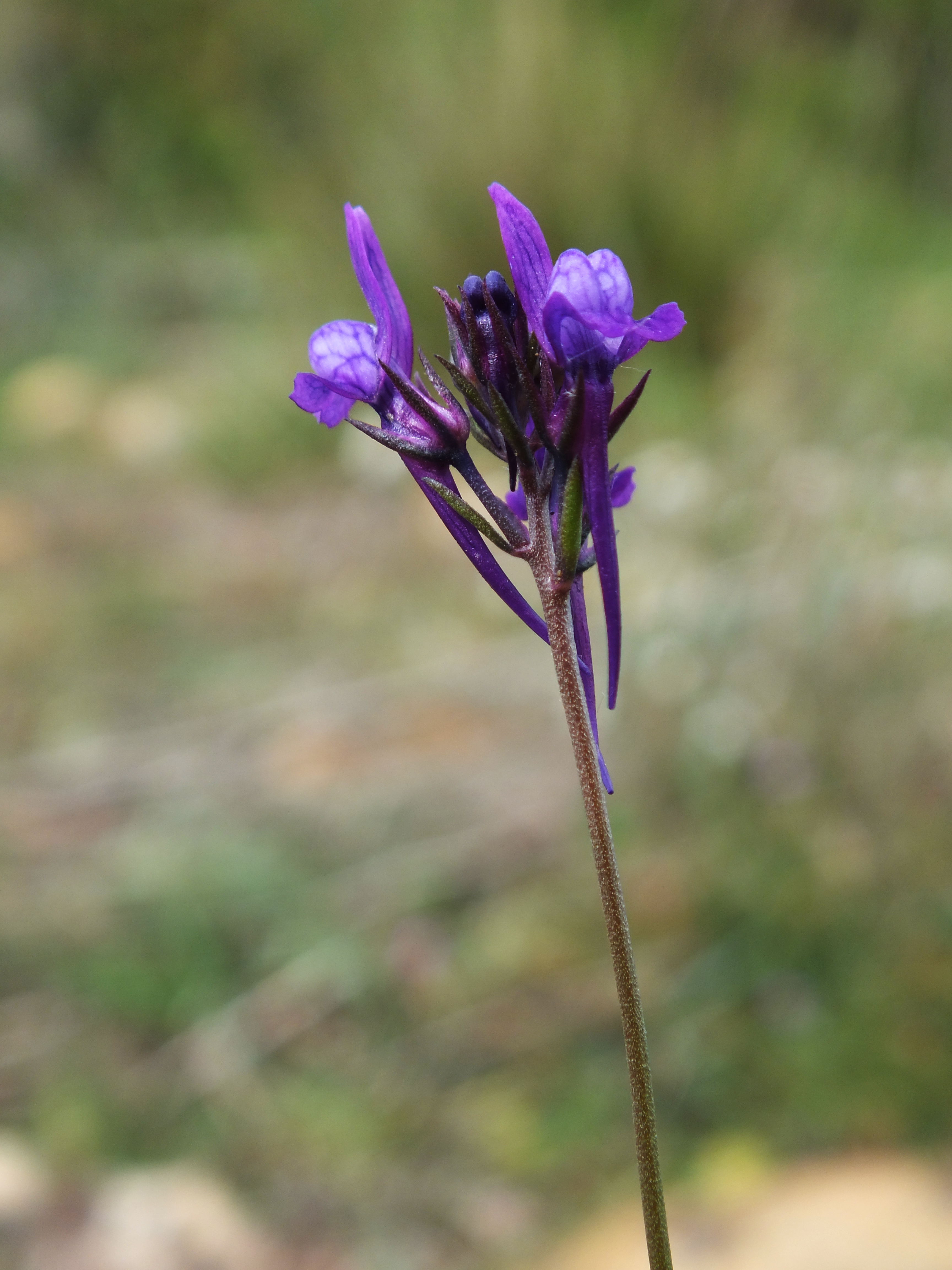
Linaire de Pélissier (Linaria pelisseriana).
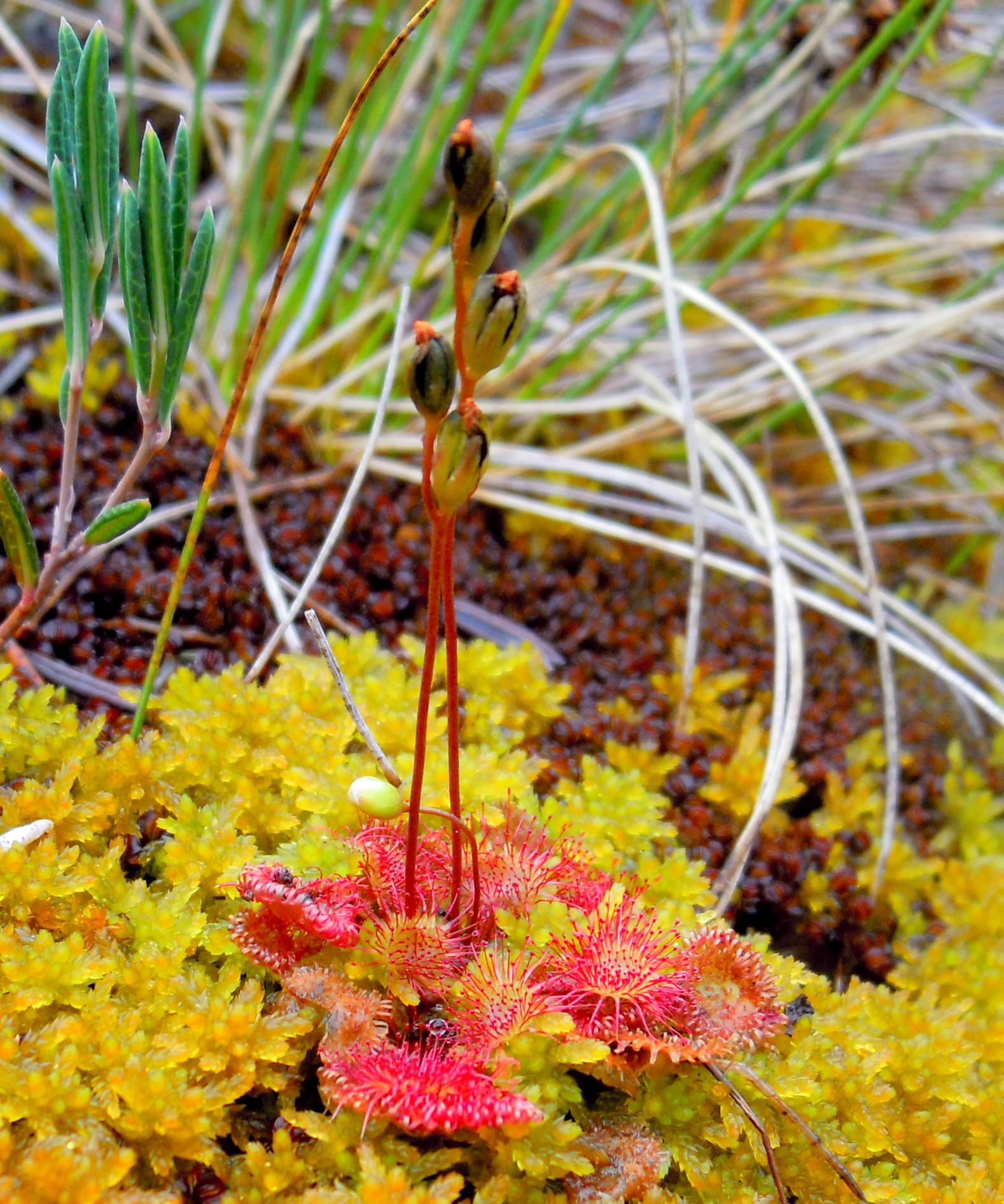
Droséra à feuilles rondes (Drosera rotundifolia).
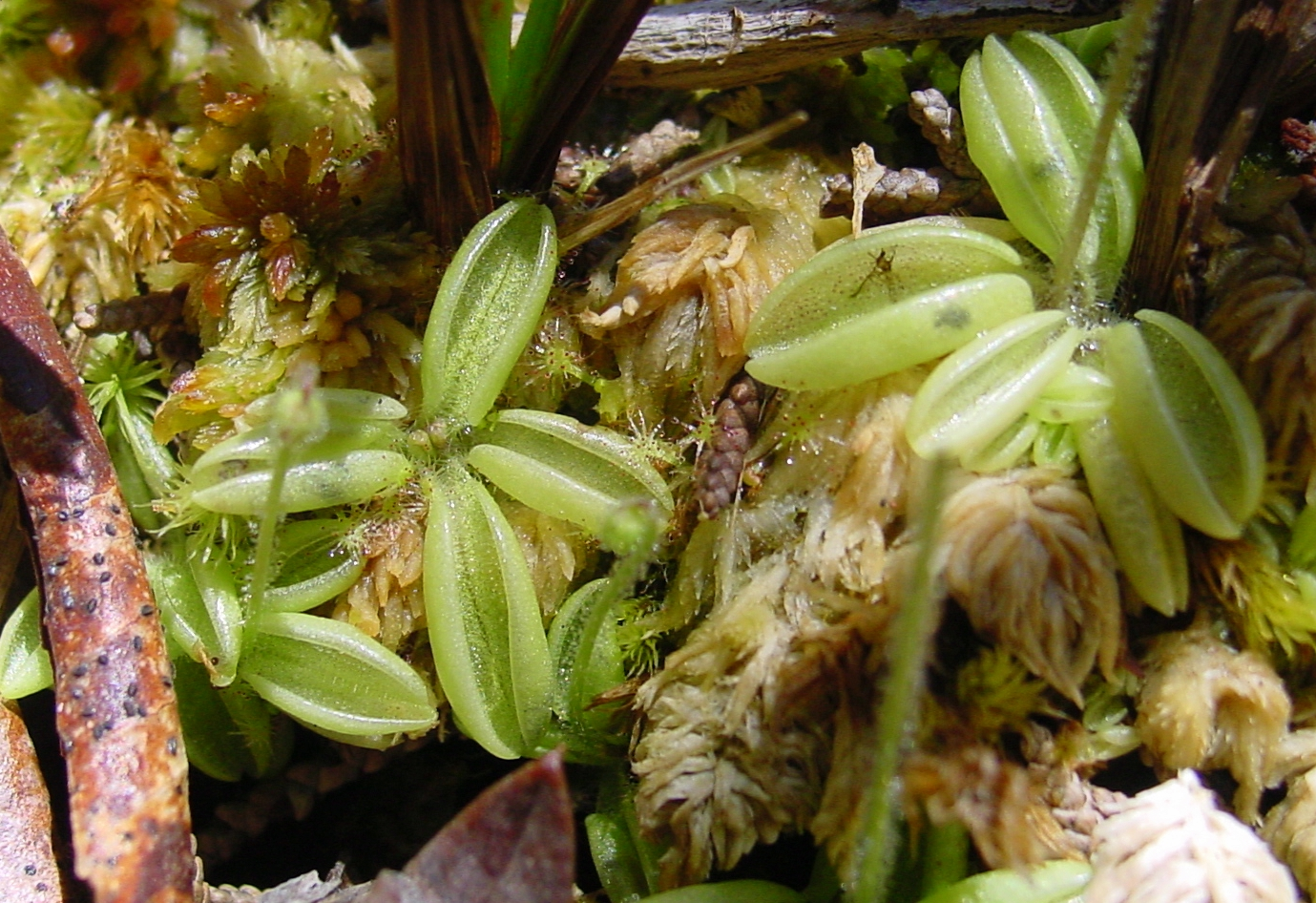
Grassette du Portugal (Pinguicula lusitanica).

### Pelouses sur calcaire
Situées sur les coteaux des vallées, elles abritent de nombreuses espèces adaptées comme l'astragale à feuilles de glycine. Les orchidées exigeantes en chaleur et en milieu calcaire trouvent une place de choix sur ces pelouses avec plus de vingt espèces dont certaines protégées au niveau régional. De plus, de nombreuses espèces végétales y sont en limite nord de répartition (trèfle strié, l'érable de Montpellier, l'amélanchier, la campanule érine). Finalement, on dénombre pas moins de 350 espèces végétales liées aux pelouses et lisières calcicoles.
Se développer sur un milieu si difficile nécessite une capacité d'adaptation. Certaines espèces que l'on trouve là ne se rencontrent que dans ce type de milieu : ainsi de petits arbres nains comme l'hélianthème couché et la germandrée des montagnes, des plantes grasses comme certains orpins, des plantes annuelles à développement printanier au niveau des dalles rocheuses, des plantes parasites, des légumineuses.

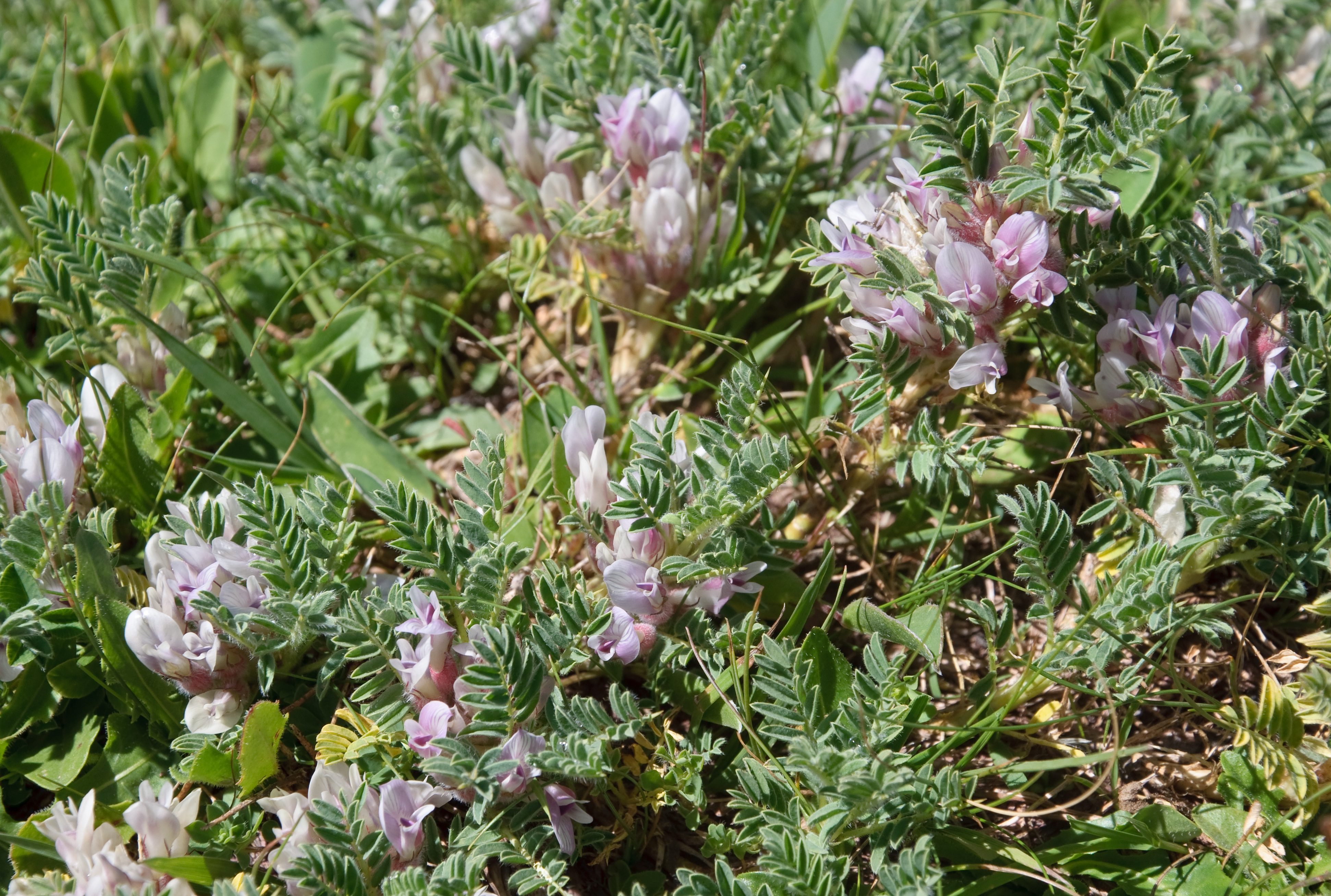
Astragale à feuilles de glycine.
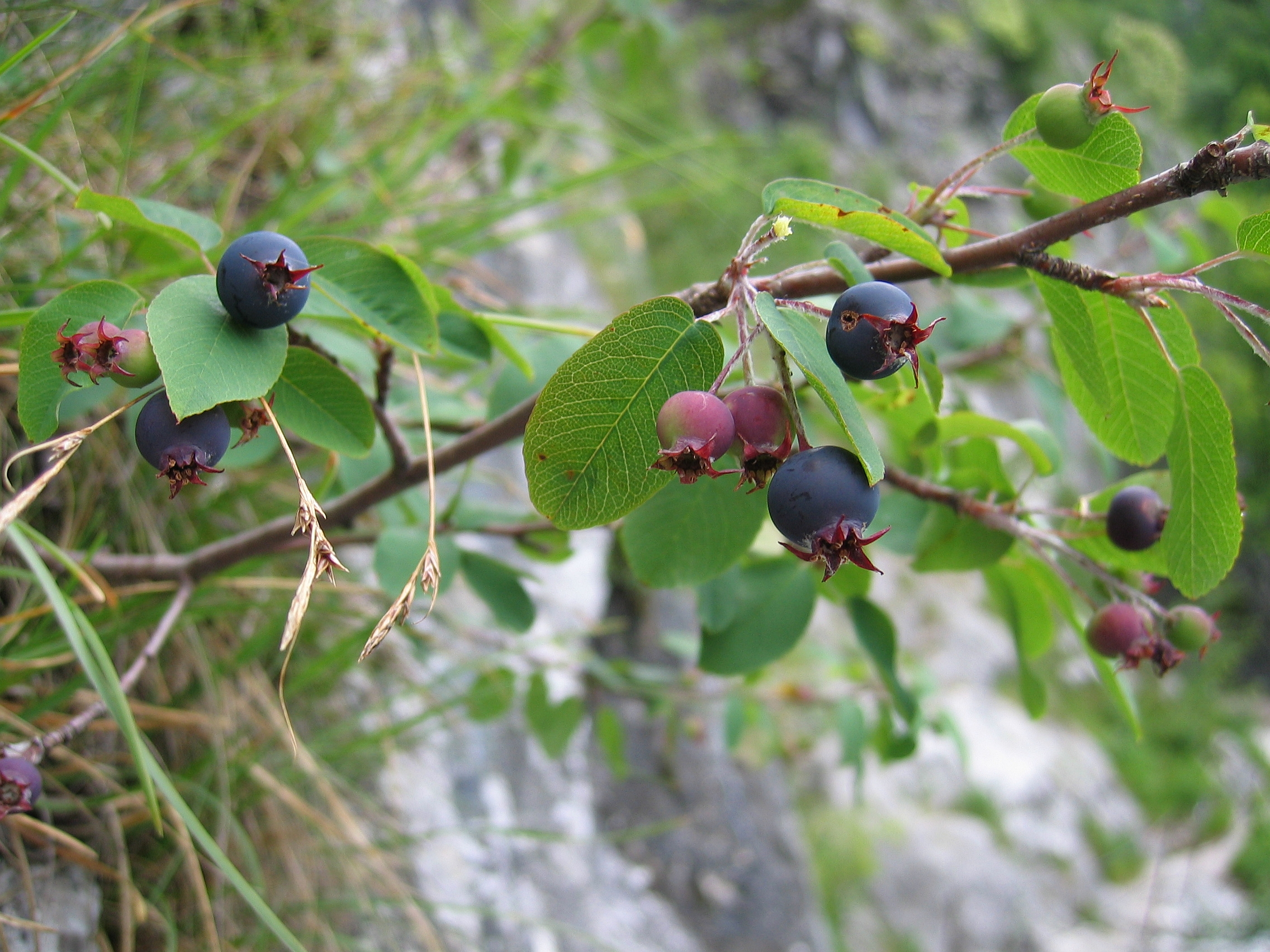
Amélanchier.
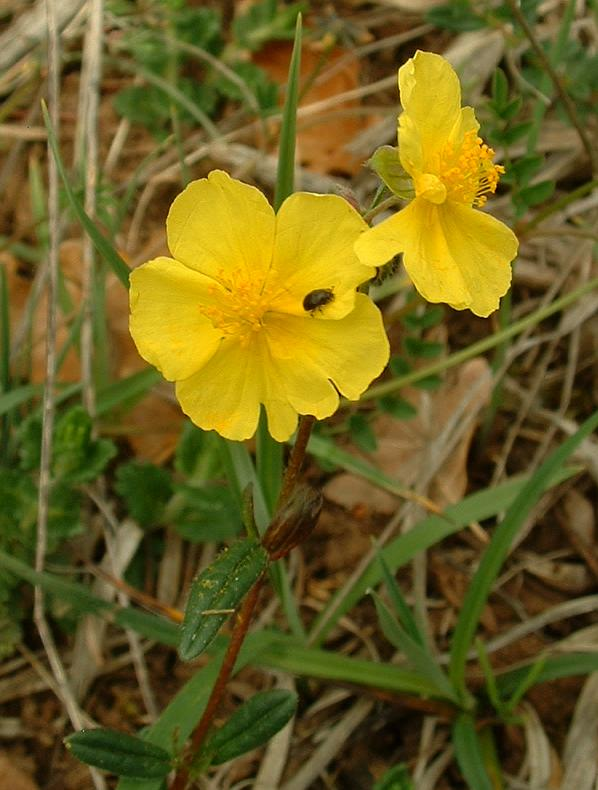
Hélianthème couché.
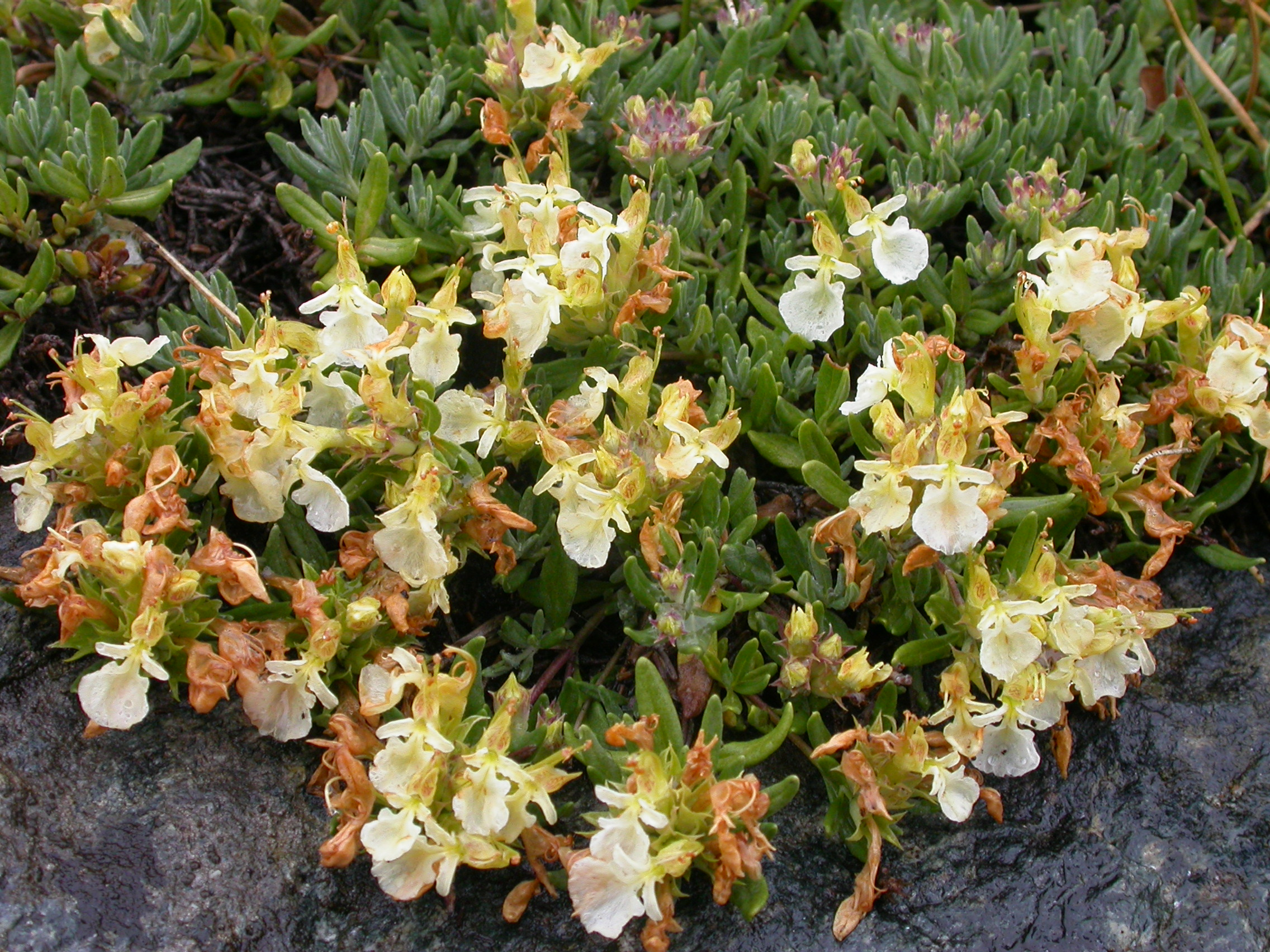
Germandrée des montagnes.

### Marais sur calcaire
La Brenne ne compte plus que quelques marais de surface conséquente, dont les très remarquables marais calcaires à Marisque situés au nord du parc. Dans les trouées du choin et du Marisque, une flore originale s'offre aux regards : parnassie des marais, épipactis des marais, samole de Valérand, orchis des marais et orchis de Brenne.

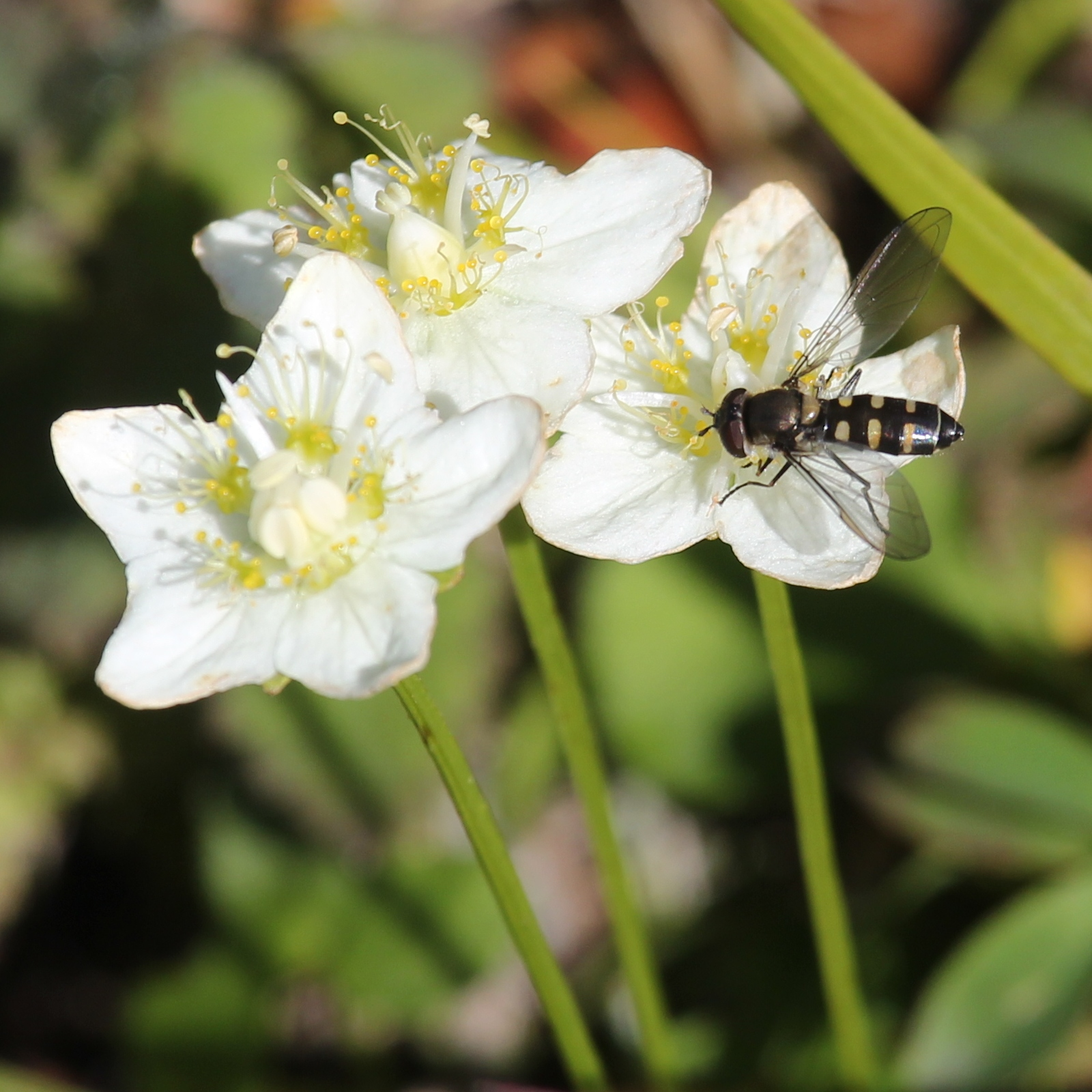
Parnassie des marais (Parnassia palustris).
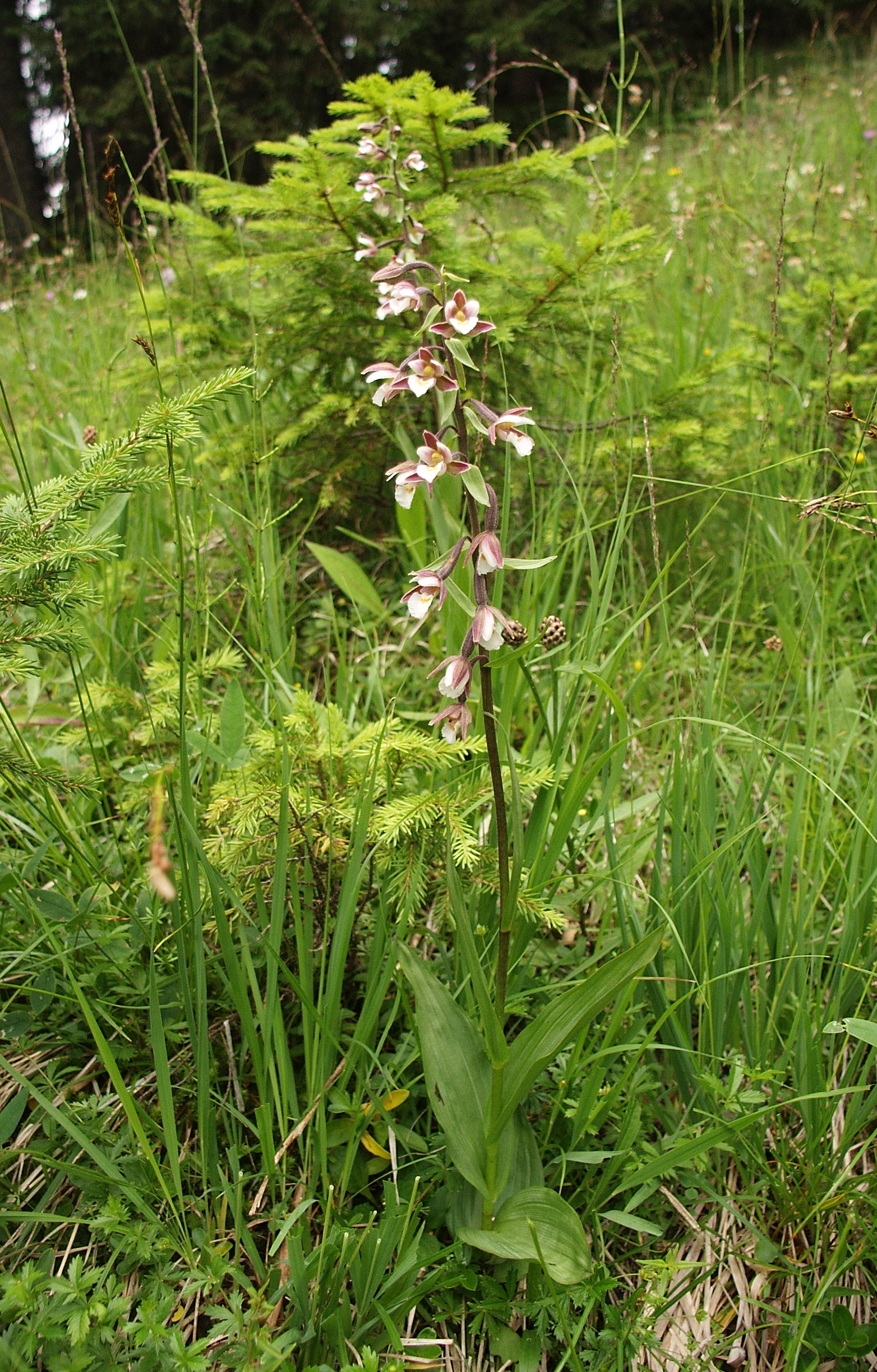
Épipactis des marais (Epipactis palustris).
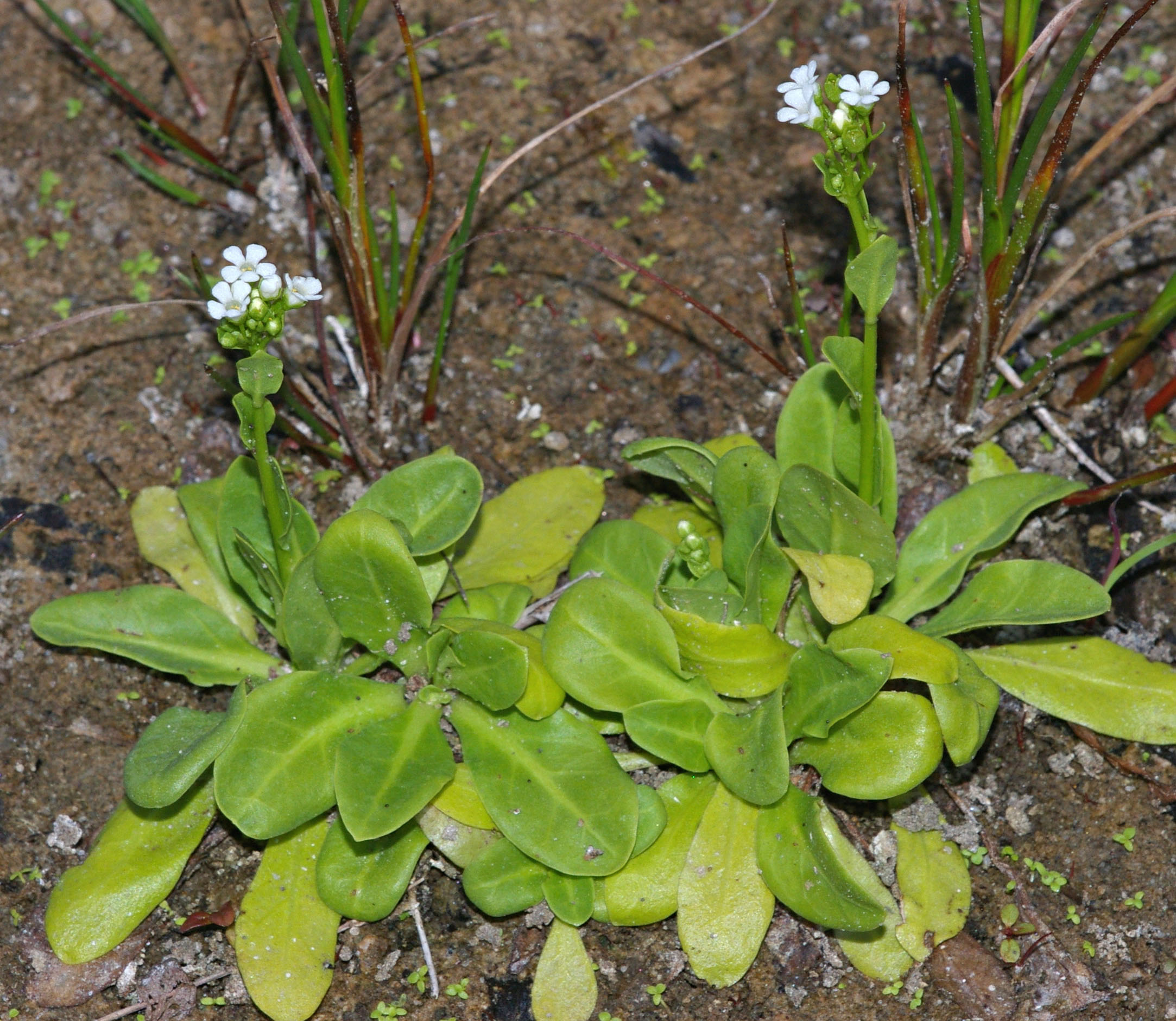
Samole de Valérand (Samolus valerandi).
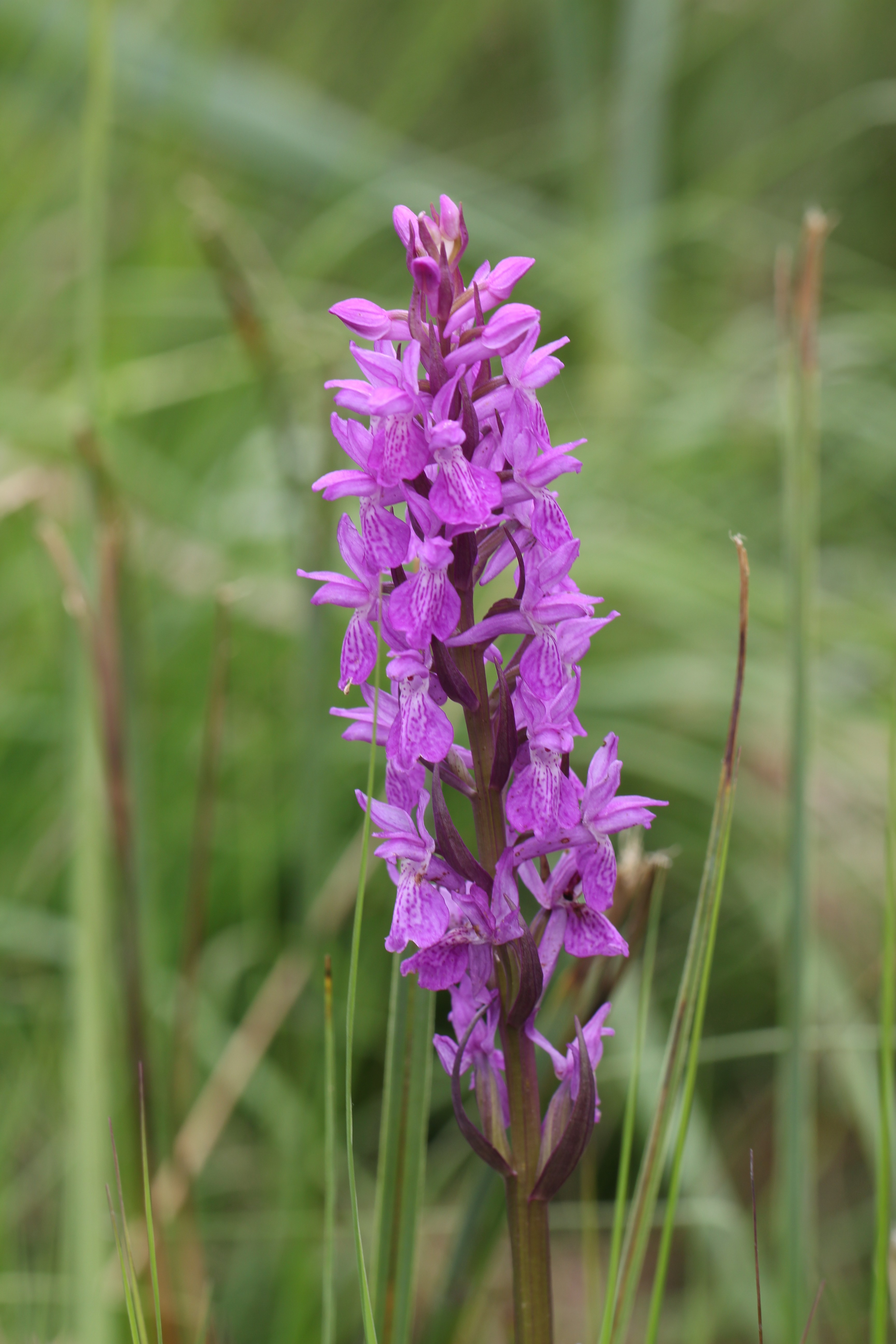
Orchis de Brenne (Dactylorhiza brennensis).

### Prairies
Selon les caractéristiques du sol, trois grands types de prairie se rencontrent en Brenne :
- la prairie humide à jonc acutiflore accompagné généralement de l’écuelle d’eau, du carum verticillé, de la scorsonère des prés, du cirse tubéreux, qui héberge fréquemment de petites zones tourbeuses ;
- la prairie mésophile est dominée par la flouve odorante et la houlque laineuse ;
- les prairies maigres à sérapias langue se rencontrent parfois en mélange avec des pelouses sèches siliceuses à annuelles ou des pelouses sèches à fétuque ovine plus ou moins riches en petits trèfles à affinité méditerranéenne[6].

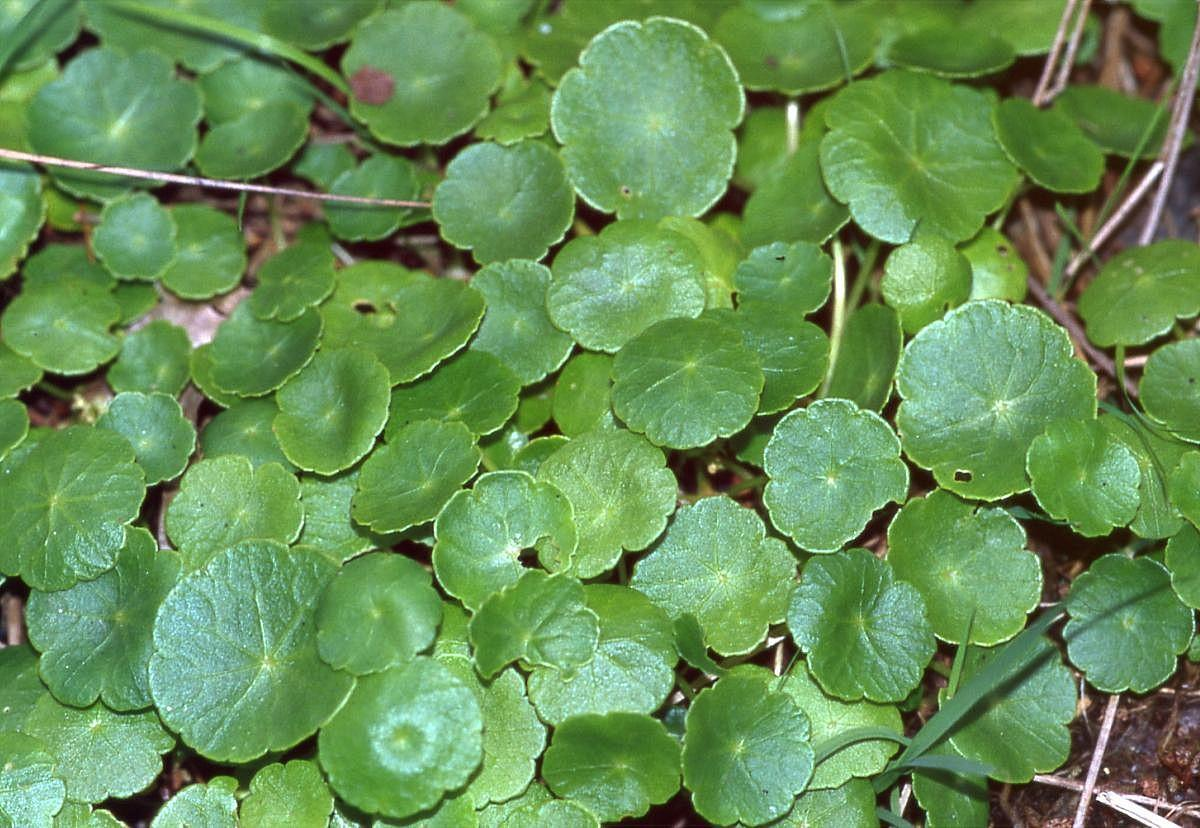
Écuelle d’eau.
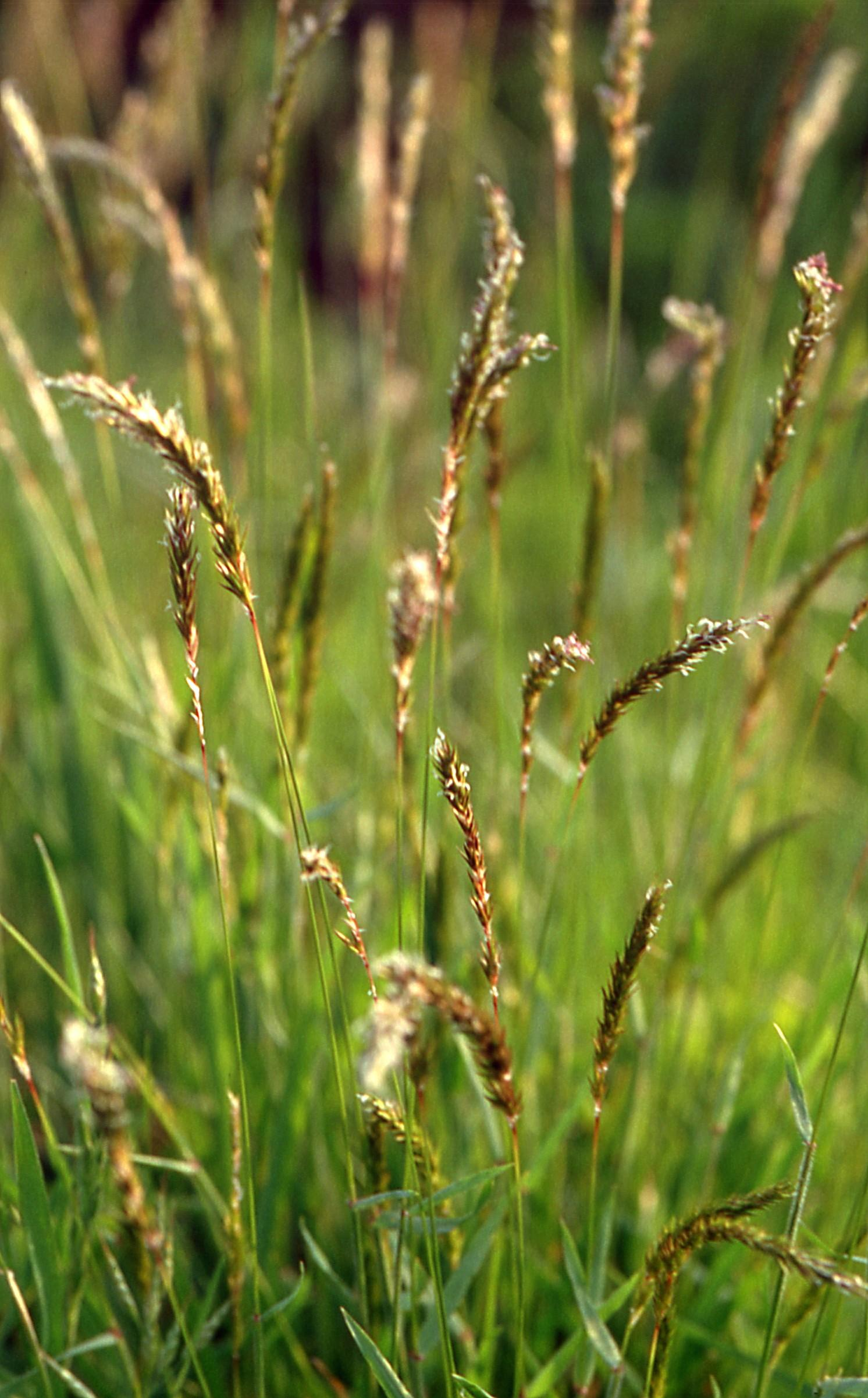
Flouve odorante.
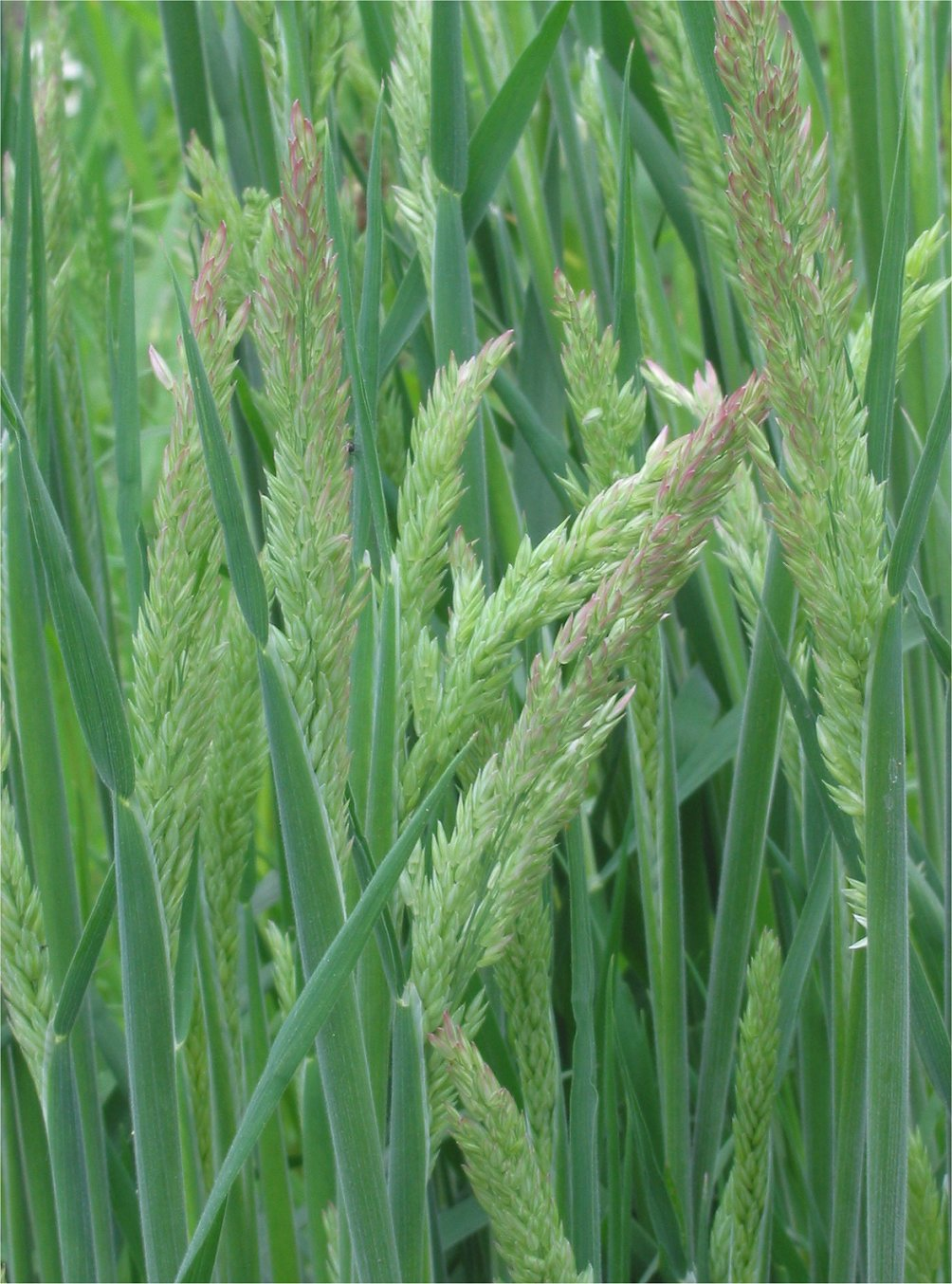
Houlque laineuse.
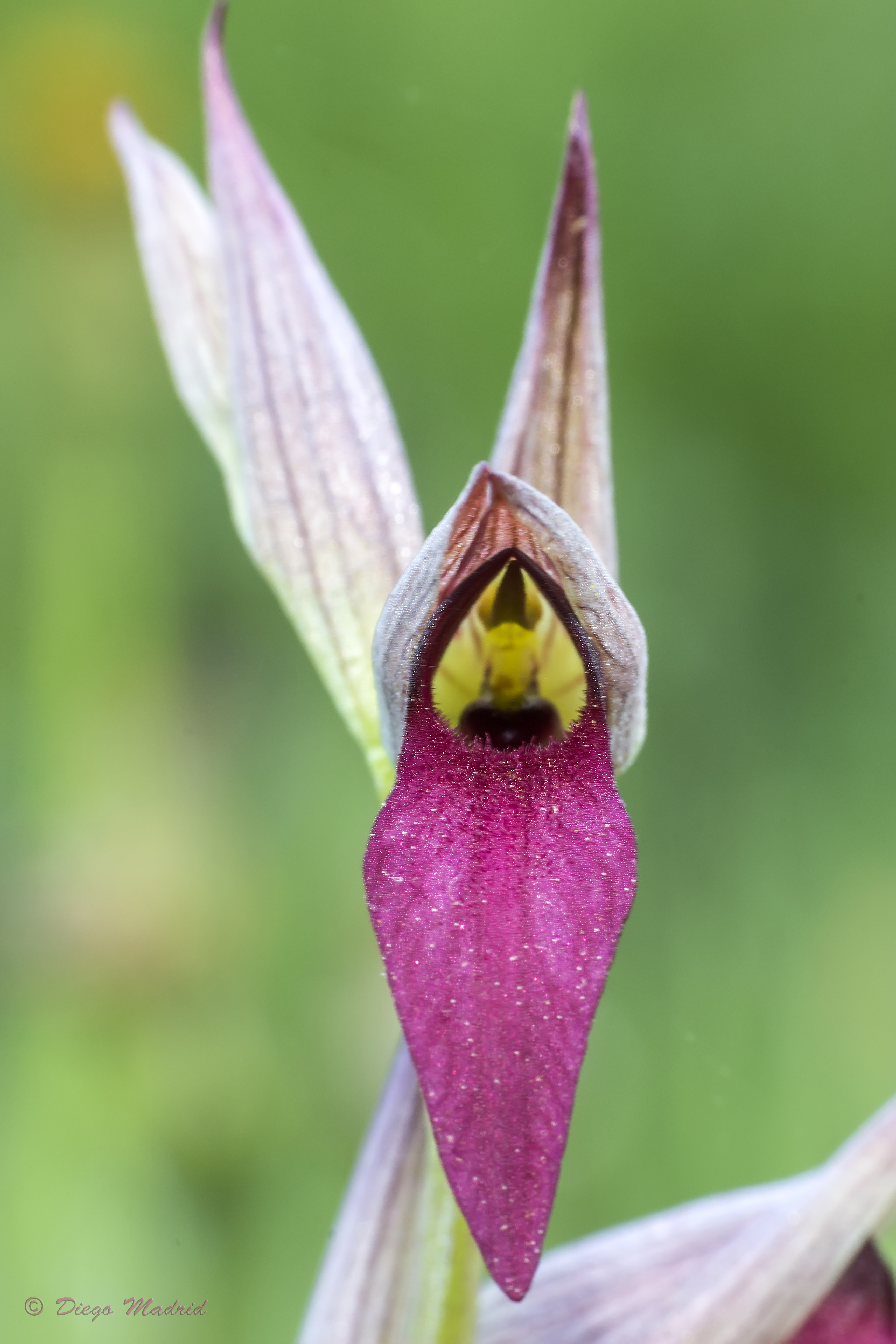
Sérapias langue (Serapias lingua).

### Végétations sur grès
Le sommet des buttons ou autres affleurements de grès abritent des végétations pionnière sur à base de lichens, de mousses de plantes de petite taille comme les scléranthes ou l'anémone pulsatille.

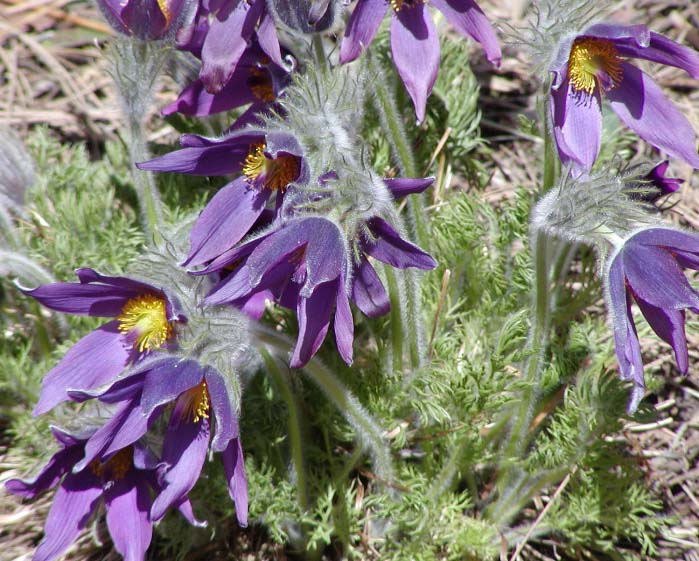
Anémone pulsatille.

### Forêts
Le chêne pédonculé est l'espèce dominante en Brenne. On le trouve parfois en association avec le chêne sessile et avec le charme et plus rarement le tauzin. Sur certains secteurs, les plantations de pins (maritimes, sylvestres et laricio) ont remplacé le peuplement feuillu.
Les forêts d'ubac (versant nord) des vallées de la Creuse et de l'Anglin permettent aux fougères, scolopendre et dryopteris de pousser sur leurs pentes. Ponctuellement, sur les coteaux, se rencontrent des plantes de montagne issues du Massif central : lys, scille fausse jacinthe, laîche digitée, renouée bistorte.

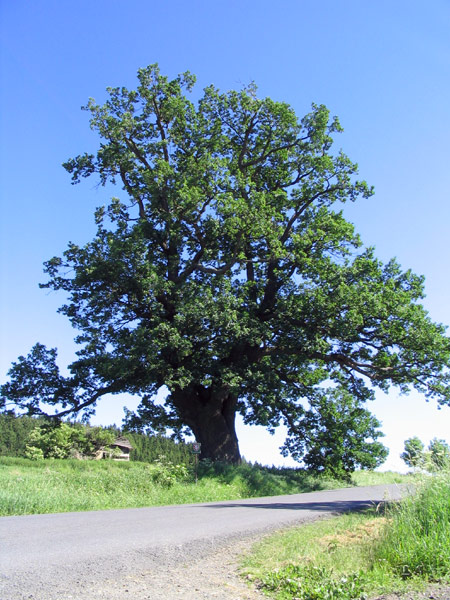
Chêne pédonculé.
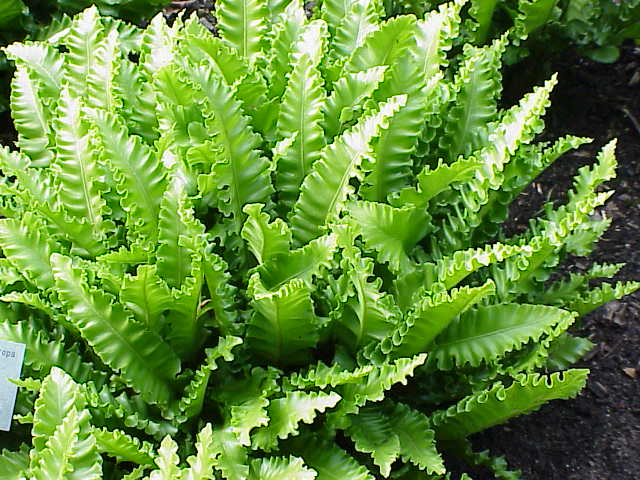
Scolopendre.
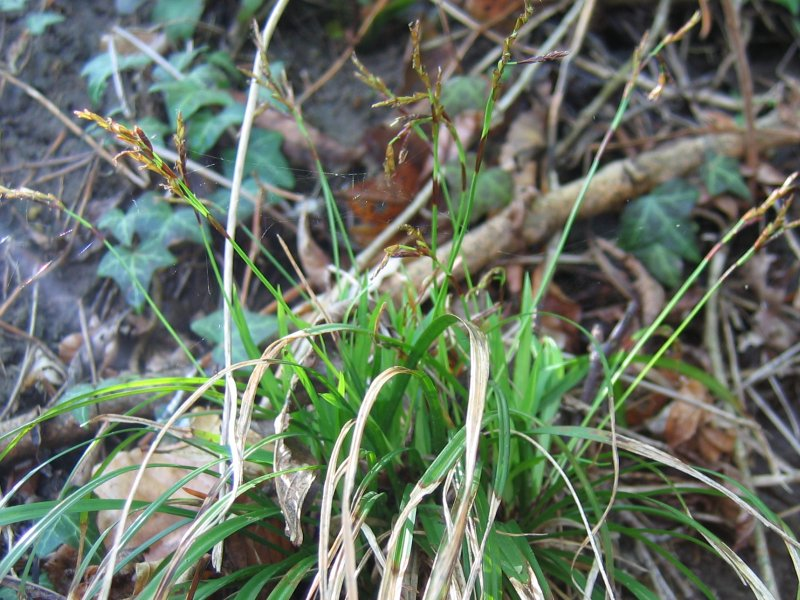
Laîche digitée.
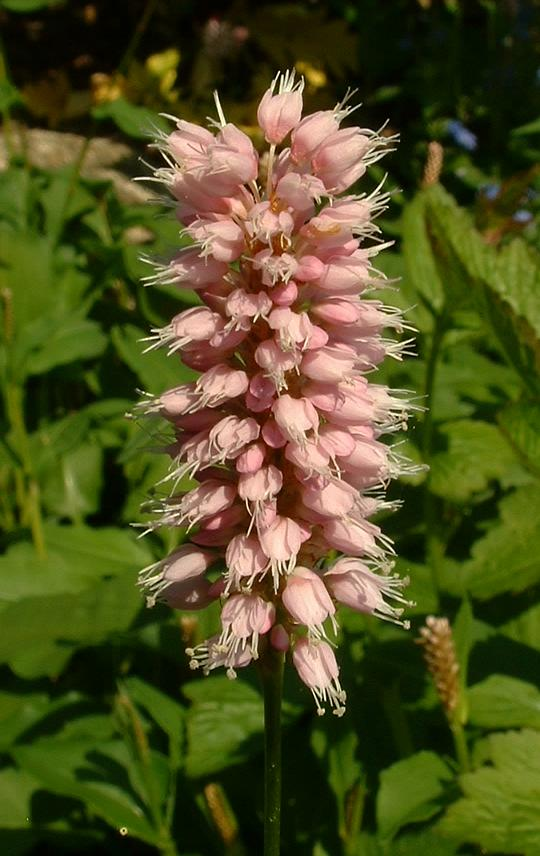
Renouée bistorte.

### Bocages
On appelle bocage, une région où les champs et les prés sont enclos par des levées de terre portant des haies ou des rangées d'arbres qui marquent les limites de parcelles de tailles inégales et de formes différentes, et où l'habitat est dispersé en ferme et en hameaux.

## Faune

### Mammifères
Le parc a une population très importante de grands mammifères (cerf élaphe, chevreuil, sanglier).
À ce jour, 27 espèces protégées sur les 68 que compte la France ont été recensées. Dans les étangs, on observe un grand nombre de ragondins et rats musqués. Des espèces comme la genette d'Europe et le loir sur les vallées, le campagnol de Gerbe et de bonnes populations de chauves-souris sont aussi observables sur le territoire. À noter le retour de la loutre.
Le castor d’Europe est présent sur les berges de la rivière Creuse entre les communes d'Argenton-sur-Creuse et de Tournon-Saint-Martin. Cela fait suite au passage en « espèce protégée » en 1968, puis à sa réintroduction par l'homme,.

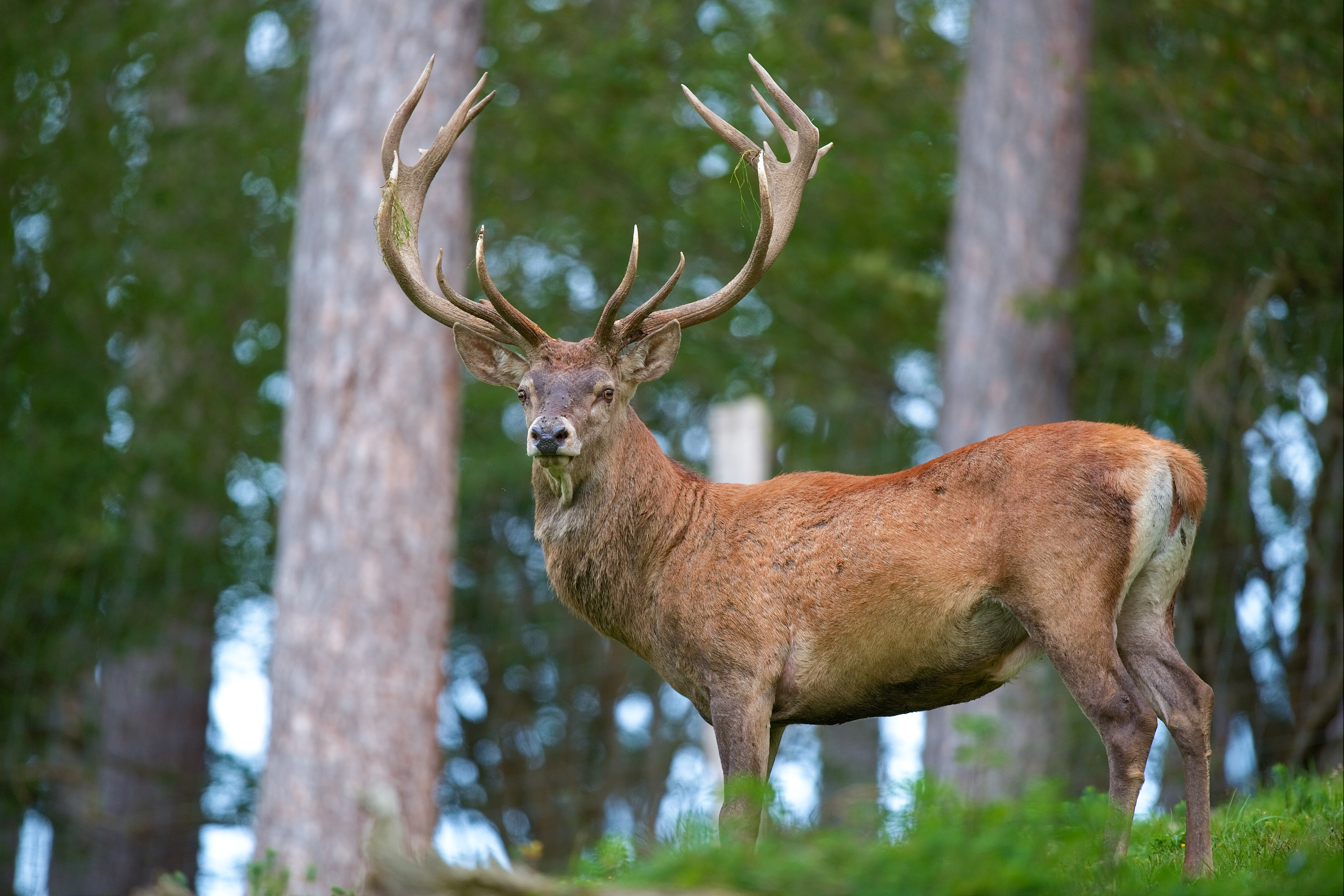
Cerf élaphe.
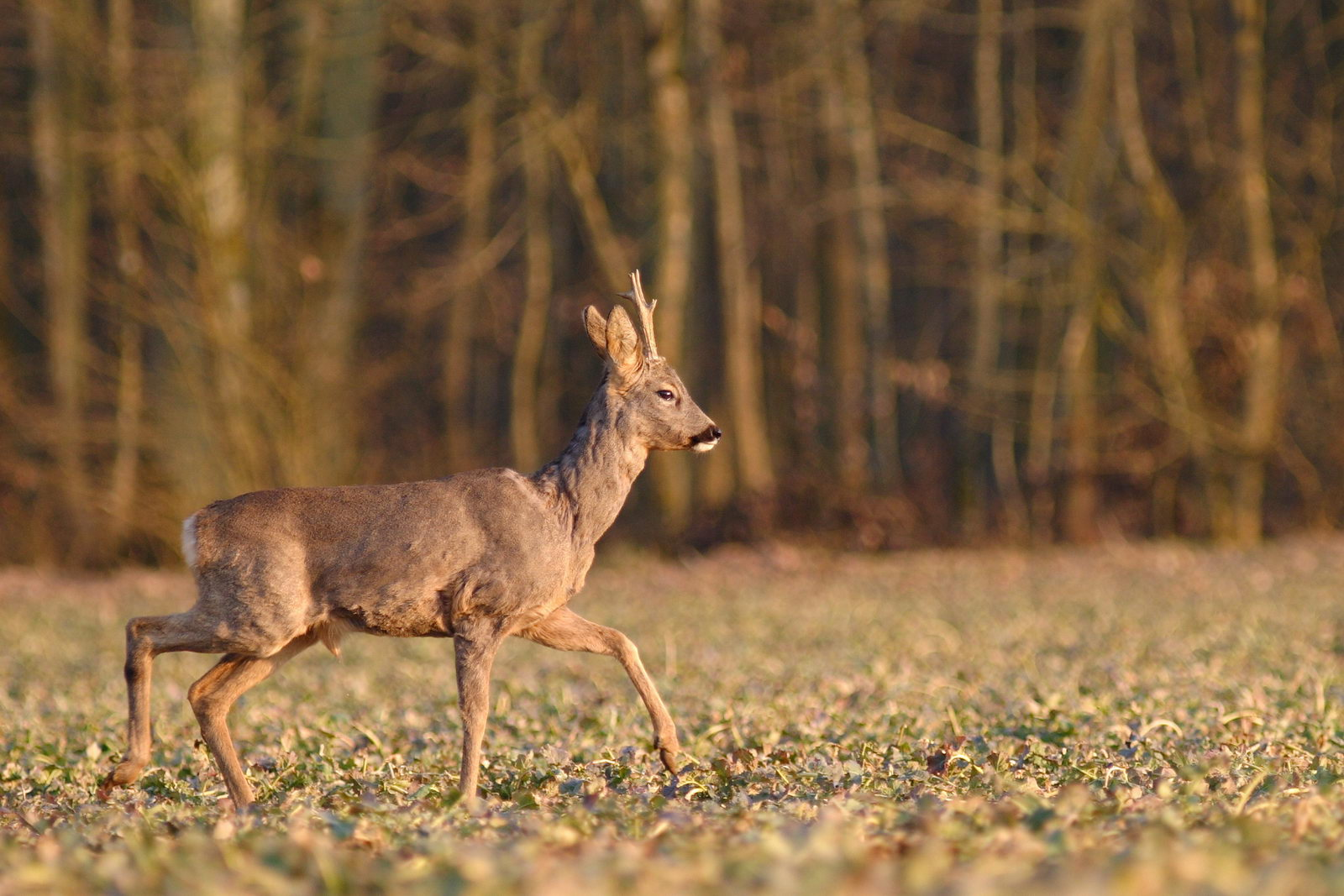
Chevreuil.
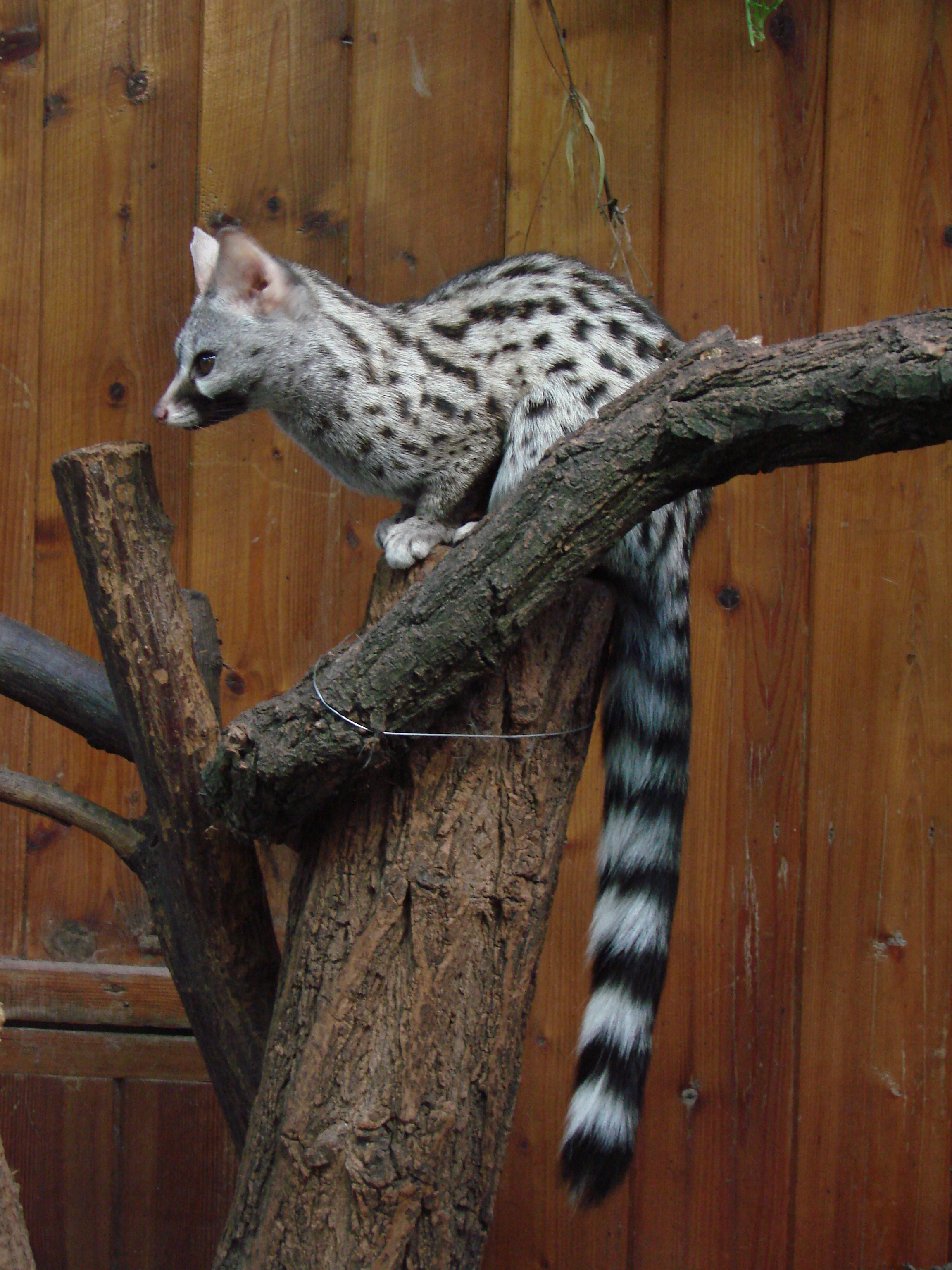
Genette d'Europe.
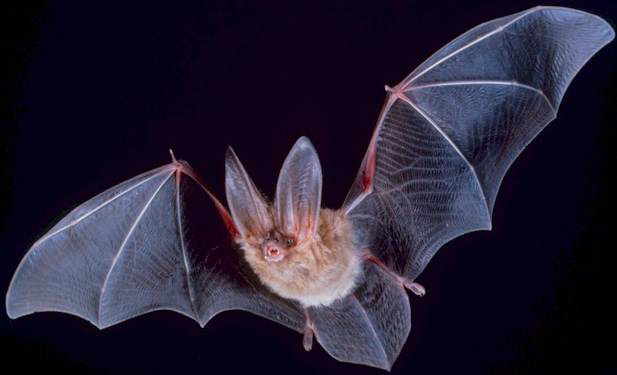
Chauve-souris.

### Oiseaux

#### Oiseaux aquatiques
La Brenne figure au 4e rang des « zones humides françaises d'importance internationale », selon la classification UICN et héberge ou voit passer les 3/4 des 365 espèces d’oiseaux protégées en France.
Son intérêt concerne, avant tout, les espèces nicheuses comme le Grèbe à cou noir, le Grand butor, le Blongios nain, le Busard des roseaux, le Héron pourpré, la Guifette moustac, la Guifette noire, des fauvettes aquatiques.
En hivernage, les étangs retiennent régulièrement 12 000 canards et sarcelles, 900 grèbes, 3 000 foulques, 900 Grand cormoran, 300 Grandes Aigrettes et 35 000 vanneaux et pluviers auxquels viennent s'ajouter quelques Garrot à œil d'or, Harle piette, Harle bièvre, Fuligule nyroca et Pygargue à queue blanche.
En période de migration, on observe de beaux passages de limicoles (Chevalier combattant et Barge à queue noire) et de Grue cendrée qui survolent la Brenne par milliers et y hivernent maintenant depuis quelques années.

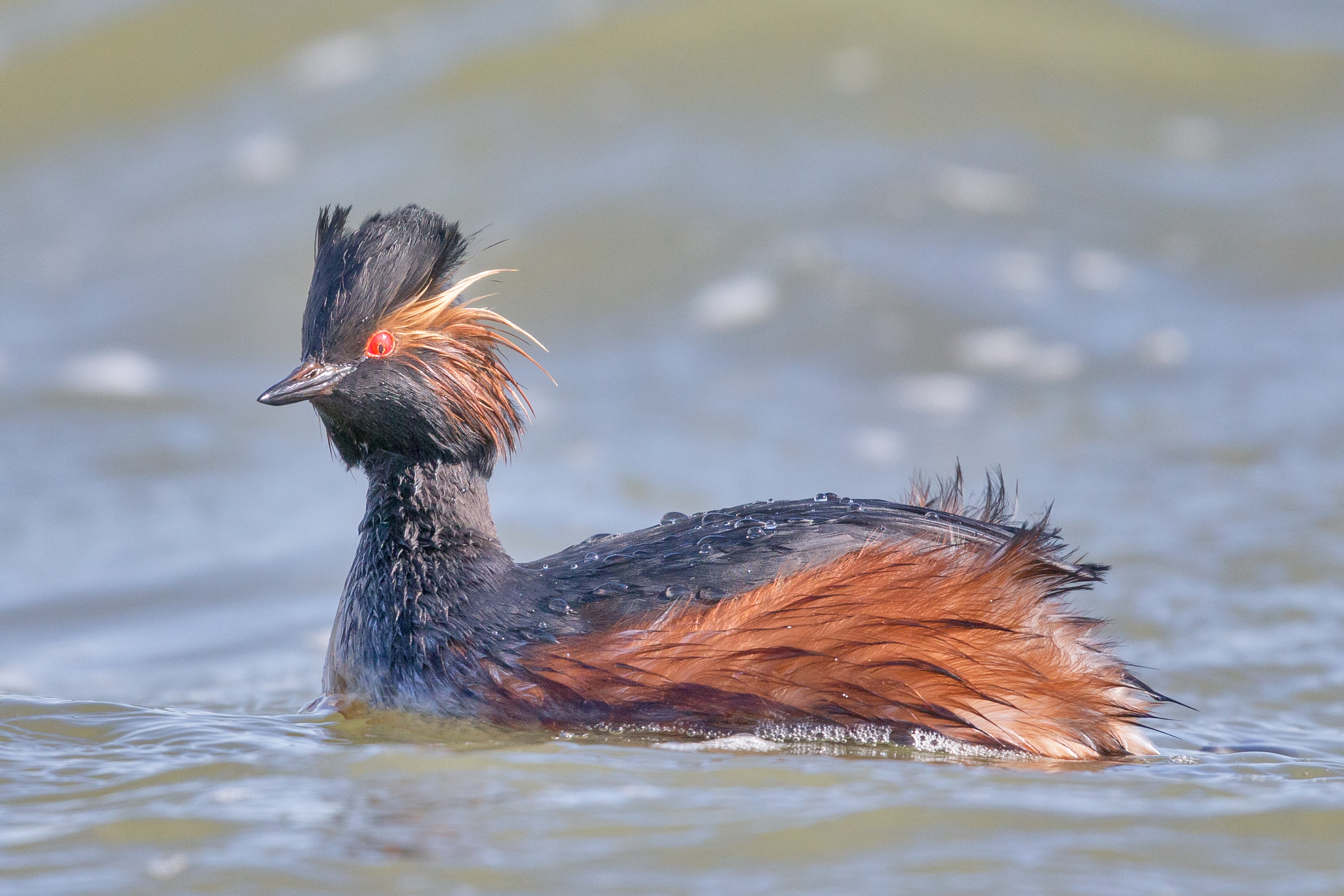
Grèbe à cou noir.
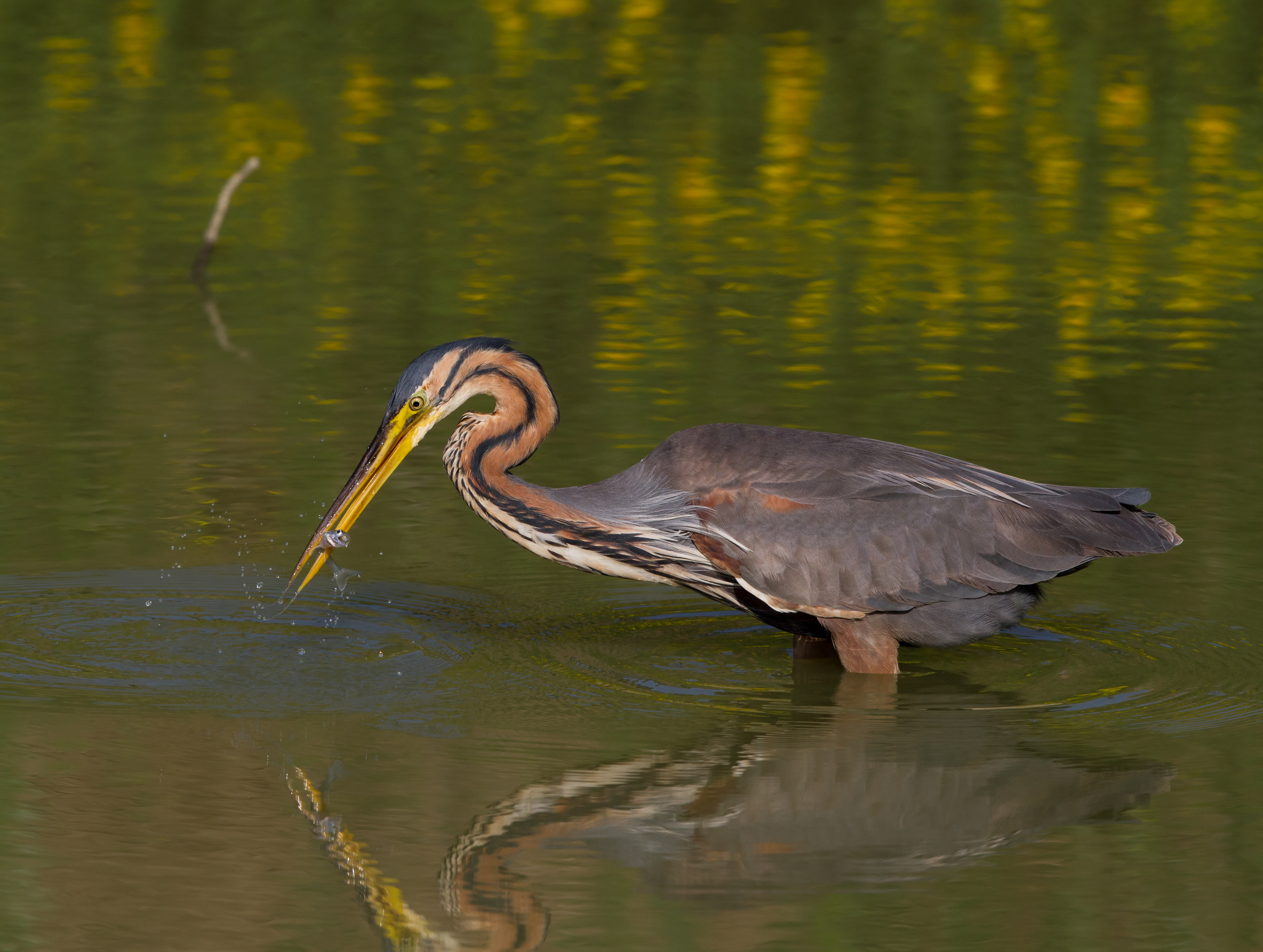
Héron pourpré.
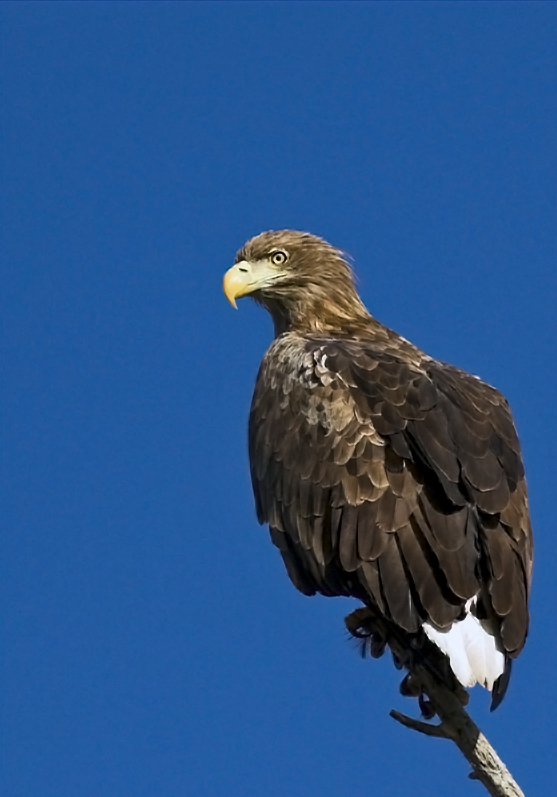
Pygargue à queue blanche.
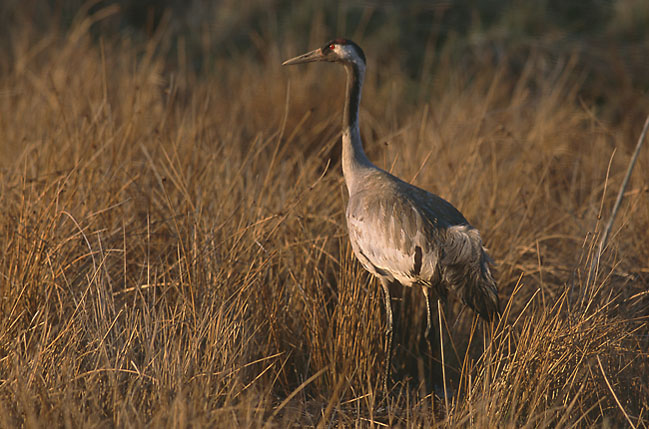
Grue cendrée.

#### Oiseaux terrestres
Il est possible d'observer jusqu'à 116 espèces d'oiseaux nichant sur le parc comme : l'Engoulevent d'Europe, la Bondrée apivore, l'Aigle botté dans les bois ; le Courlis cendré, l'Œdicnème criard, le Busard cendré ou l’Alouette lulu dans les milieux agricoles ; la Fauvette pitchou et le Busard Saint-Martin dans les landes.

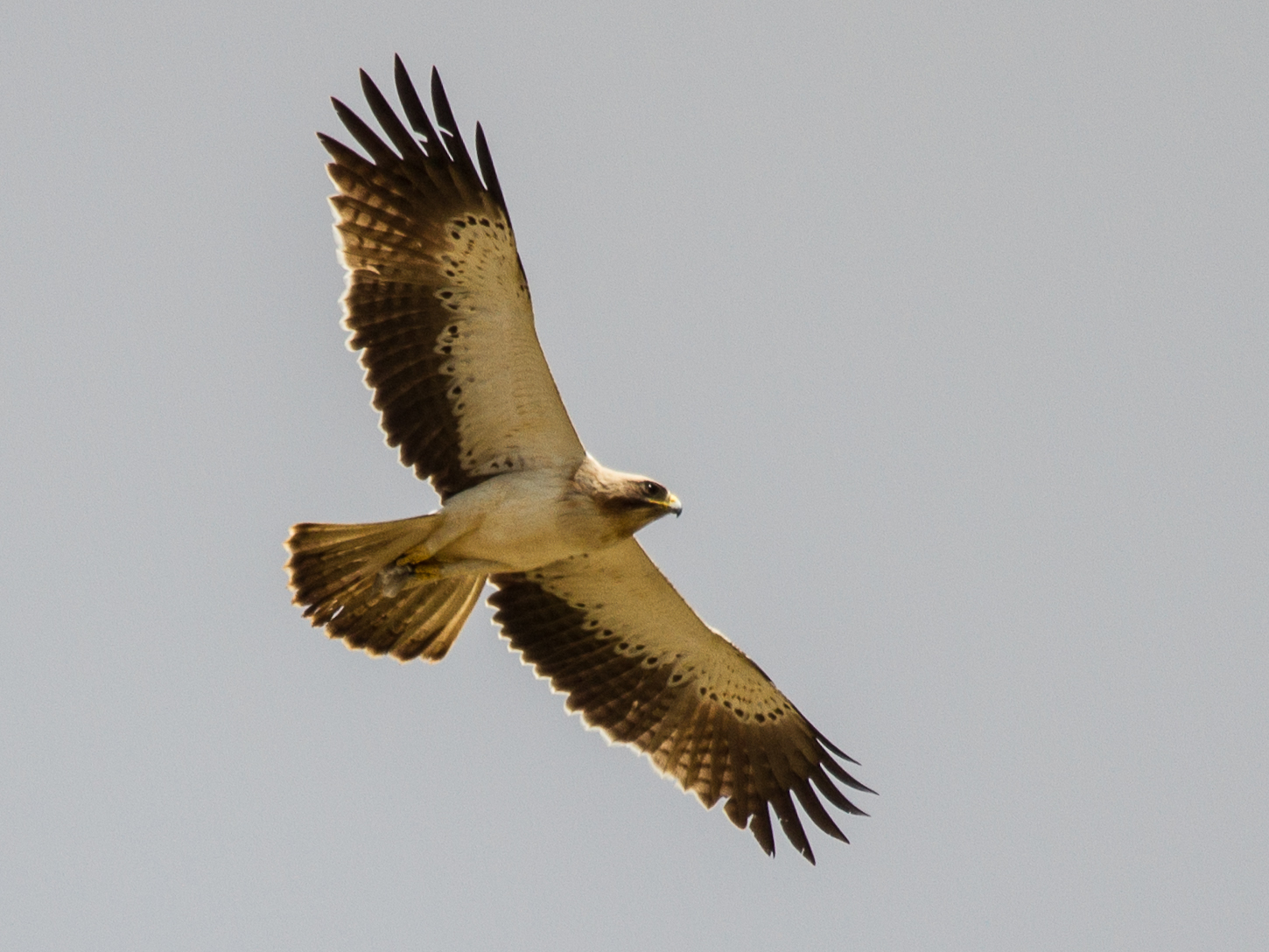
Aigle botté.
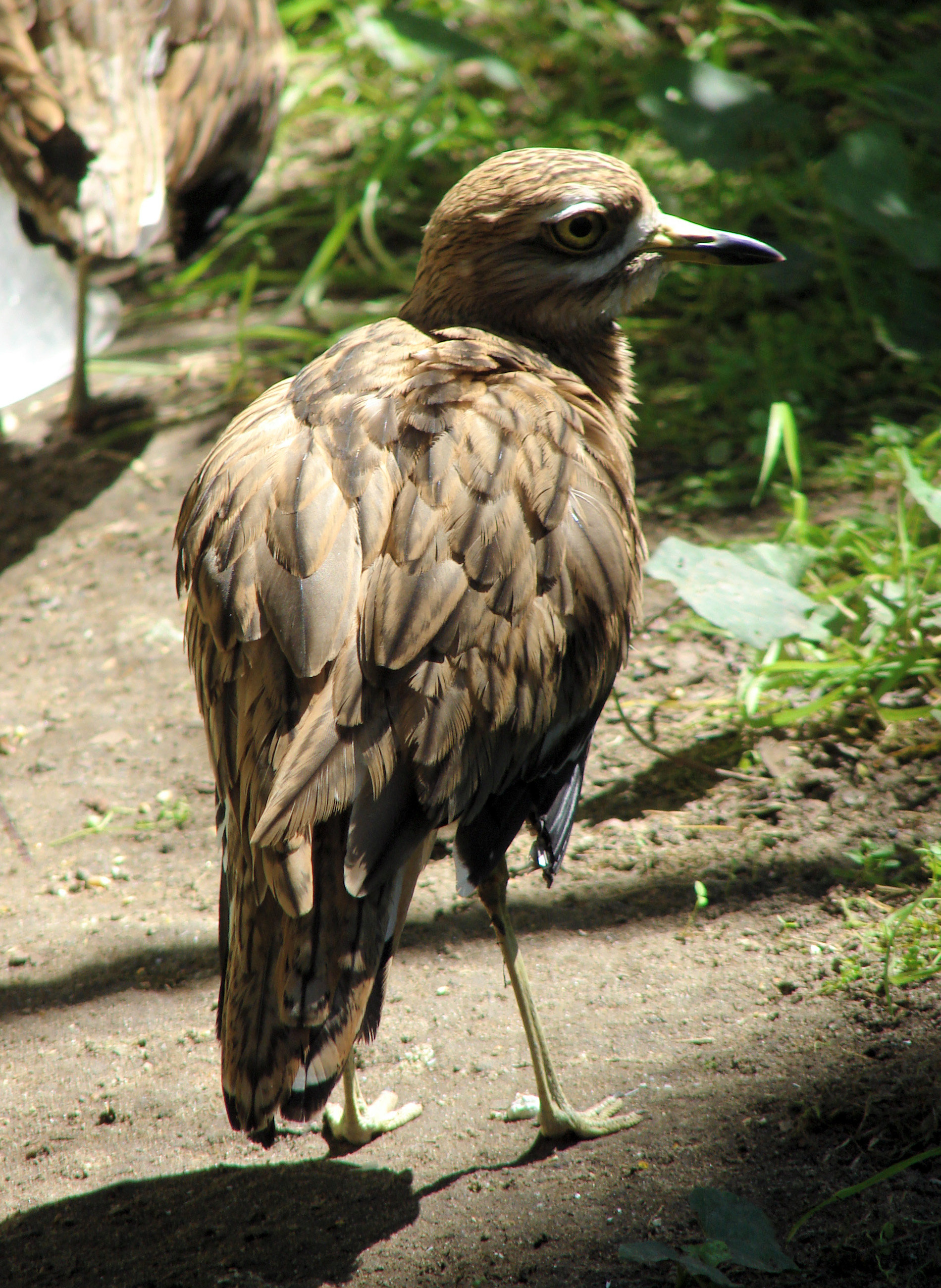
Œdicnème criard.
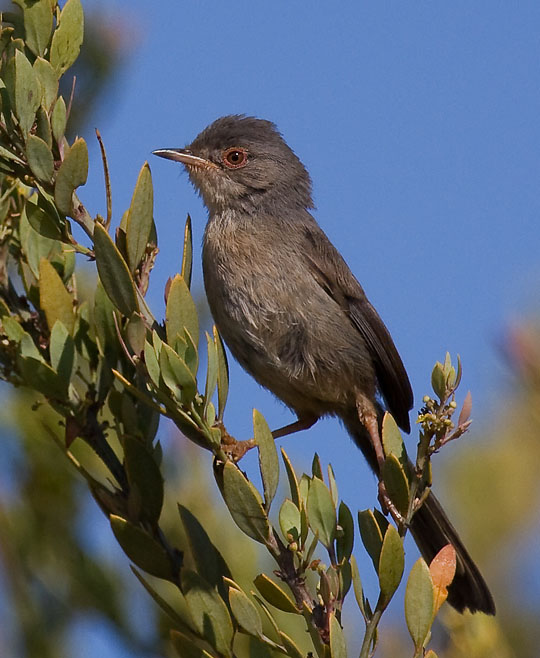
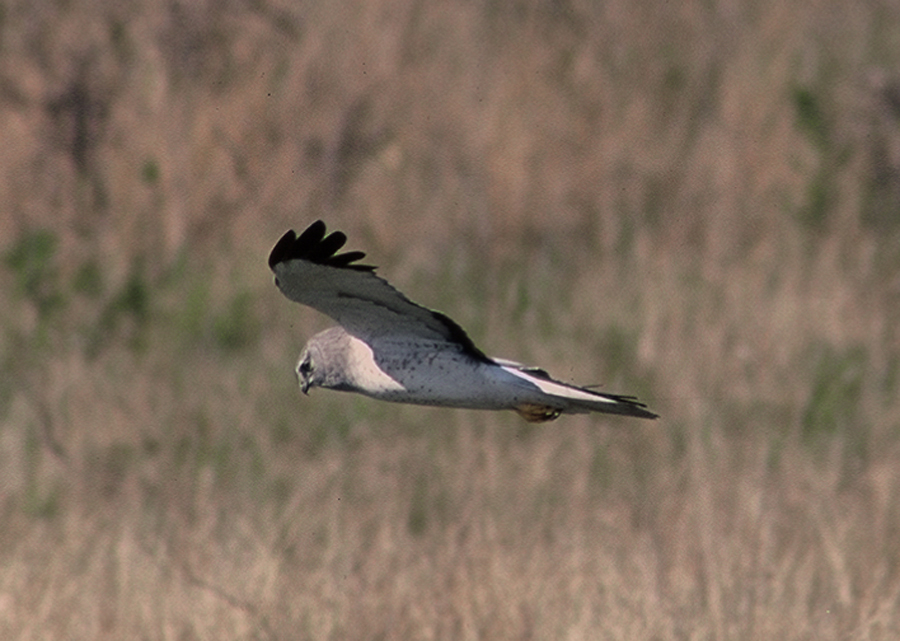
Busard Saint-Martin.

### Reptiles
Le parc recense 11 des 37 espèces de reptiles autochtones protégées en France. Parmi les reptiles présents dans le parc, l'animal emblématique est la Cistude d'Europe qui trouve ici un lieu de prédilection. Plusieurs dizaines de milliers d'individus font ainsi de la Brenne, la première région française pour cette espèce.
Parmi les 9 autres espèces présentes, on note l'abondance de la Vipère aspic, des Couleuvre à collier, Couleuvre vipérine, Couleuvre verte et jaune et du Lézard vert occidental.

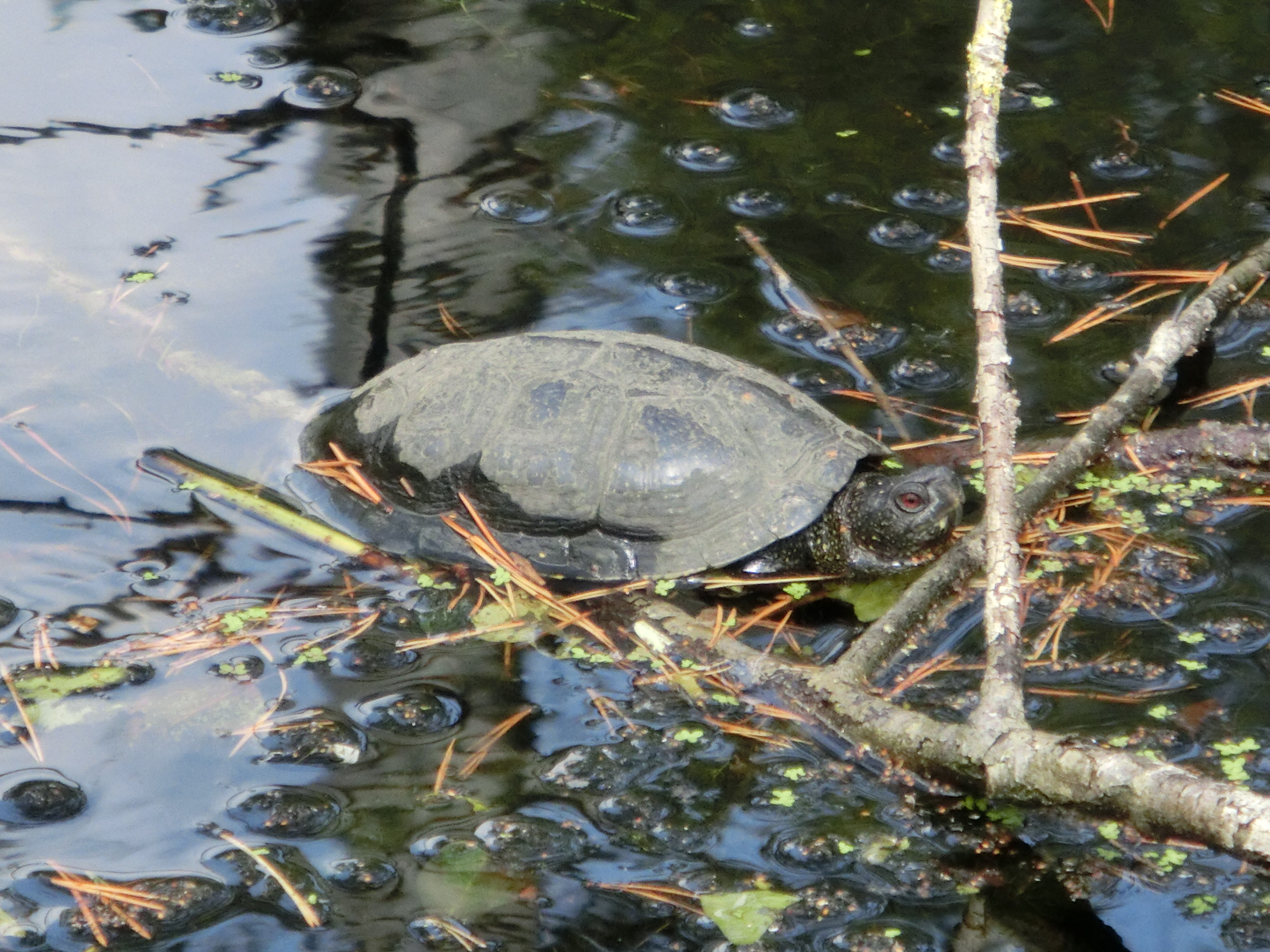
Cistude d'Europe (Emys orbicularis).
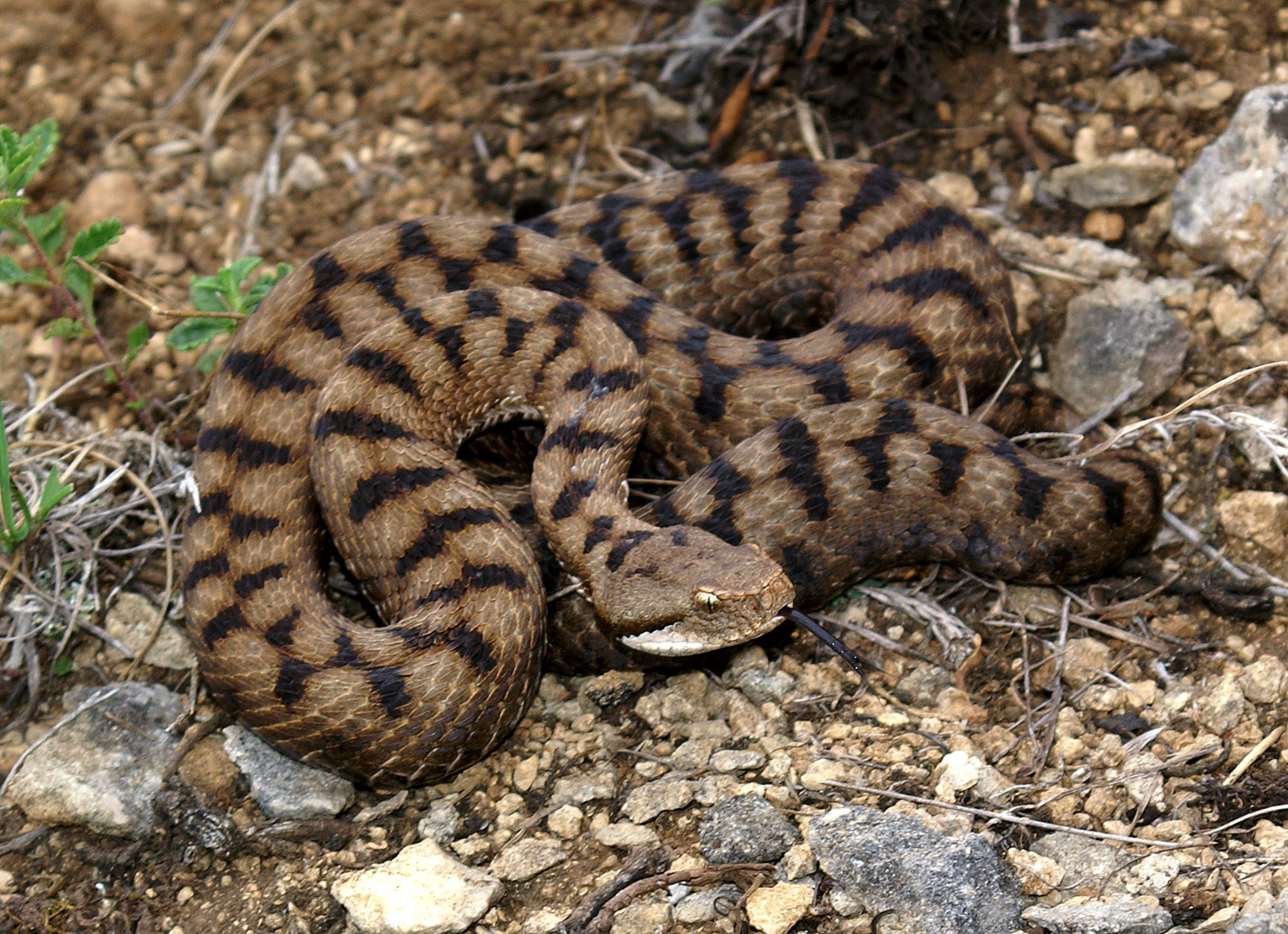
Vipère aspic.
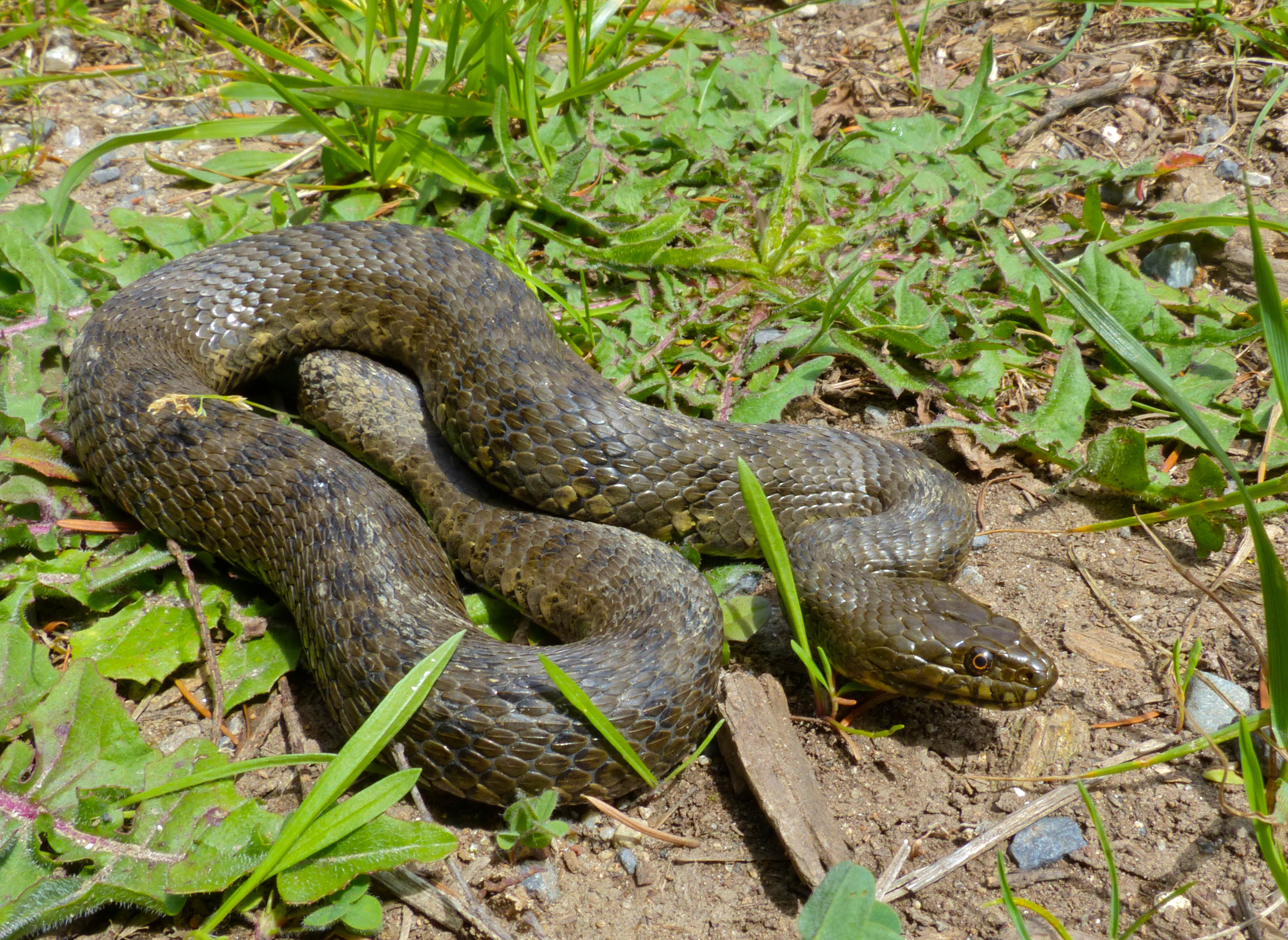
Couleuvre vipérine.
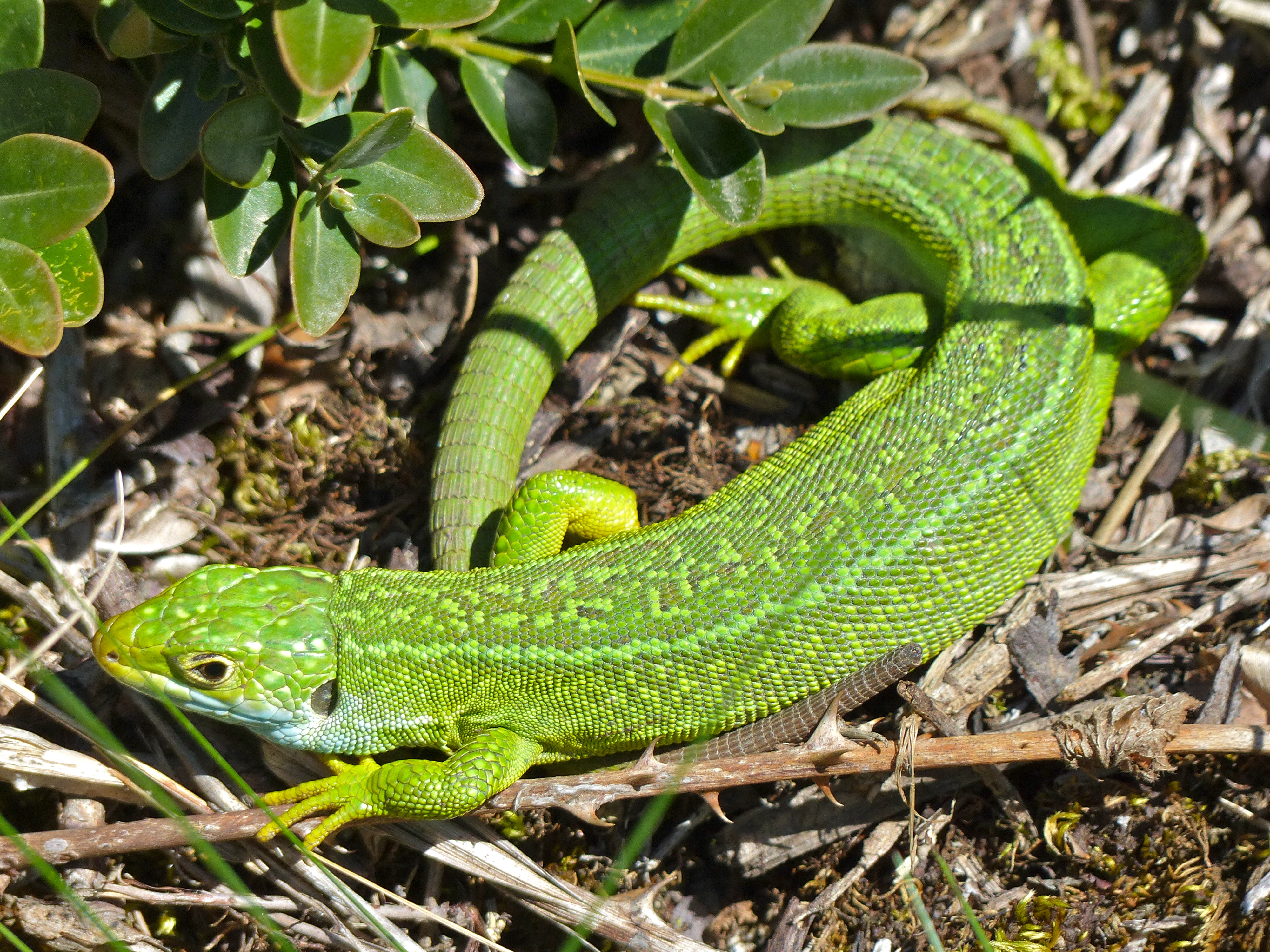
Lézard vert occidental.

### Amphibiens
Près de la moitié des 35 espèces françaises d'amphibiens est présente sur les communes du parc, dont le rarissime Pélobate brun, le Triton marbré, le Triton crêté et le Sonneur à ventre jaune (menacés de disparition) ; de belles populations de grenouille verte, de Rainette verte, de Crapaud calamite et de Pélodyte ponctué, animent les étangs en période de reproduction.

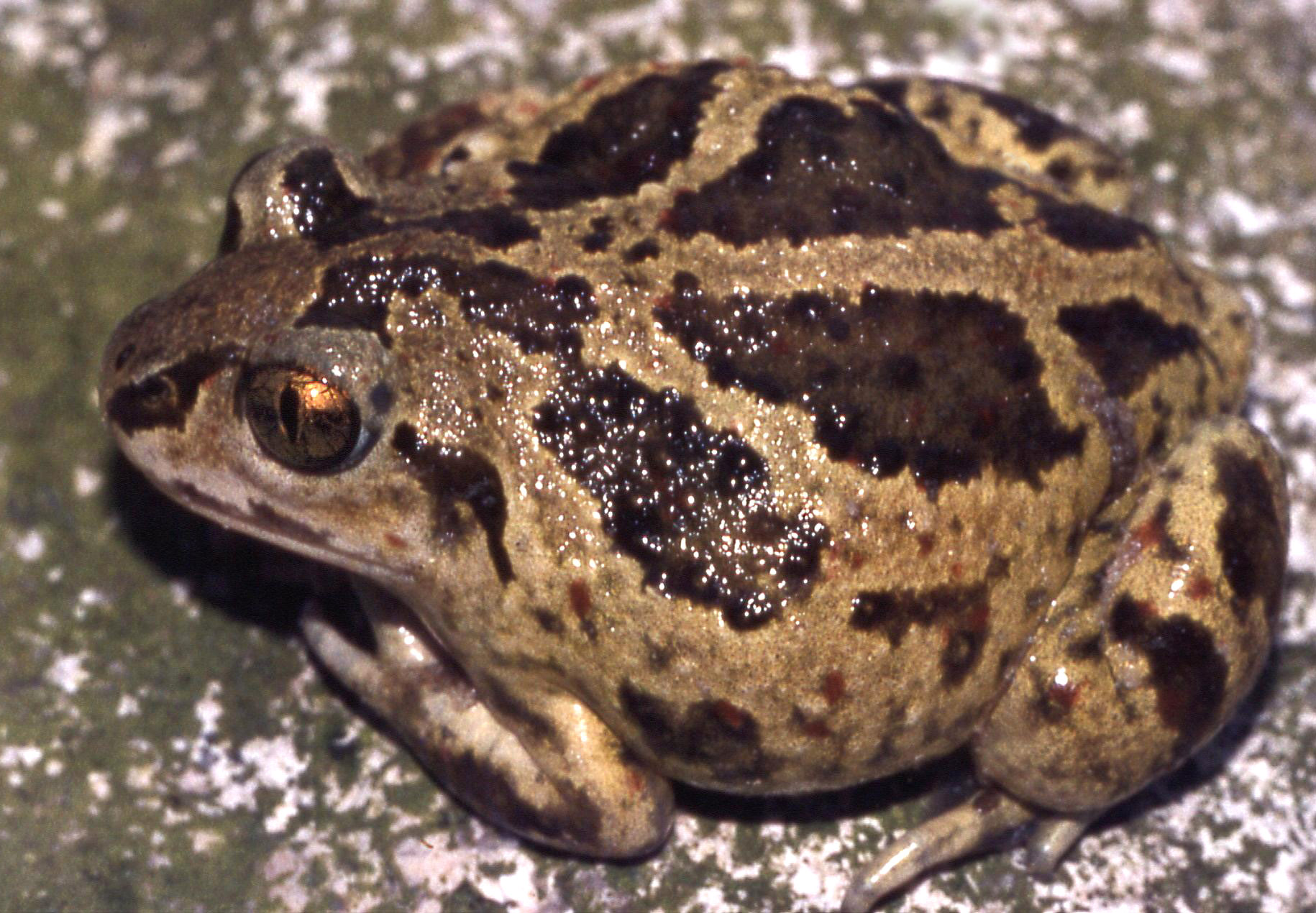
Pélobate brun (Pelobates Fuscus).
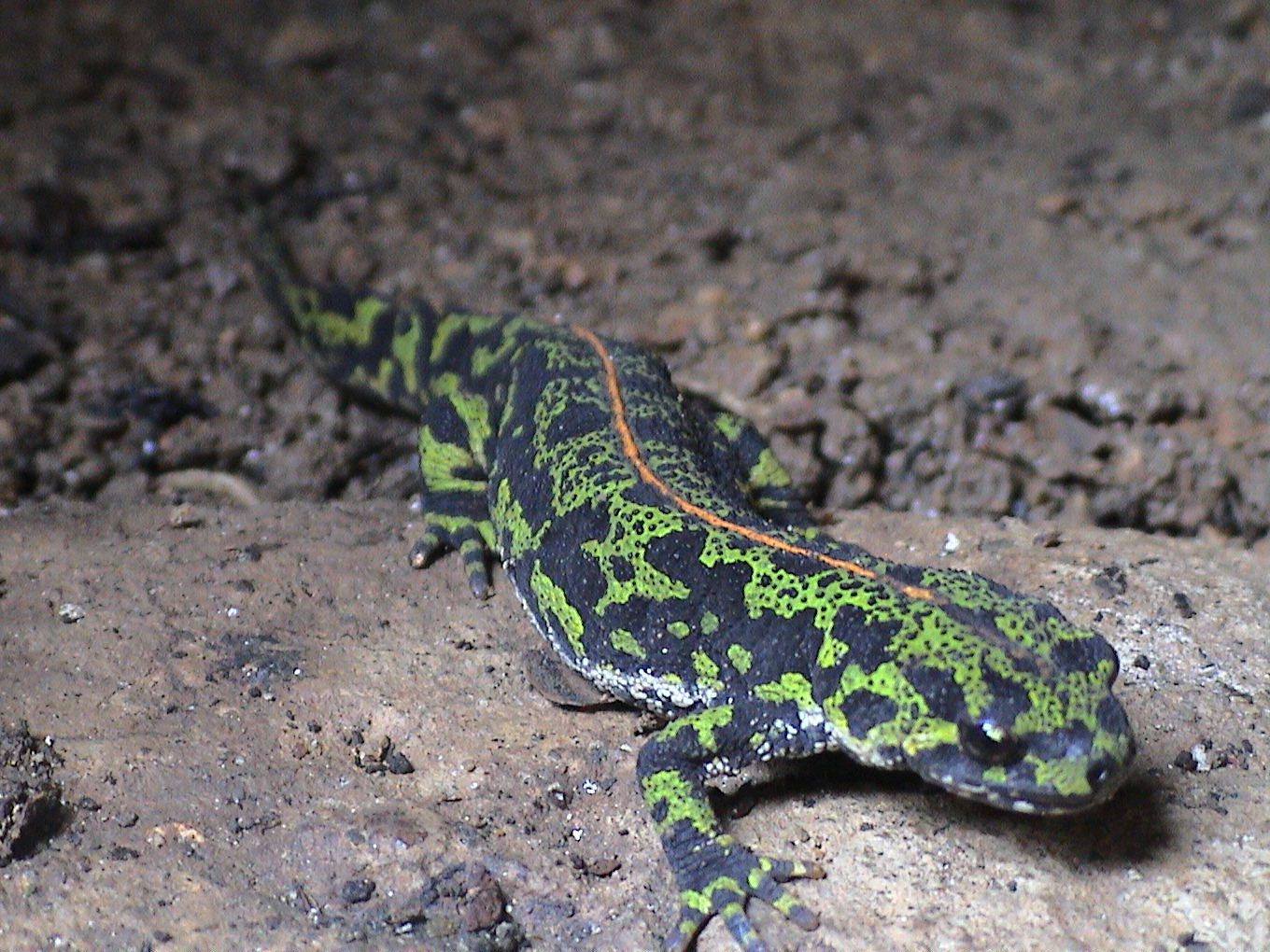
Triton marbré.
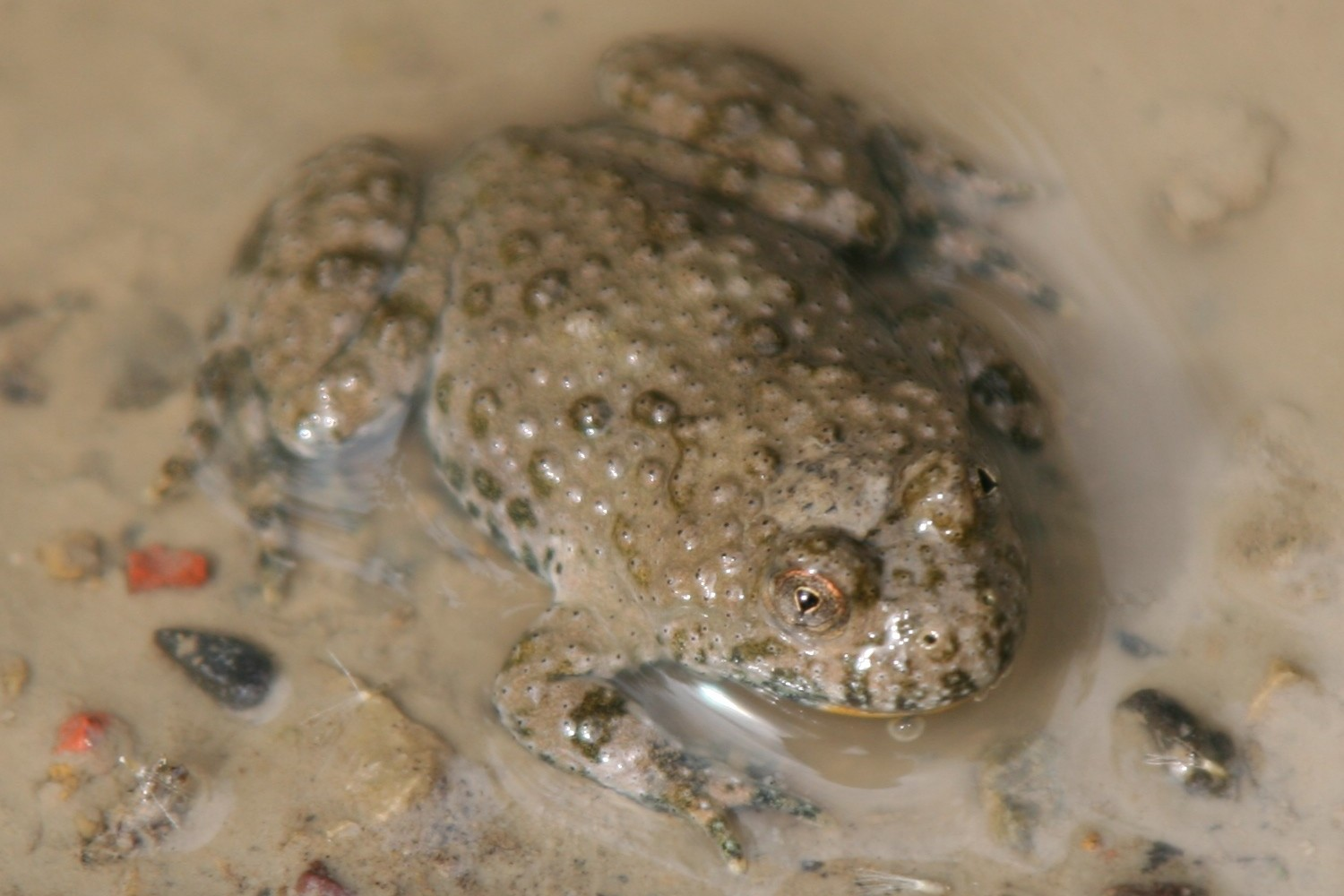
Sonneur à ventre jaune.
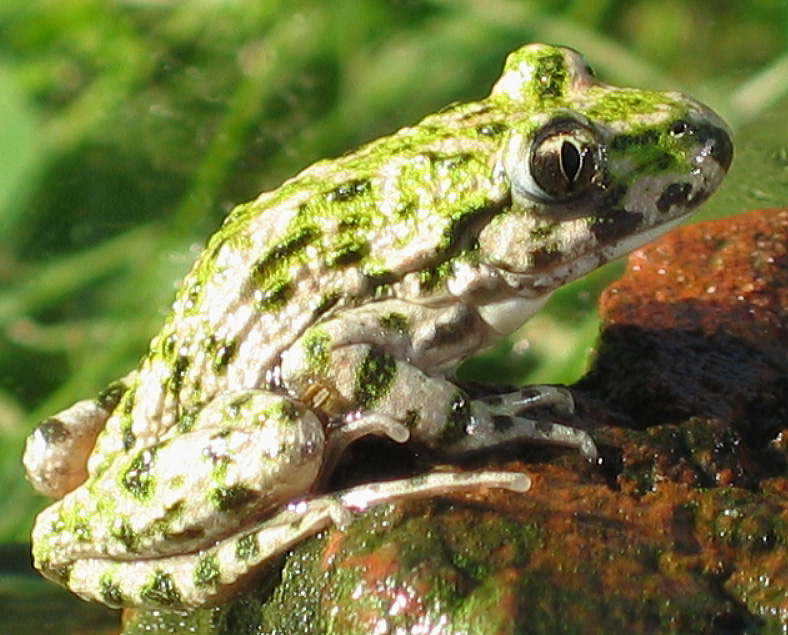
Pélodyte ponctué.

### Poissons
Au travers des cours d'eau lents et rapides et des étangs, ce sont 32 espèces qui ont été répertoriées : Carpe commune, Gardon, Brochet, Achigan à grande bouche, Sandre, Lamproie marine et Lamproie de Planer.
La suppression du barrage de Maisons-Rouges sur la Creuse en 2001 a permis le retour de la Grande alose et en 2010, de grands salmonidés (truite commune ou saumon atlantique). 

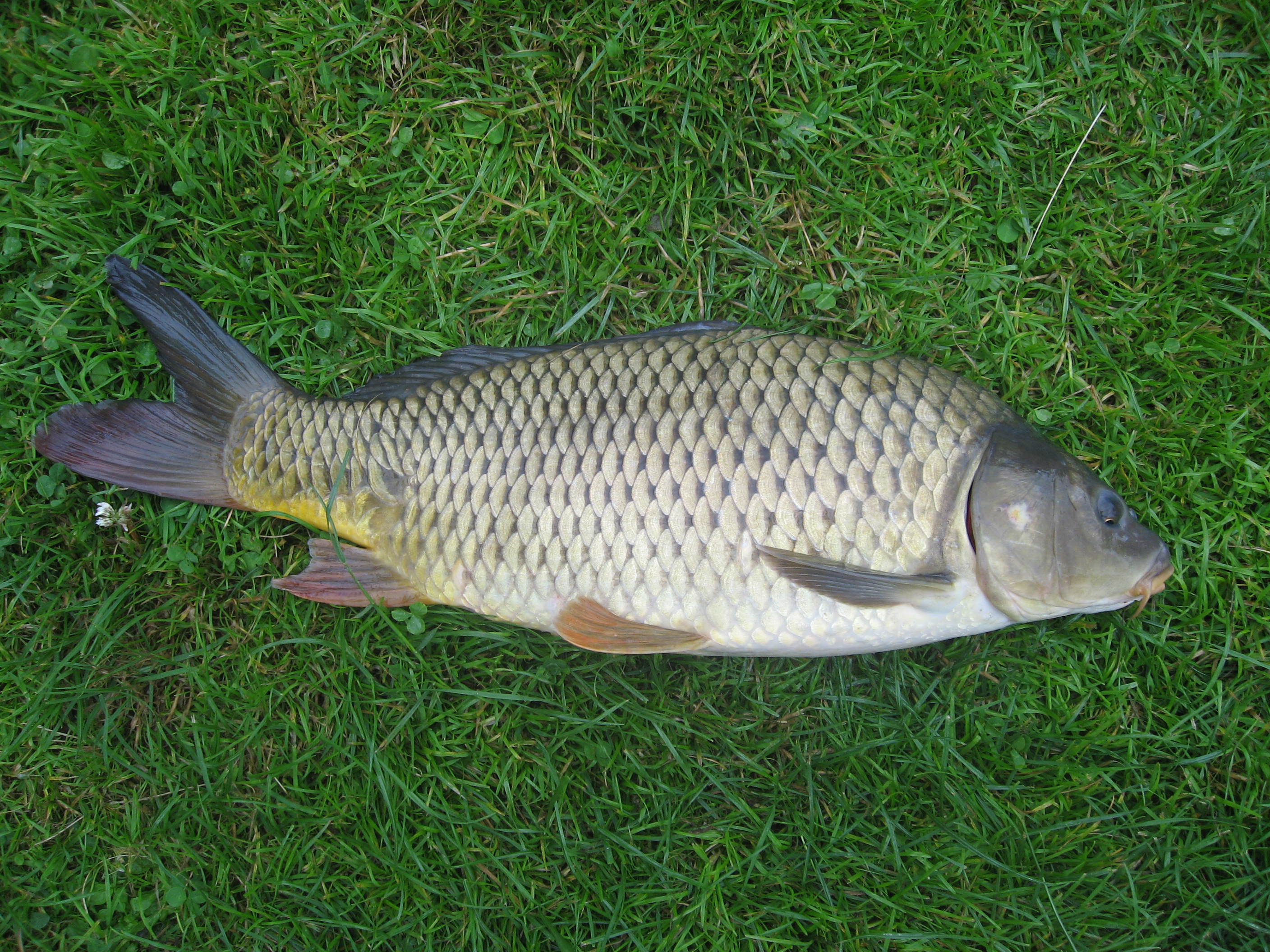
Carpe.
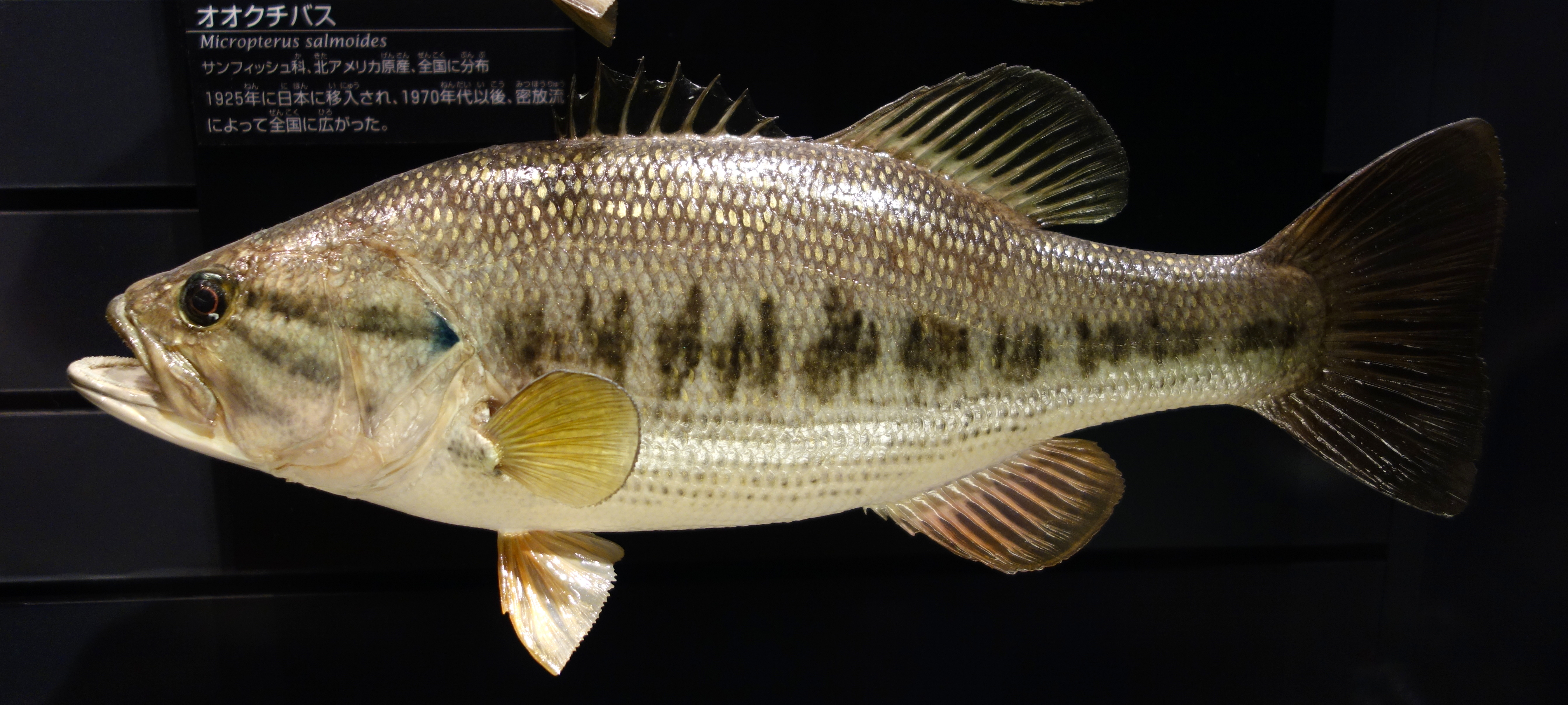
Achigan à grande bouche.
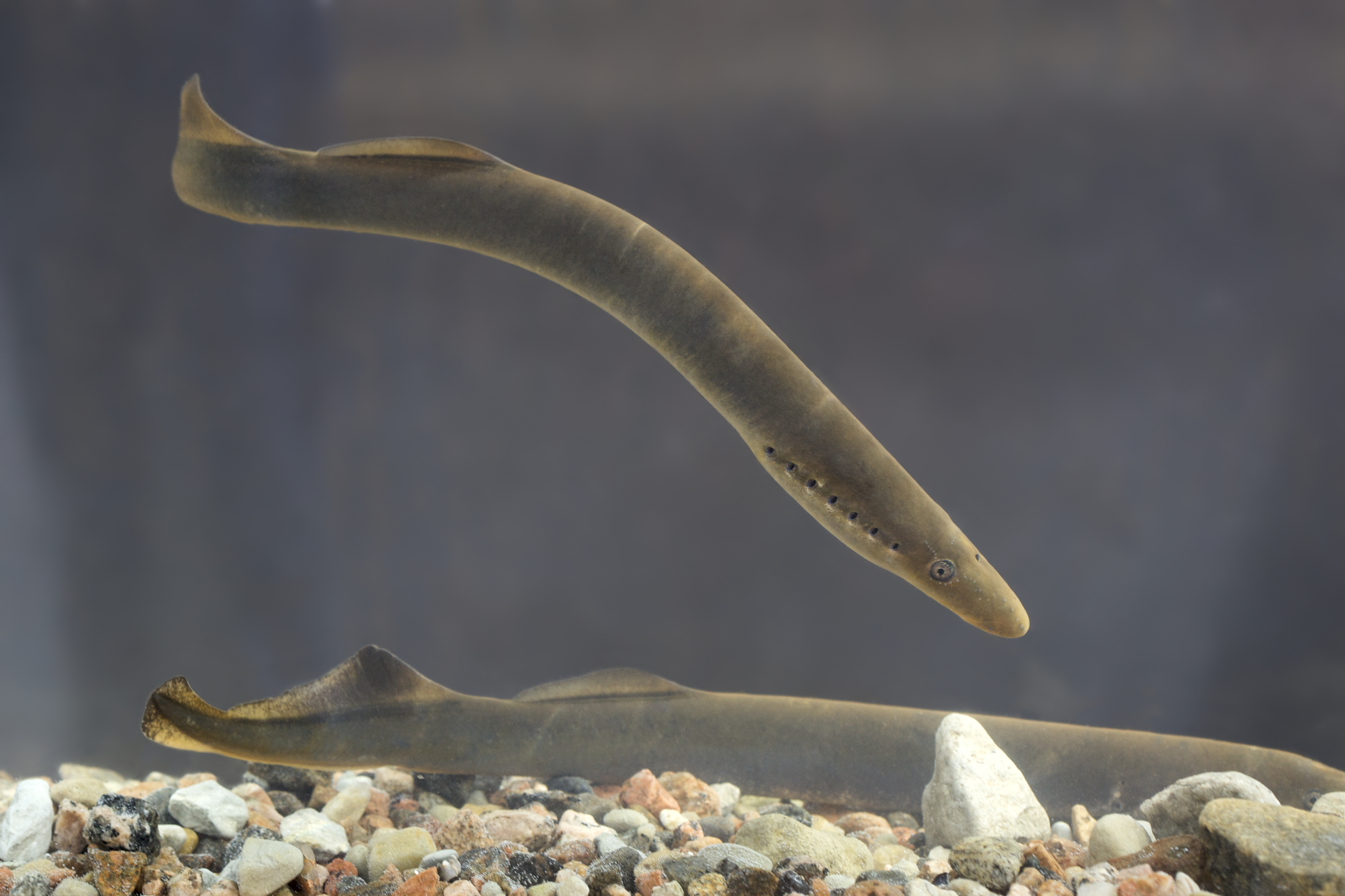
Lamproie de rivière (Lampetra fluviatilis).
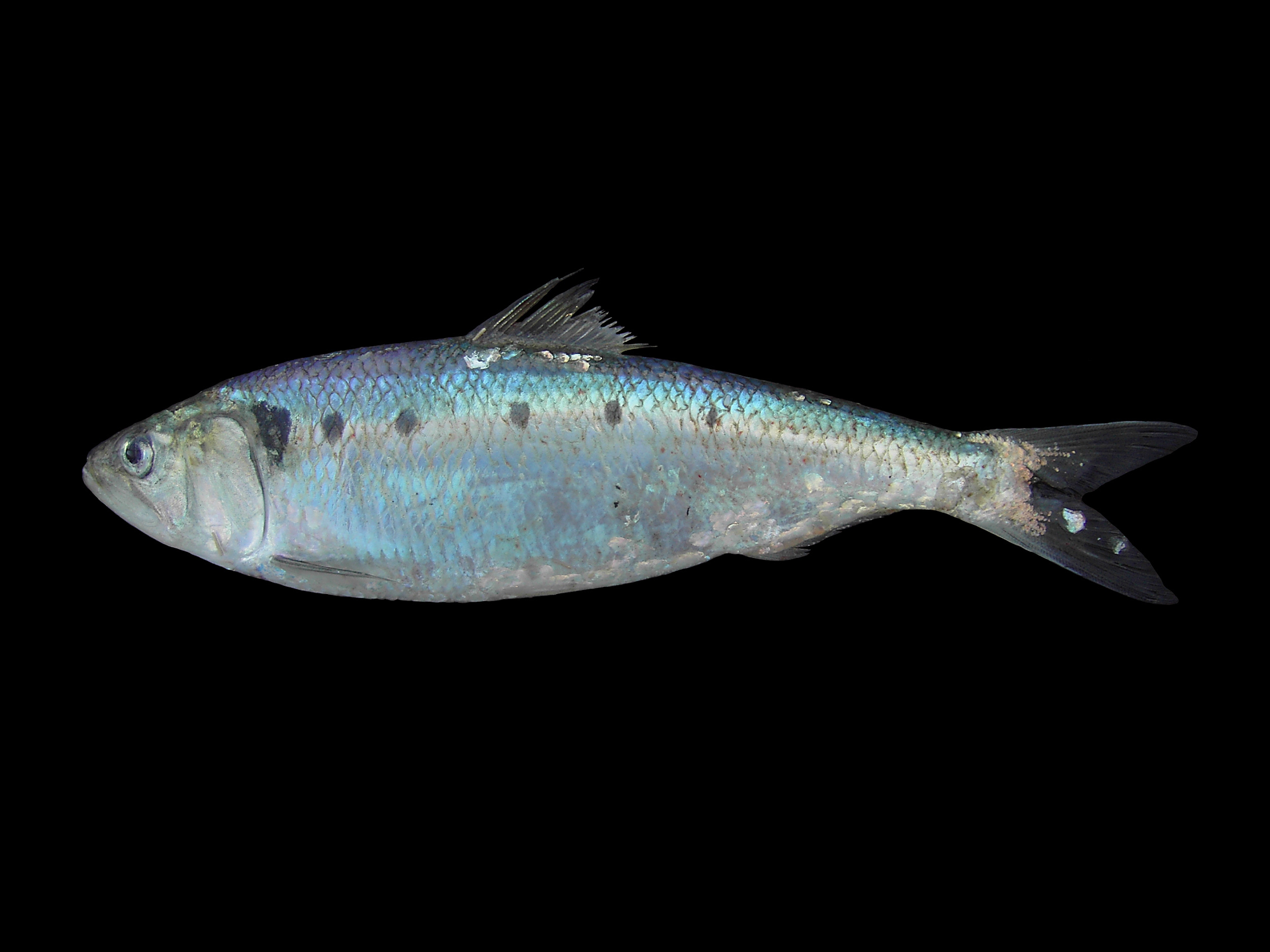
Grande alose.

### Insectes
Environ 3 000 espèces, réparties dans une trentaine d'ordres, sont référencées à ce jour. Il s’agit principalement des lépidoptères et des coléoptères, sur une estimation d'environ 12 000 à 15 000 insectes potentiellement présents. On compte aussi la présence de 62 espèces de libellules et demoiselles sur les 91 que compte la France. Sont présentes des populations de Cétoine dorée et de Lucanes cerf-volant liées aux vieux chênes, ainsi que des papillons rares comme l'Azuré des mouillères, le Grand cuivré, la Lichénée jaune et le Damier de la succise et plus récemment la découverte de la Laineuse du prunellier.

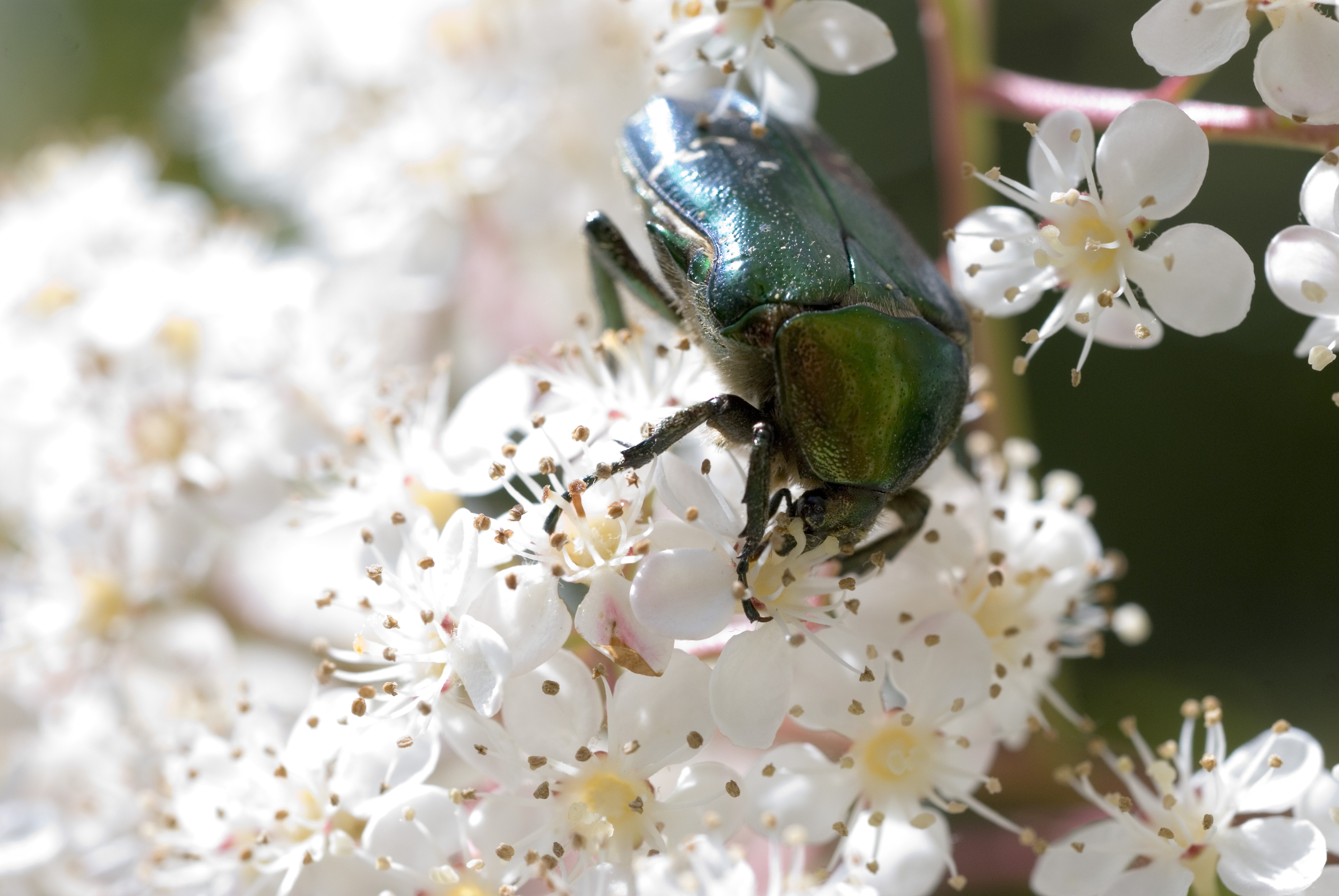
Cétoine dorée.
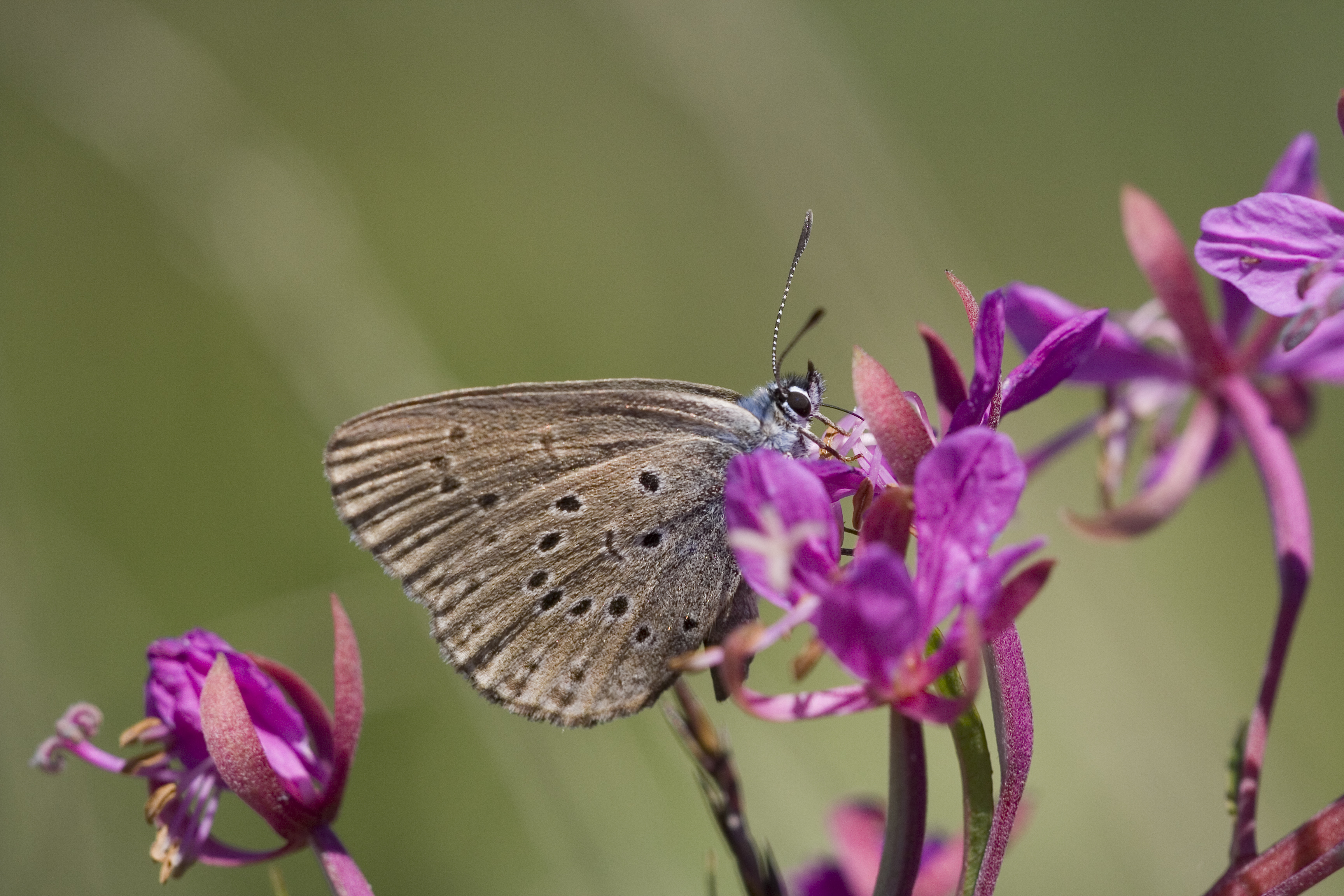
Azuré des mouillères.
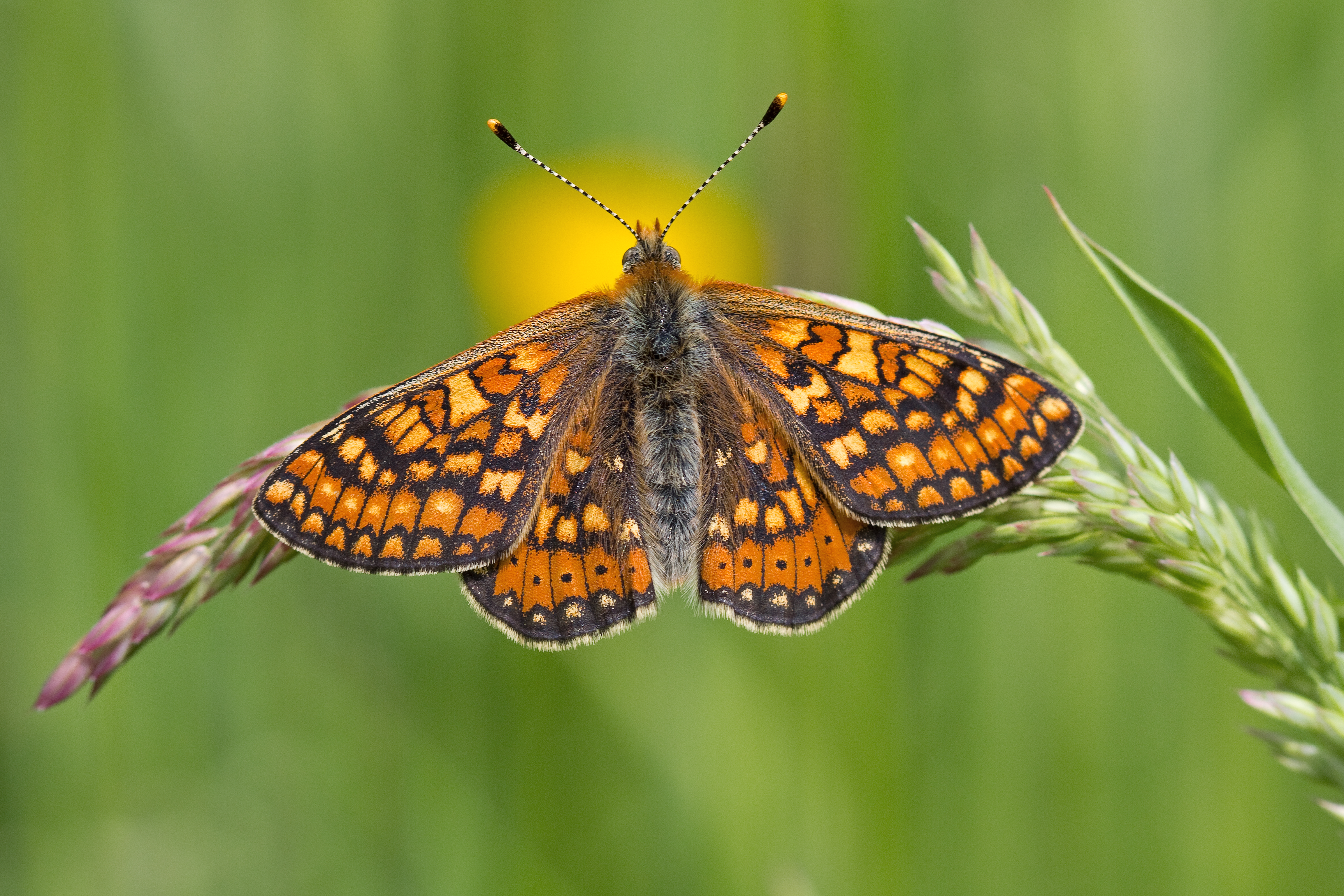
Damier de la succise.
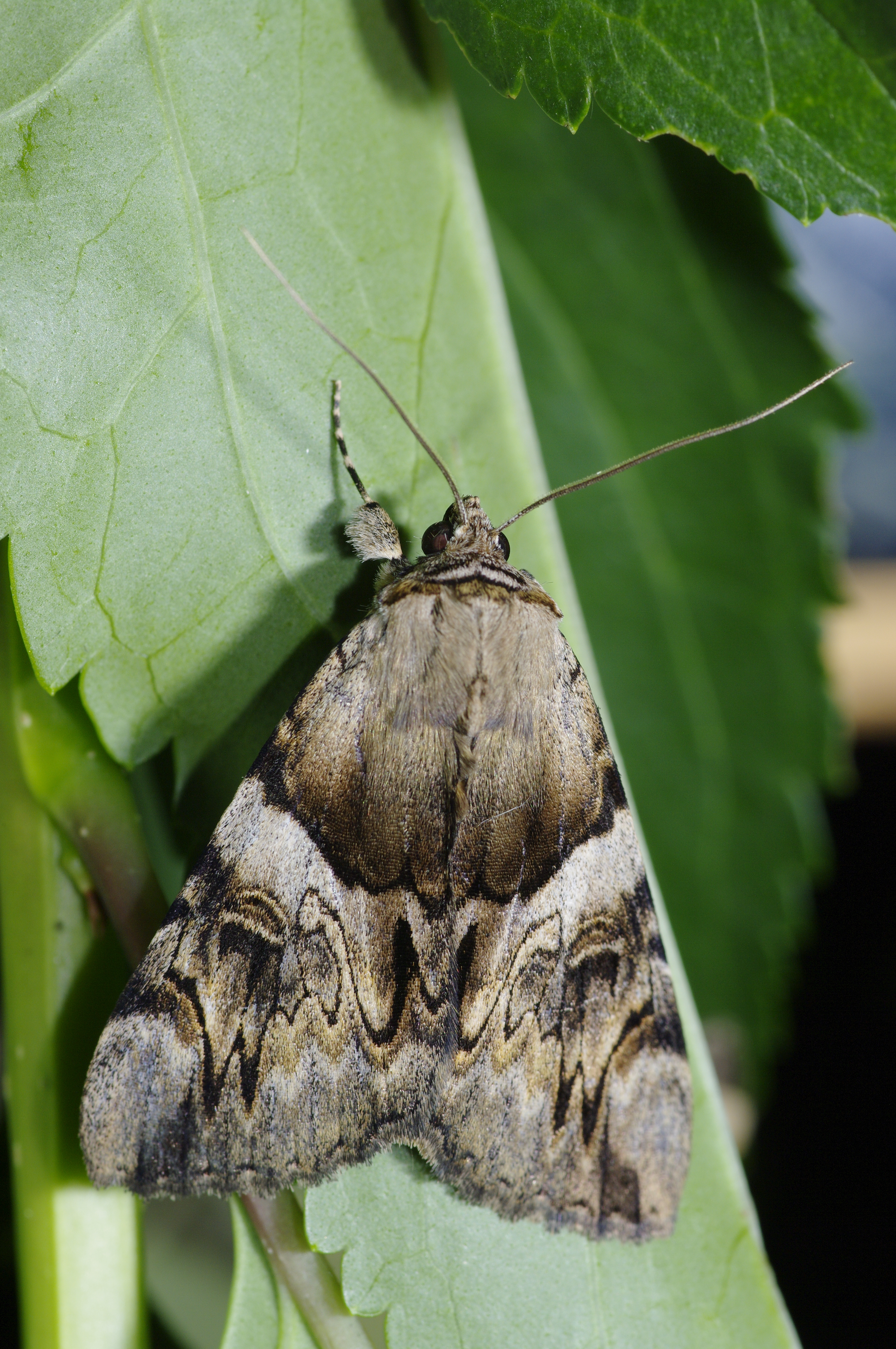
Lichénée jaune (Catocala fulminea).

### Mollusques
Les mollusques se répartissent en bivalves (moules et huîtres) et gastéropodes (escargots et limaces). Sur les 60 espèces de mollusques protégées en France, une seule a été trouvée sur le territoire : la Mulette épaisse. Ce faible nombre d’espèces protégées recensées est très probablement lié à une carence d’inventaires : à l’exception de cette Mulette qui a bénéficié d’inventaires spécifiques, ce groupe n’a encore été que peu étudié localement. Mais certains pêcheurs ont affirmé avoir fréquemment rencontré des anodontes lors des pêches hivernales.

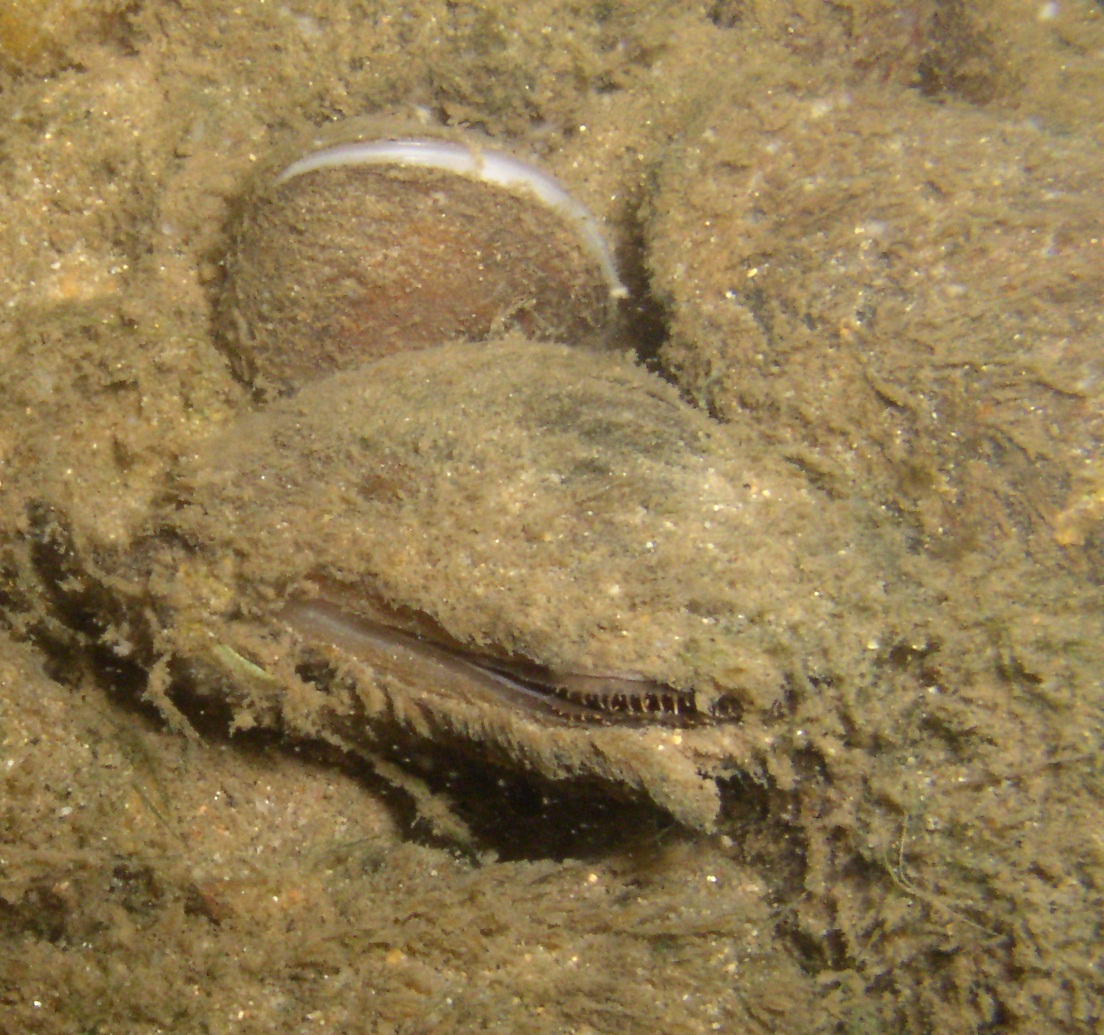
Mulette épaisse.

## Espèces exotiques envahissantes
En Europe, les introductions d'espèces existent depuis plusieurs siècles, mais avec l'augmentation des échanges mondiaux, une accélération a eu lieu. Les espèces envahissantes ont donc progressivement colonisé le continent et la France n'est pas épargnée. Les milieux aquatiques et les zones humides étant particulièrement touchés par l'arrivée de ces espèces,.
| Espèces                                                  | Année d’introduction en France | Provenance                | Photographies |
| -------------------------------------------------------- | ------------------------------ | ------------------------- | ------------- |
| Ailante glanduleux (Ailanthus altissima)                 | 1786                           | Chine                     |               |
| Jussie rampante (Ludwigia peploides)                     | 1820-1830                      | Amérique du Sud Australie |               |
| Jussie à grandes fleurs (Ludwigia grandiflora)           | 1820-1830                      | Amérique du Sud Australie |               |
| Ambroisie à feuilles d'armoise (Ambrosia artemisiifolia) | 1863                           | Amérique du Nord          |               |
| Myriophylle du Brésil (Myriophyllum aquaticum)           | 1880                           | Amérique du Sud           |               |
| Arbre aux papillons (Buddleja davidii)                   | 1896                           | Chine                     |               |
| Renouée du Japon                                         | 1939                           | Japon                     |               |

| Espèces                                       | Année d’introduction en France | Provenance                 | Photographies |
| --------------------------------------------- | ------------------------------ | -------------------------- | ------------- |
| Poisson Chat (Ameiurus melas)                 | 1871                           | Amérique du Nord           |               |
| Perche soleil (Lepomis gibbosus)              | 1877                           | Amérique du Nord           |               |
| Ragondin (Myocastor coypus)                   | 1882                           | Amérique du Sud            |               |
| Écrevisse américaine (Orconectes limosus)     | 1911-1913                      | Côte est des États-Unis    |               |
| Rat musqué (Ondatra zibethicus)               | 1925                           | Canada                     |               |
| Tortue de Floride (Trachemys scripta elegans) | 1970                           | États-Unis                 |               |
| Écrevisse de Louisiane (Procambarus clarkii)  | 1975                           | Mexique Sud des États-Unis |               |

## Protection

### Réserve naturelle nationale de Chérine

Le logotype de la réserve.

La réserve naturelle nationale de Chérine a été créée en 1985,, elle protégeait un ensemble remarquablement varié de milieux naturels typiques de Brenne, de l’étang ancien ceinturé de roseaux, à la prairie et au marais en passant par les bois et les landes. Ce maillage étroit d’habitats s’imbrique grâce à une multitude de milieux secondaires très localisés tels que des mares, des saulaies, des fossés, des arbres séculaires et des marnières qui forment autant d’abris pour des espèces spécialisées.
Initialement créés pour protéger l’avifaune que le site abritait, les inventaires naturalistes qui se sont succédé ont mis en évidence la forte valeur de l’écosystème tout entier. Cette réserve est écologiquement riche comparée au reste de la Brenne, qu’il s’agisse des habitats, de la flore ou de la faune, et tient en particulier à la présence de milieux originaux tels que le bois de Las (peuplement forestier très ancien avec tourbières) ou les roselières d’étangs.
De nouvelles acquisitions ont été réalisées en 2011, qui ont permis d’étendre la superficie initiale à 370 ha, et d’améliorer le fonctionnement écologique du territoire initial.
Le site comprend maintenant plusieurs étangs.

### Réserve naturelle régionale des terres et étangs de Brenne, Massé, Foucault

Le logotype de la réserve.

La réserve naturelle régionale des terres et étangs de Brenne, Massé, Foucault fut créée le 17 octobre 2014, pour une superficie de 319,19 ha,.
Elle est cogérée par le parc naturel régional de la Brenne et le conservatoire d’espaces naturels de la région Centre-Val de Loire.
Elle est constituée des propriétés de la région, du conservatoire, du parc, de la commune de Rosnay (chemins communaux) et d'Alexandra Audoin et Laurence Malpel (propriétaires exploitantes installées à « Bois retrait »).
Elle bénéficie d’un partenariat avec six éleveurs et des pisciculteurs locaux.

### Réserve naturelle régionale du Bois des Roches

Le logotype de la réserve.

La réserve naturelle régionale du Bois des Roches fut créée le 13 août 1997,, sous forme d'une réserve naturelle volontaire,. Elle a été classée en RNR en 2012,, pour une superficie de 12,2 hectares,. Les falaises et les grottes de la réserve ont connu une occupation par l’Homme dès le Paléolithique supérieur (45 000 ans à 12 000 ans av. J.-C.), ce qui confère un grand intérêt historique et pédagogique au site et a partiellement justifié son classement en réserve naturelle.
Le site a été acquis par le conservatoire d'espaces naturels du Centre en 1992,.

### Site Ramsar
Le 8 avril 1991, la Brenne a été inscrite sur la liste des sites ramsar sous le numéro 518. Le site recouvre l'intégralité de la Grande Brenne, au nord de la Creuse et de la petite Brenne, au sud ainsi qu'une partie de la queue de Brenne située à l'est de la Grande Brenne (secteur qui est en dehors du Parc naturel régional de la Brenne qui assure la gestion du site. Cependant, l'étang des Loges est intégré
dans la zone de protection spéciale.

## Missions
Les missions du parc sont les suivantes :
- la protection et la gestion du patrimoine naturel, culturel et paysagé ;
- l'aménagement du territoire ;
- le développement économique et social ;
- l'accueil, l’éducation et l’information ;
- l'expérimentation.

## Gestion

### Syndicat mixte

#### Comité syndical
| Période                              | Identité             |
| ------------------------------------ | -------------------- |
| 22 décembre 1989 - 18 septembre 2020 | Jean-Paul Chanteguet |
| 18 septembre 2020 - en cours         | Laurent Laroche      |

| Identité        |
| --------------- |
| Annick Gombert  |
| Gérard Blondeau |

#### Organes de concertation
Les neuf commissions de travail associent les élus ainsi que les acteurs socio-économiques et associatifs. Elles proposent et suivent les projets et les actions.
| Commissions                                     | Présidents          |
| ----------------------------------------------- | ------------------- |
| Agriculture, pisciculture, forêt et chasse      | André Gateault      |
| Développement économique et vie du territoire   | Joël Darnault       |
| Nature et environnement                         | Patrice Boiron      |
| Patrimoine culturel, bâti, paysage et urbanisme | Gilles Touzet       |
| Éducation, enfance et jeunesse                  | Patrice Houssin     |
| Culture                                         | Daniel Champigny    |
| Tourisme                                        | Alain Nevière       |
| Finances et ressources humaines                 | Christophe Vandaele |

### Équipe technique
Le travail de l’équipe technique a pour but : la coordination des pôles ; la préparation et suivi des documents budgétaires et la relation avec les partenaires institutionnels, techniques et financiers.

### Financement
Le financement du syndicat mixte, il n'est pas prélevé d’impôt. C'est une collectivité sans fiscalité propre, le syndicat finance ses opérations par les cotisations des membres du syndicat (communes, département, région et État) et par l'obtention de financements liés à des programmes spécifiques : Fonds européens, Natura 2000, contrat régional de pays, contrat de parc, contrat enfance-jeunesse de la CAF et contrat d'objectif territorial avec l'ADEME.

## Population

### Démographie
| 1989   | 1990   | 1999   | 2006   | 2011   | 2016   | 2021   | 2022   | - |
| ------ | ------ | ------ | ------ | ------ | ------ | ------ | ------ | - |
| 32 362 | 32 426 | 32 103 | 32 548 | 32 688 | 31 441 | 30 504 | 30 513 | - |

### Communes
Le parc compte 51, communes, avec une superficie de 1 766,2 km2.
| Nom                       | Code Insee | Intercommunalité                           | Superficie (km2) | Population (dernière pop. légale) | Densité (hab./km2) |
| ------------------------- | ---------- | ------------------------------------------ | ---------------- | --------------------------------- | ------------------ |
| Azay-le-Ferron            | 36010      | CC Cœur de Brenne                          | 60,95            | 835 (2022)                        | 14                 |
| Bélâbre                   | 36016      | CC Marche Occitane - Val d'Anglin          | 40,14            | 926 (2022)                        | 23                 |
| Le Blanc                  | 36018      | CC Brenne - Val de Creuse                  | 57,61            | 6 188 (2022)                      | 107                |
| Chalais                   | 36036      | CC Marche Occitane - Val d'Anglin          | 39,65            | 151 (2022)                        | 3,8                |
| Chazelet                  | 36049      | CC Brenne - Val de Creuse                  | 11,73            | 124 (2022)                        | 11                 |
| Chitray                   | 36051      | CC Brenne - Val de Creuse                  | 19,94            | 173 (2022)                        | 8,7                |
| Ciron                     | 36053      | CC Brenne - Val de Creuse                  | 57,94            | 523 (2022)                        | 9                  |
| Concremiers               | 36058      | CC Brenne - Val de Creuse                  | 28,11            | 595 (2022)                        | 21                 |
| Douadic                   | 36066      | CC Brenne - Val de Creuse                  | 43,14            | 473 (2022)                        | 11                 |
| Fontgombault              | 36076      | CC Brenne - Val de Creuse                  | 10,58            | 262 (2022)                        | 25                 |
| Ingrandes                 | 36087      | CC Brenne - Val de Creuse                  | 11,12            | 299 (2022)                        | 27                 |
| Lignac                    | 36094      | CC Marche Occitane - Val d'Anglin          | 67,03            | 459 (2022)                        | 6,8                |
| Lingé                     | 36096      | CC Cœur de Brenne                          | 32,66            | 203 (2022)                        | 6,2                |
| Luant                     | 36101      | CA Châteauroux Métropole                   | 31,06            | 1 584 (2022)                      | 51                 |
| Lurais                    | 36104      | CC Brenne - Val de Creuse                  | 13,61            | 227 (2022)                        | 17                 |
| Lureuil                   | 36105      | CC Brenne - Val de Creuse                  | 22,04            | 274 (2022)                        | 12                 |
| Luzeret                   | 36106      | CC Brenne - Val de Creuse                  | 26,78            | 155 (2022)                        | 5,8                |
| Martizay                  | 36113      | CC Cœur de Brenne                          | 39               | 950 (2022)                        | 24                 |
| Mauvières                 | 36114      | CC Marche Occitane - Val d'Anglin          | 23,94            | 307 (2022)                        | 13                 |
| Méobecq                   | 36118      | CC Val de l'Indre - Brenne                 | 35,56            | 366 (2022)                        | 10                 |
| Mérigny                   | 36119      | CC Brenne - Val de Creuse                  | 31,77            | 544 (2022)                        | 17                 |
| Mézières-en-Brenne        | 36123      | CC Cœur de Brenne                          | 57,57            | 956 (2022)                        | 17                 |
| Migné                     | 36124      | CC Cœur de Brenne                          | 56,32            | 228 (2022)                        | 4                  |
| Néons-sur-Creuse          | 36137      | CC Brenne - Val de Creuse                  | 19,85            | 355 (2022)                        | 18                 |
| Neuillay-les-Bois         | 36139      | CC Val de l'Indre - Brenne                 | 47,63            | 659 (2022)                        | 14                 |
| Nuret-le-Ferron           | 36144      | CC Brenne - Val de Creuse                  | 47,29            | 293 (2022)                        | 6,2                |
| Obterre                   | 36145      | CC Cœur de Brenne                          | 28,47            | 225 (2022)                        | 7,9                |
| Oulches                   | 36148      | CC Brenne - Val de Creuse                  | 43,36            | 420 (2022)                        | 9,7                |
| Paulnay                   | 36153      | CC Cœur de Brenne                          | 38,48            | 349 (2022)                        | 9,1                |
| La Pérouille              | 36157      | CC Brenne - Val de Creuse                  | 21,54            | 435 (2022)                        | 20                 |
| Pouligny-Saint-Pierre     | 36165      | CC Brenne - Val de Creuse                  | 47,45            | 1 032 (2022)                      | 22                 |
| Preuilly-la-Ville         | 36167      | CC Brenne - Val de Creuse                  | 4,23             | 151 (2022)                        | 36                 |
| Prissac                   | 36168      | CC Marche Occitane - Val d'Anglin          | 62,83            | 577 (2022)                        | 9,2                |
| Rivarennes                | 36172      | CC Brenne - Val de Creuse                  | 37,41            | 491 (2022)                        | 13                 |
| Rosnay                    | 36173      | CC Brenne - Val de Creuse                  | 59,03            | 522 (2022)                        | 8,8                |
| Ruffec                    | 36176      | CC Brenne - Val de Creuse                  | 40,93            | 569 (2022)                        | 14                 |
| Sacierges-Saint-Martin    | 36177      | CC Brenne - Val de Creuse                  | 31,17            | 308 (2022)                        | 9,9                |
| Saint-Aigny               | 36178      | CC Brenne - Val de Creuse                  | 14,86            | 272 (2022)                        | 18                 |
| Saint-Civran              | 36187      | CC Brenne - Val de Creuse                  | 11,61            | 138 (2022)                        | 12                 |
| Saint-Gaultier            | 36192      | CC Éguzon - Argenton - Vallée de la Creuse | 9,2              | 1 714 (2022)                      | 186                |
| Sainte-Gemme              | 36193      | CC Cœur de Brenne                          | 32,5             | 257 (2022)                        | 7,9                |
| Saint-Hilaire-sur-Benaize | 36197      | CC Marche Occitane - Val d'Anglin          | 32,61            | 314 (2022)                        | 9,6                |
| Saint-Michel-en-Brenne    | 36204      | CC Cœur de Brenne                          | 49,15            | 318 (2022)                        | 6,5                |
| Saulnay                   | 36212      | CC Cœur de Brenne                          | 22,2             | 164 (2022)                        | 7,4                |
| Sauzelles                 | 36213      | CC Brenne - Val de Creuse                  | 12,86            | 256 (2022)                        | 20                 |
| Thenay                    | 36220      | CC Brenne - Val de Creuse                  | 34,21            | 897 (2022)                        | 26                 |
| Tilly                     | 36223      | CC Marche Occitane - Val d'Anglin          | 14,77            | 138 (2022)                        | 9,3                |
| Tournon-Saint-Martin      | 36224      | CC Brenne - Val de Creuse                  | 25,82            | 1 120 (2022)                      | 43                 |
| Vendœuvres                | 36232      | CC Val de l'Indre - Brenne                 | 96,45            | 1 094 (2022)                      | 11                 |
| Vigoux                    | 36239      | CC Brenne - Val de Creuse                  | 37,51            | 469 (2022)                        | 13                 |
| Villiers                  | 36246      | CC Cœur de Brenne                          | 24,53            | 174 (2022)                        | 7,1                |

## Culture

### Agriculture
Les cultures de céréales, comme le blé, l'avoine, le maïs, l'orge, le colza et le tournesol se sont développées en Brenne.
On y trouve de l'élevage bovin, ovin et caprin. On y produit les fromages d'appellation d'origine contrôlée : pouligny-saint-pierre ; le Sainte-maure-de-touraine et le valençay.

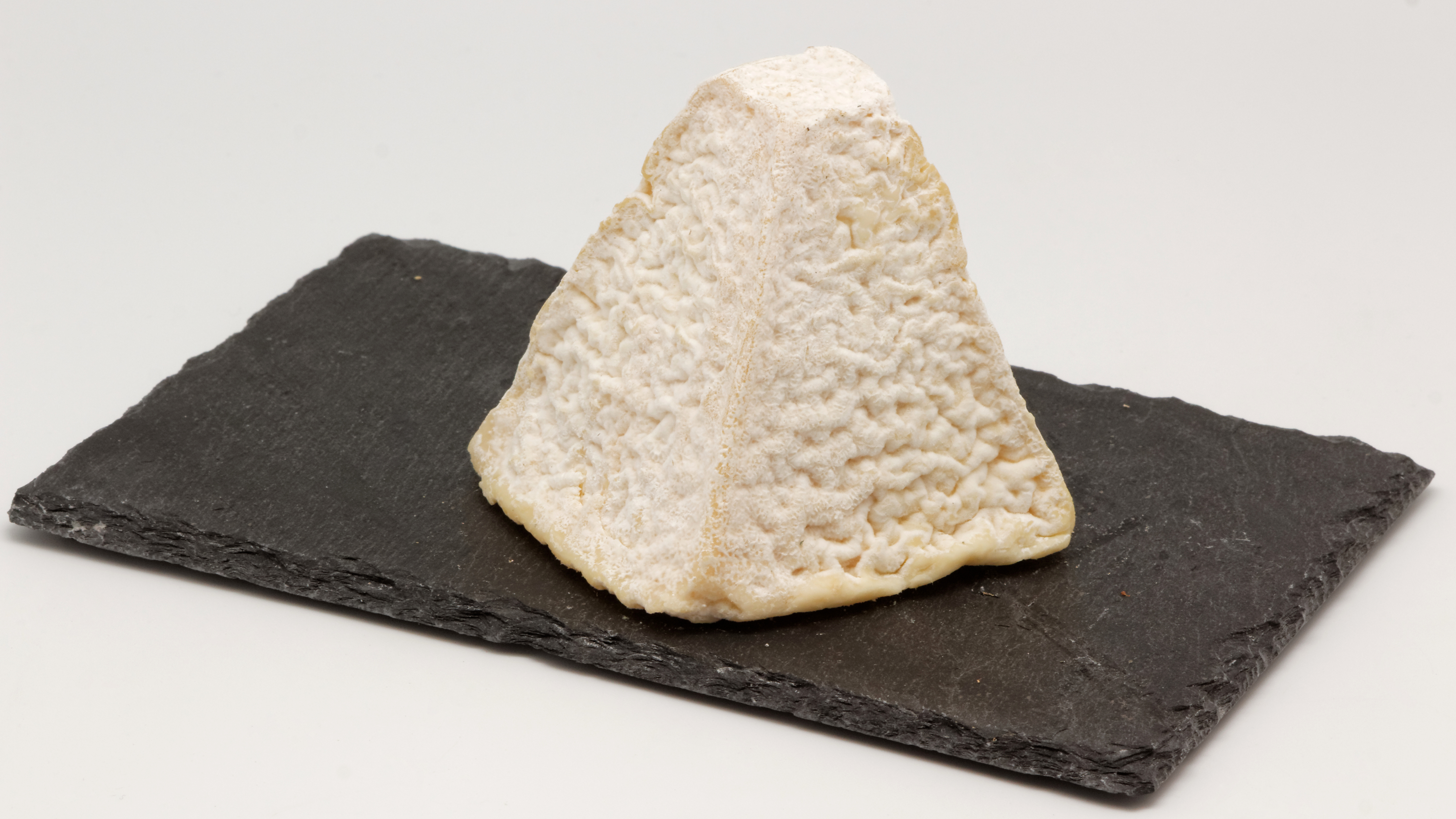
Pouligny-saint-pierre.
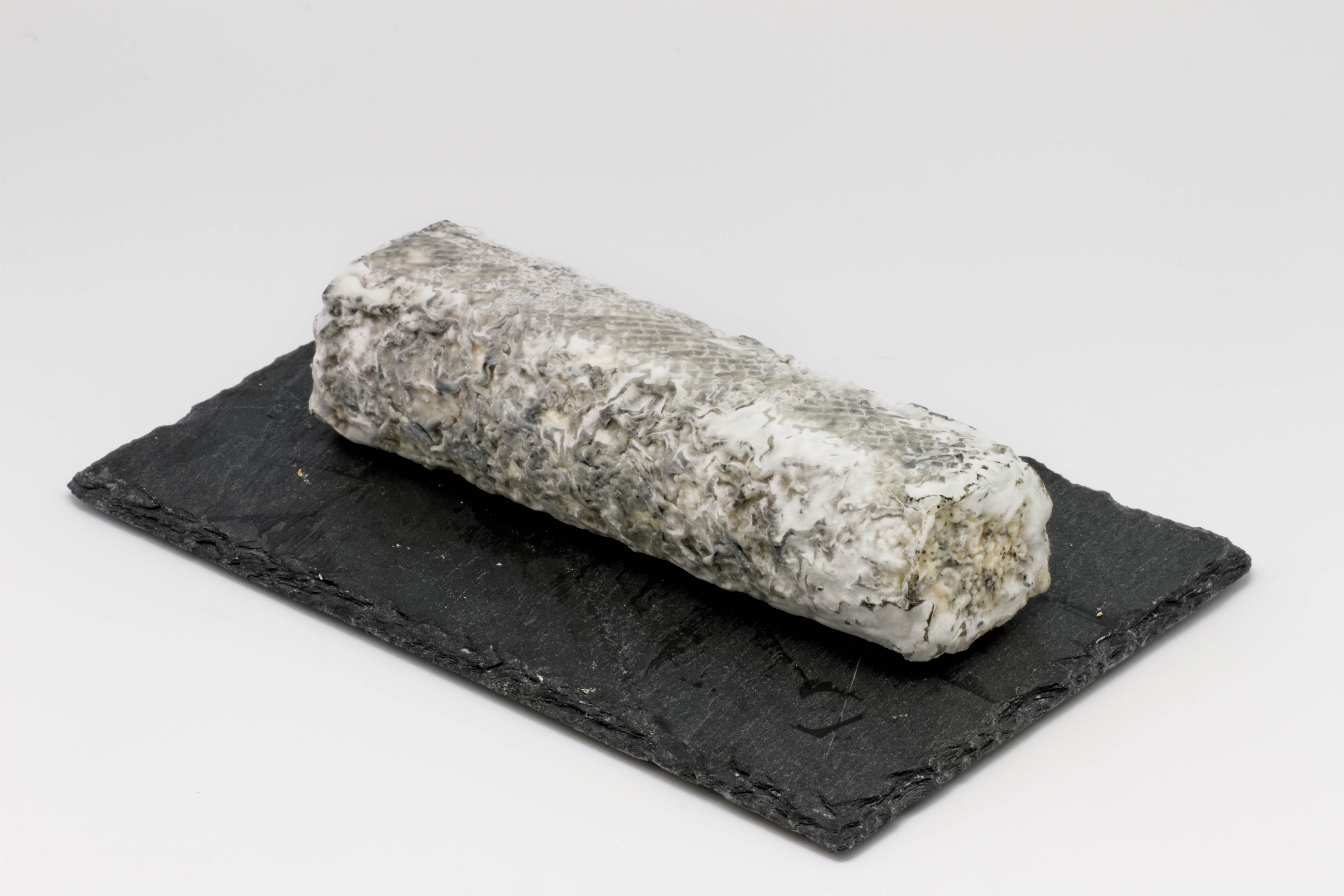
Sainte-maure-de-touraine.
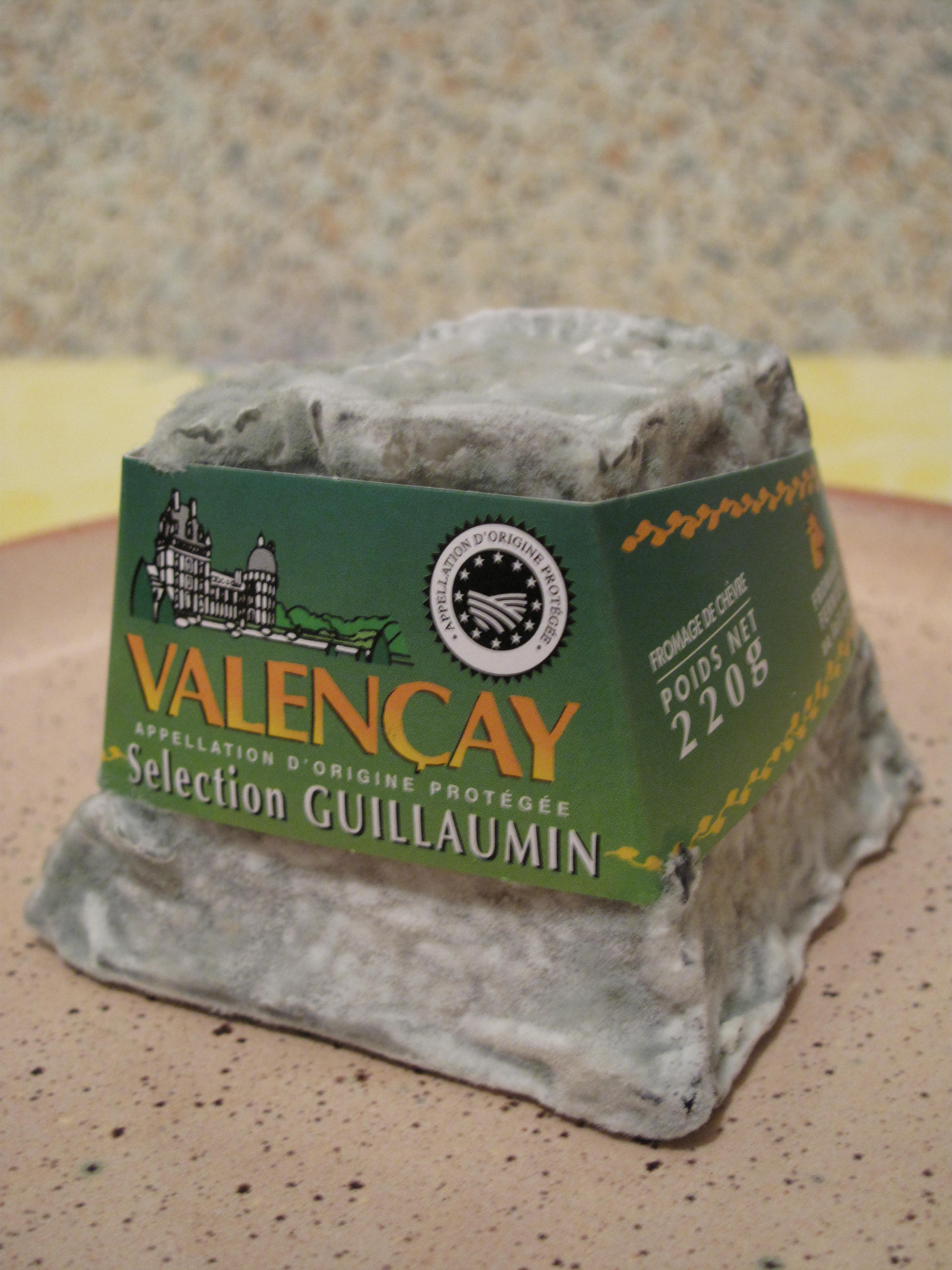
Valençay.

La pisciculture s'est fortement déployée dans le territoire.

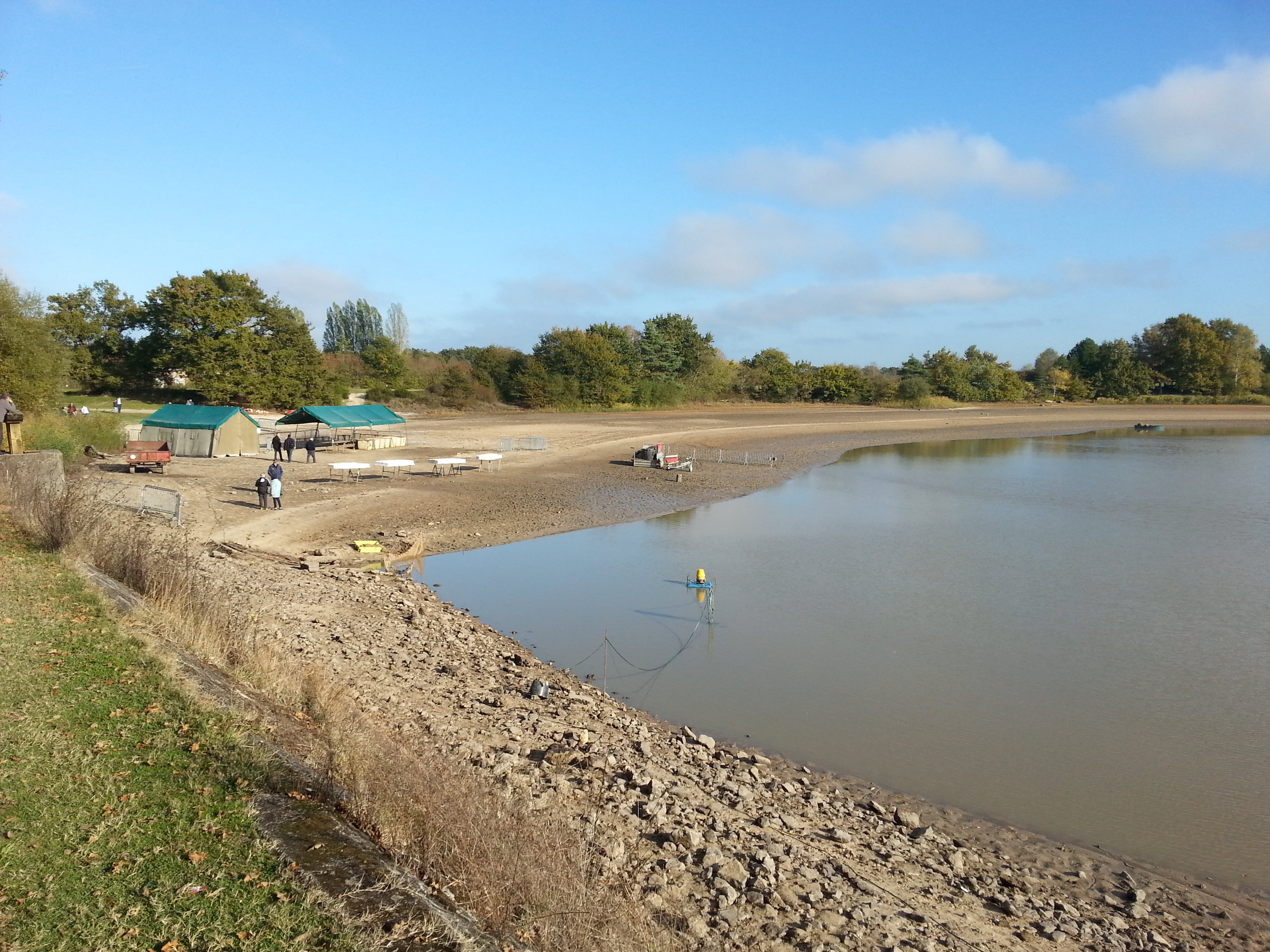
Stand de vente de poisson de l'étang de Bellebouche à la suite de la pêche des pisciculteurs.

Les habitants sont essentiellement des agriculteurs car beaucoup d'entre eux viennent s'y installer du fait du prix bas des terres. Avec ces nouveaux agriculteurs, de nouvelles techniques apparaissent comme le drainage pour éviter les mouillères (espaces trop humides que l'on ne peut pas cultiver). Les agriculteurs ne pratiquent pas tous l'agriculture biologique.
La protection de l'environnement est respectée par des associations comme la réserve de Chérine ou le parc naturel régional de la Brenne, la présence de prairies qui conservent la biodiversité, les agriculteurs qui plantent de nouvelles espèces pour développer la flore et aux labours. Malgré tout des facteurs défavorables au développement de l'environnement sont encore présents, comme la déforestation et la suppression des haies. Le surpâturage est également une source de perte de biodiversité notamment quant à la disparition d'espèces de papillon. Enfin, les pesticides ou herbicides et les engrais chimiques dégagent de l'azote et du pétrole qui s'infiltrent dans le sol.

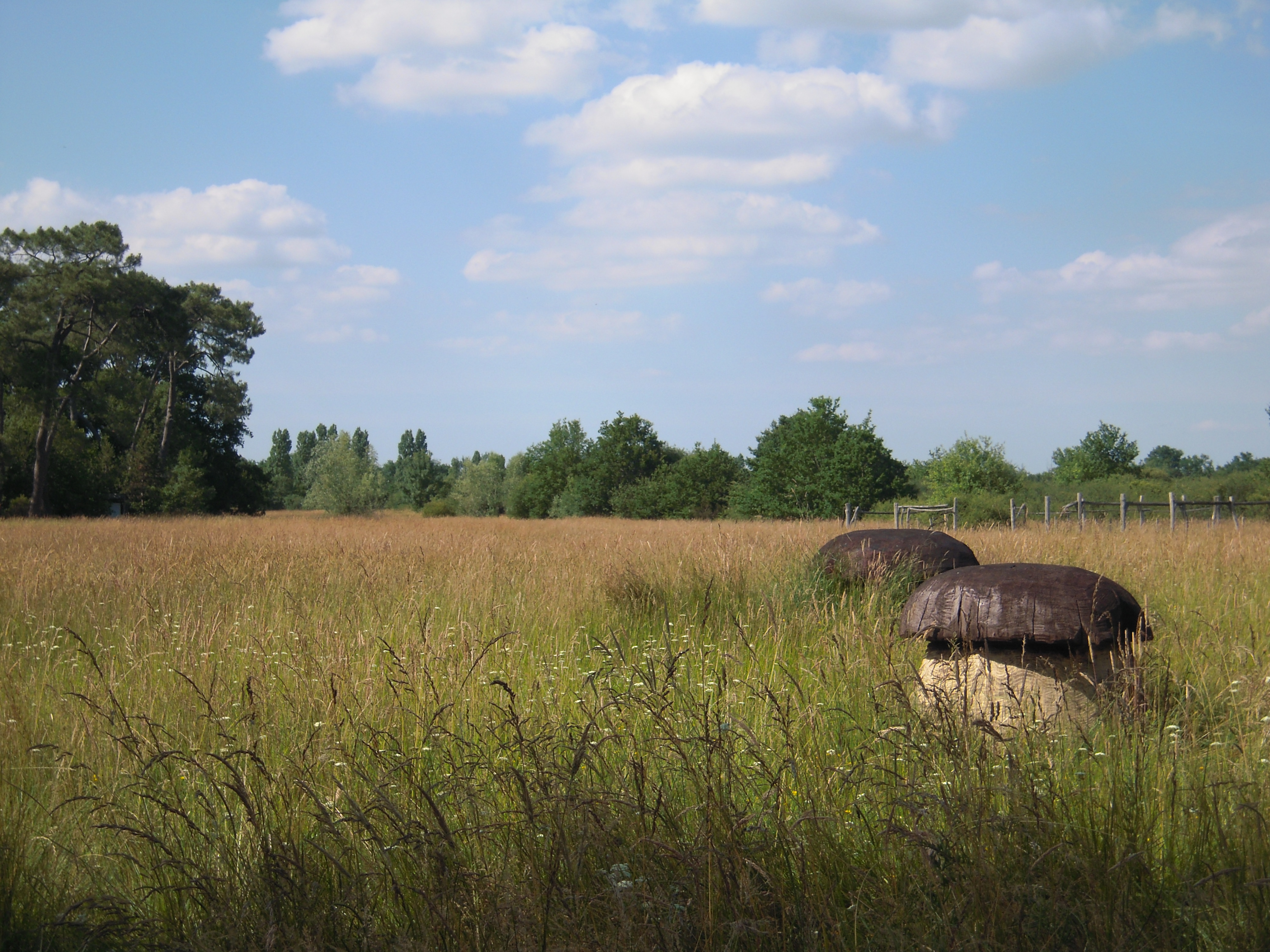
Prairie de l'étang de Bellebouche.

Les agriculteurs pratiquant l'agriculture biologique prennent certaines mesures et ne coupent pas les haies pour protéger les insectes qui s'y trouvent ; ils gardent les prairies naturelles et n'utilisent pas d'engrais chimiques, préservent les arbres, font du compostage, produisent leur foin, travaillent la terre pour éviter que le sol s'acidifie, et utilisent de la chaux en amendement pour remonter le pH du sol et faire réapparaître des espèces végétales (cette dernière pratique n'étant pas spécifique à l'agriculture biologique mais étendue à l'agriculture en général).

### Tourisme
Voici les principaux lieux et sites touristiques du parc :
- Maison du Parc[38] (elle a reçu 68 430 visiteurs en 2016)
- Maison de la Nature[39] (elle a reçu 15 428 visiteurs en 2016)
- Réserve naturelle nationale de Chérine
- Réserve naturelle régionale des terres et étangs de Brenne, Massé, Foucault
- Réserve naturelle régionale du Bois des Roches
- Musée Henry de Monfreid à Ingrandes[40]
- Maison des Abeilles à Ingrandes[40]
- Ecomusée de la Brenne au Blanc[40]
- Musée de la Maison des amis du Blanc[40]
- Musée archéologique de Martizay[40]
- Maison de la Pisciculture et musée d'histoire locale à Mézières-en-Brenne[40]
- Atelier métallurgique Gallo-Romain du Latté à Oulches[40]
- Musées du machinisme agricole, du facteur rural et espace Gutenberg à Prissac[40]
- Réserve zoologique de la Haute-Touche[41]
- Château d'Azay-le-Ferron[42]
- Château d'Ingrandes[42]
- Château Naillac[42]
- Château-Guillaume à Lignac[42]
- Château de la Commanderie à Luzeret[42]
- Château de Céré à Saint-Hilaire-sur-Benaize[42]
- Sentier de grande randonnée de pays de la Brenne[43]
- Voie verte des Vallées[44]

Maison de la Nature
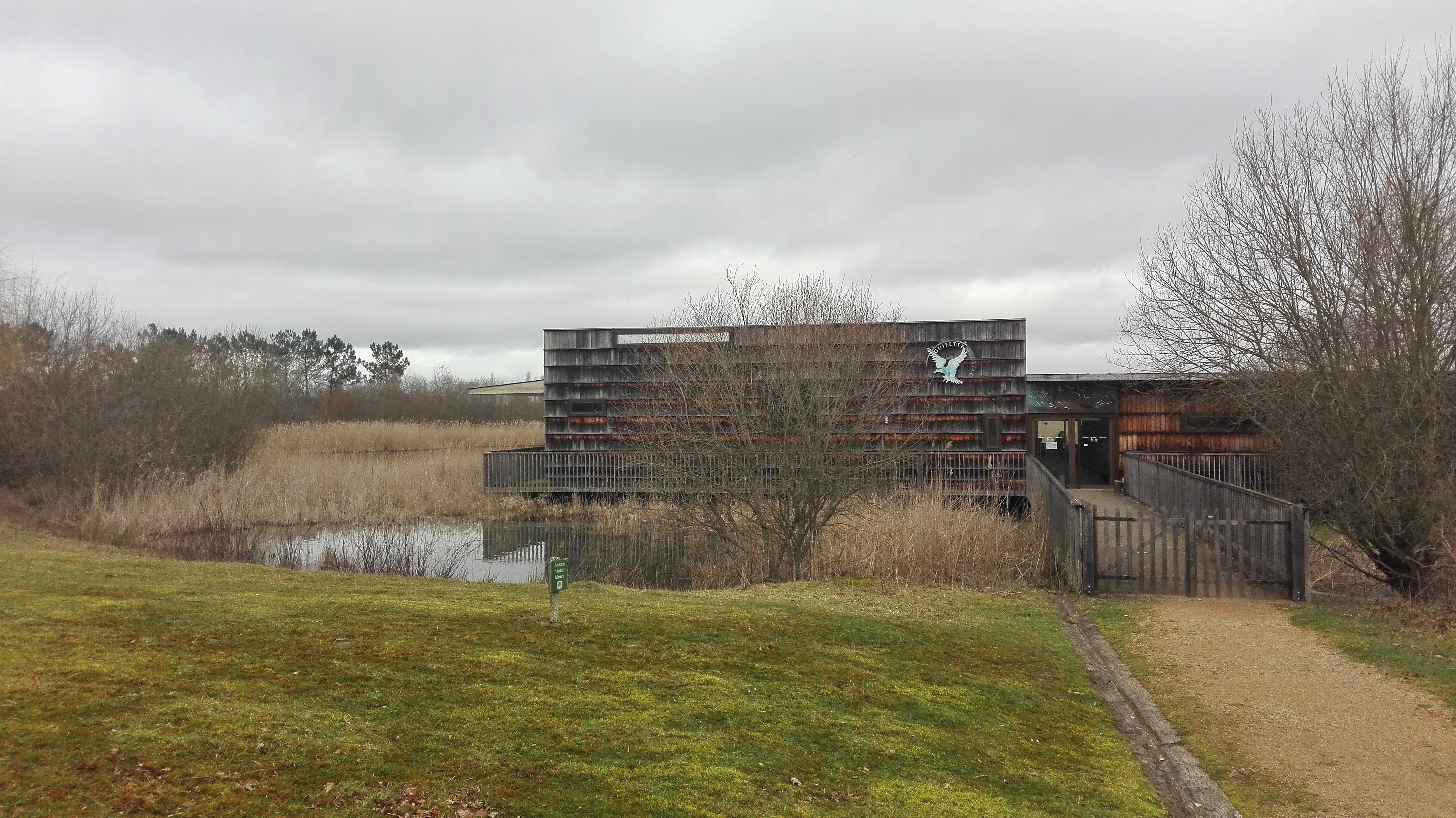
Bâtiment d’accueil du public.
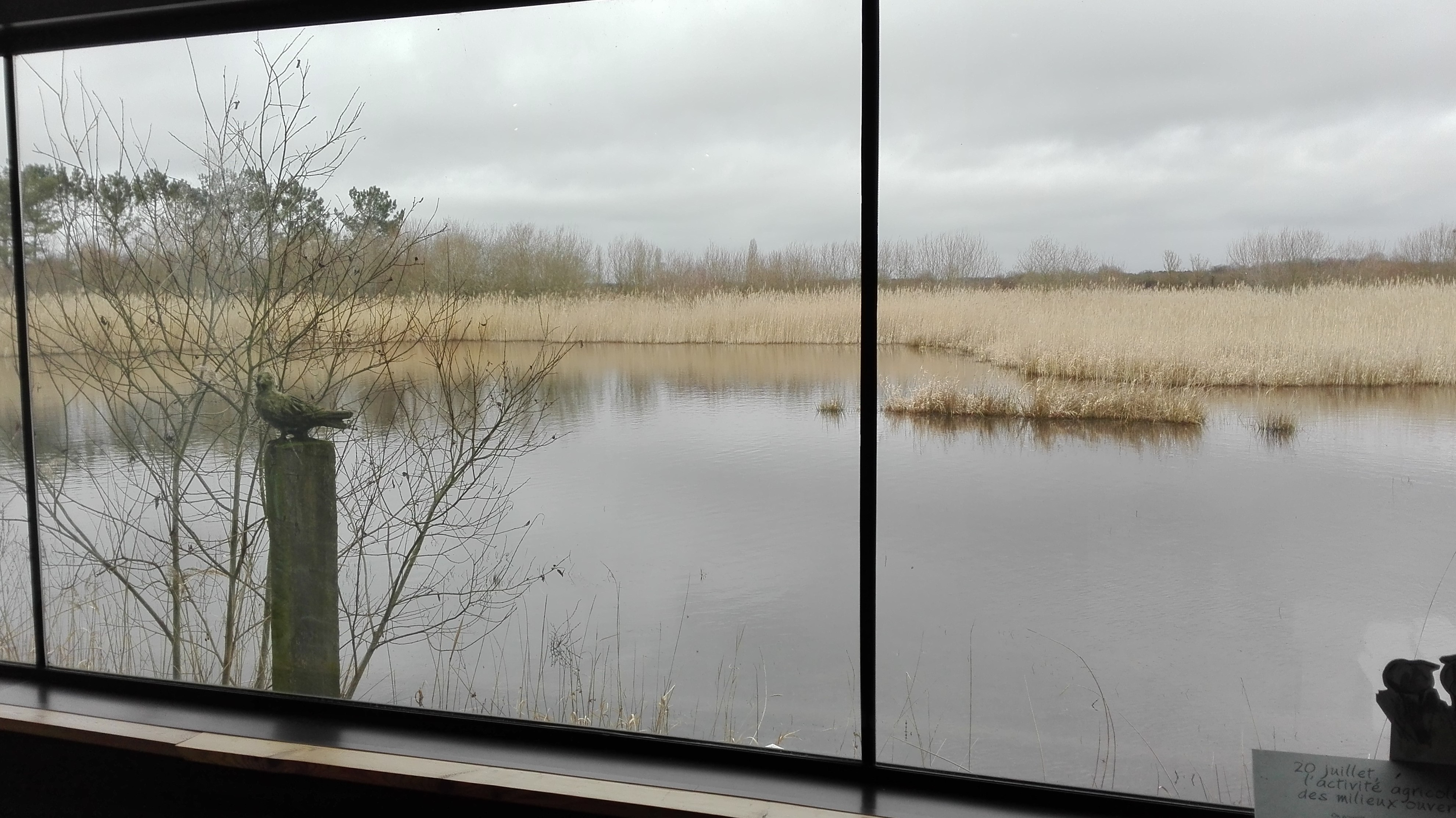
Étang Cistude depuis l'espace d'exposition.
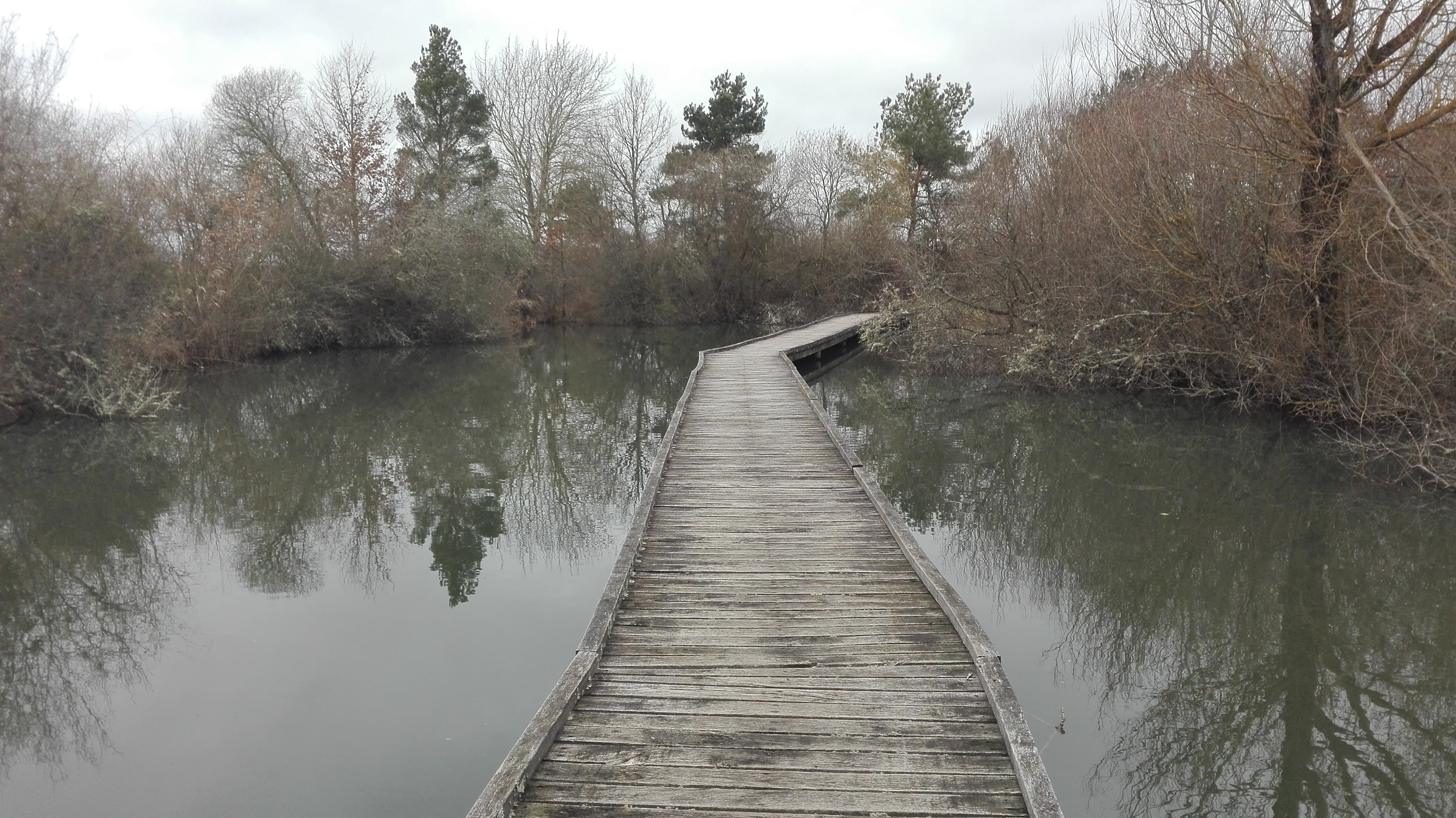
Parcours touristique.